# Persone di nome John
| Questa pagina contiene informazioni ricavate automaticamente dalle voci biografiche con l'ausilio del template Bio e di un bot. L'aggiornamento è periodico e automatico e ricostruisce completamente la pagina. Se manca una persona in questa lista, sei pregato di non aggiungerla, ma accertati piuttosto che la sua voce biografica contenga il template Bio e che i dati anagrafici siano correttamente compilati. Se il template Bio manca, inseriscilo tu stesso o, in alternativa, metti l'avviso {{tmp\|Bio}} che ne segnala la mancanza. Se i dati riportati sono sbagliati, correggi direttamente la voce biografica; le modifiche saranno visibili in questa lista entro pochi giorni. Per chiarimenti vedi il progetto antroponimi. La lista contiene solo le 4.870 persone che sono citate nell'enciclopedia e per le quali è stato implementato correttamente il template Bio. Pagina aggiornata al 6 ago 2025. |

Questa è una lista di persone presenti nell'enciclopedia che hanno il nome John, suddivise per attività principale.

## Agenti segreti(4)
- John O. Brennan, agente segreto statunitense (North Bergen, n. 1955)
- John Cairncross, agente segreto britannico (Lesmahagow, n. 1913 - Herefordshire, † 1995)
- John Surratt, agente segreto statunitense (Congress Heights, n. 1844 - Baltimora, † 1916)
- John Symonds, agente segreto britannico (Soke of Peterborough, n. 1935 - † 2017)

## Allenatori di football americano(8)
- John DeFilippo, allenatore di football americano statunitense (Youngstown, n. 1978)
- John Fassel, allenatore di football americano statunitense (Anaheim, n. 1974)
- John Fox, allenatore di football americano statunitense (Virginia Beach, n. 1955)
- John Grieco, allenatore di football americano statunitense
- John Heisman, allenatore di football americano, allenatore di pallacanestro e allenatore di baseball statunitense (Cleveland, n. 1869 - New York, † 1936)
- John Mackovic, allenatore di football americano statunitense (Barberton, n. 1943)
- John Madden, allenatore di football americano e telecronista sportivo statunitense (Austin, n. 1936 - Pleasanton, † 2021)
- John Marshall, allenatore di football americano e giocatore di football americano statunitense (Grover Beach, n. 1945 - Santa Clara, † 2021)

## Allenatori di hockey su ghiaccio(8)
- John Cunniff, allenatore di hockey su ghiaccio statunitense (Boston, n. 1944 - † 2002)
- Clark Donatelli, allenatore di hockey su ghiaccio|Attività2=ex hockeista su ghiaccio statunitense (Providence, n. 1967)
- John MacLean, allenatore di hockey su ghiaccio e ex hockeista su ghiaccio canadese (Oshawa, n. 1964)
- John Madden, allenatore di hockey su ghiaccio e ex hockeista su ghiaccio canadese (Barrie, n. 1973)
- John Marks, allenatore di hockey su ghiaccio e dirigente sportivo |Attività3=ex hockeista su ghiaccio canadese (Winnipeg, n. 1948)
- John Parco, allenatore di hockey su ghiaccio e ex hockeista su ghiaccio canadese (Sault Sainte Marie, n. 1971)
- John Slettvoll, allenatore di hockey su ghiaccio e ex hockeista su ghiaccio svedese (n. 1944)
- John Tortorella, allenatore di hockey su ghiaccio e ex hockeista su ghiaccio statunitense (Boston, n. 1958)

## Allenatori di pallacanestro(23)
- John Beilein, allenatore di pallacanestro statunitense (Burt, n. 1953)
- John Bunn, allenatore di pallacanestro e dirigente sportivo statunitense (Wellston, n. 1898 - Newbury Park, † 1979)
- John Calipari, allenatore di pallacanestro e dirigente sportivo statunitense (Moon, n. 1959)
- John Carroll, allenatore di pallacanestro statunitense (n. 1955)
- John Castellani, allenatore di pallacanestro statunitense (New Britain, n. 1926 - New Britain, † 2021)
- John Chaney, allenatore di pallacanestro statunitense (Jacksonville, n. 1932 - † 2021)
- Jack Donohue, allenatore di pallacanestro statunitense (New York, n. 1931 - Ottawa, † 2003)
- John Groce, allenatore di pallacanestro statunitense (Muncie, n. 1971)
- Jack Hartman, allenatore di pallacanestro statunitense (Dewey, n. 1925 - Santa Fe, † 1998)
- John Head, allenatore di pallacanestro statunitense (Springfield, n. 1915 - Henderson, † 1980)
- John Kundla, allenatore di pallacanestro e dirigente sportivo statunitense (Star Junction, n. 1916 - Minneapolis, † 2017)
- John Longfellow, allenatore di pallacanestro statunitense (Warsaw, n. 1901 - Terre Haute, † 1977)
- John Loyer, allenatore di pallacanestro statunitense (n. 1964)
- John MacLeod, allenatore di pallacanestro statunitense (New Albany, n. 1937 - Prescott, † 2019)
- John McLendon, allenatore di pallacanestro statunitense (Hiawatha, n. 1915 - Cleveland Heights, † 1999)
- Doxie Moore, allenatore di pallacanestro e dirigente sportivo statunitense (n. 1911 - † 1986)
- Dick Motta, allenatore di pallacanestro e dirigente sportivo statunitense (Midvale, n. 1931)
- John Patrick, allenatore di pallacanestro e ex cestista statunitense (n. 1968)
- John Pelphrey, allenatore di pallacanestro e ex cestista statunitense (Paintsville, n. 1968)
- John Thompson, allenatore di pallacanestro statunitense (Boston, n. 1966)
- John Whisenant, allenatore di pallacanestro statunitense (Gore, n. 1945)
- Warren Womble, allenatore di pallacanestro e dirigente sportivo statunitense (Aylesworth, n. 1920 - Springdale, † 2015)
- John Wooden, allenatore di pallacanestro e cestista statunitense (Hall, n. 1910 - Los Angeles, † 2010)

## Allenatori di sci alpino(2)
- John Buchar, allenatore di sci alpino e ex sciatore alpino svedese (n. 1983)
- John Kucera, allenatore di sci alpino e ex sciatore alpino canadese (Calgary, n. 1984)

## Allenatori di tennis(1)
- John Fitzgerald, allenatore di tennis e ex tennista australiano (Cummins, n. 1960)

## Allevatori(3)
- John Gosden, allevatore britannico (n. 1951)
- John Russell, allevatore britannico (Dartmouth, n. 1795 - Swimbridge, † 1883)
- John Tunstall, allevatore britannico (Londra, n. 1853 - Carrizozo, † 1878)

## Alpinisti(3)
- John Harlin, alpinista e aviatore statunitense (n. 1935 - Eiger, † 1966)
- John Percy Farrar, alpinista e militare inglese (Chatteris, n. 1857 - Cold Brayfield, † 1929)
- John Snorri Sigurjónsson, alpinista islandese (Ölfus, n. 1973 - K2, † 2021)

## Altisti(3)
- John Rambo, altista statunitense (Atlanta, n. 1943 - Paramount, † 2022)
- John Thomas, altista statunitense (Boston, n. 1941 - Brockton, † 2013)
- John Winter, altista australiano (Victoria Park, n. 1924 - Perth, † 2007)

## Ambasciatori(1)
- Christopher Stevens, ambasciatore statunitense (Grass Valley, n. 1960 - Bengasi, † 2012)

## Ambientalisti(2)
- Johnny Appleseed, ambientalista statunitense (Leominster, n. 1774 - Fort Wayne, † 1845)
- John Seymour, ambientalista e scrittore britannico (Hampstead, n. 1914 - Pembrokeshire, † 2004)

## Ammiragli(25)
- John Benbow, ammiraglio inglese (n. 1653 - † 1702)
- John Blankett, ammiraglio britannico (Inghilterra - Mokha, † 1801)
- John Byng, ammiraglio inglese (Southill, n. 1704 - Portsmouth, † 1757)
- John Byron, ammiraglio inglese (Londra, n. 1723 - Londra, † 1786)
- John Thomas Duckworth, ammiraglio britannico (Leatherhead, n. 1748 - Plymouth, † 1817)
- John Eccles, ammiraglio inglese (n. 1898 - † 1966)
- John Edelsten, ammiraglio inglese (n. 1891 - † 1966)
- John Elphinstone, ammiraglio inglese (Sanday, n. 1722 - Londra, † 1785)
- John Fieldhouse, ammiraglio britannico (Leeds, n. 1928 - Southampton, † 1992)
- John Fisher, I barone Fisher, ammiraglio inglese (Ceylon, n. 1841 - Londra, † 1920)
- John Fullerton, ammiraglio inglese (Thrybergh, n. 1840 - † 1918)
- James Gambier, I barone Gambier, ammiraglio britannico (New Providence, n. 1756 - Iver, † 1833)
- John Graydon, ammiraglio inglese (Holborn, n. 1666 - Fordwich, † 1726)
- John Jellicoe, ammiraglio inglese (Southampton, n. 1859 - Wellington, † 1935)
- John Jennings, ammiraglio e politico inglese (n. 1664 - Greenwich, † 1743)
- John Jervis, I conte di St Vincent, ammiraglio britannico (Meadford, n. 1735 - Rochetts, † 1823)
- John Wentworth Loring, ammiraglio britannico (Massachusetts, n. 1775 - Ryde, † 1852)
- John Moresby, ammiraglio e esploratore britannico (Allerford, n. 1830 - Fareham, † 1922)
- John Norris, ammiraglio britannico (Benenden, † 1749)
- John Reynolds, ammiraglio e politico britannico (Inghilterra, n. 1713 - Londra, † 1788)
- John Schank, ammiraglio britannico (Dawlish, † 1823)
- John Talbot, ammiraglio inglese (Malahide, n. 1769 - Lyme Regis, † 1851)
- John Tovey, ammiraglio britannico (Rochester, n. 1885 - Madera, † 1971)
- John Borlase Warren, ammiraglio e politico britannico (Stapleford, n. 1753 - Londra, † 1822)
- John de Robeck, ammiraglio britannico (Naas, n. 1862 - Parigi, † 1928)

## Anarchici(1)
- John Zerzan, anarchico, filosofo e storico statunitense (Salem, n. 1943)

## Anatomisti(1)
- John Abernethy, anatomista e chirurgo britannico (Perth, n. 1764 - Enfield, † 1831)

## Animatori(6)
- John Randolph Bray, animatore e fumettista statunitense (Addison, n. 1879 - Bridgeport, † 1978)
- John R. Dilworth, animatore, produttore televisivo e regista televisivo statunitense (New York, n. 1963)
- John Fox, animatore statunitense
- John Halas, animatore ungherese (Budapest, n. 1912 - Londra, † 1995)
- Jack Hannah, animatore, sceneggiatore e regista statunitense (Nogales, n. 1913 - Burbank, † 1994)
- John Lasseter, animatore, regista e sceneggiatore statunitense (Los Angeles, n. 1957)

## Antiquari(2)
- John Leland, antiquario e poeta inglese (n. 1506 - Londra, † 1552)
- John Weever, antiquario e poeta inglese (Preston, n. 1576 - † 1632)

## Antropologi(5)
- John Adair, antropologo statunitense (Memphis, n. 1913 - San Francisco, † 1997)
- John Layard, antropologo e psicologo britannico (Londra, n. 1891 - Oxford, † 1974)
- John Alden Mason, antropologo, archeologo e linguista statunitense (Orland, n. 1885 - † 1967)
- John Uzo Ogbu, antropologo nigeriano (Ebonyi, n. 1939 - † 2003)
- John Tooby, antropologo statunitense (Saint Paul, n. 1952 - Santa Barbara, † 2023)

## Arbitri di calcio(7)
- John Beaton, arbitro di calcio scozzese (Motherwell, n. 1982)
- John Blankenstein, arbitro di calcio olandese (De Bilt, n. 1949 - L'Aia, † 2006)
- John Brooks, arbitro di calcio e ex assistente arbitrale di calcio inglese (Melton Mowbray, n. 1990)
- John Hunting, arbitro di calcio inglese (Leicester, n. 1935 - Leicester, † 2024)
- John Langenus, arbitro di calcio belga (Anversa, n. 1891 - Anversa, † 1952)
- Jack Taylor, arbitro di calcio inglese (Wolverhampton, n. 1930 - Shropshire, † 2012)
- John Toro, ex arbitro di calcio colombiano (n. 1958)

## Arbitri di pallacanestro(2)
- John Nucatola, arbitro di pallacanestro statunitense (New York, n. 1907 - Scotch Plains, † 2000)
- John O'Brien, arbitro di pallacanestro, dirigente sportivo e dirigente d'azienda statunitense (Brooklyn, n. 1888 - Oceanside, † 1967)

## Archeologi(13)
- John Anderson, archeologo britannico (n. 1870 - † 1952)
- John Beazley, archeologo britannico (Glasgow, n. 1885 - Oxford, † 1970)
- John Boardman, archeologo e storico dell'arte britannico (Ilford, n. 1927 - Woodstock, † 2024)
- John Evans, archeologo, numismatico e geologo britannico (Britwell Court, n. 1823 - Berkhamsted, † 1908)
- John Lubbock, archeologo britannico (Londra, n. 1834 - Ramsgate, † 1913)
- John Hubert Marshall, archeologo britannico (Chester, n. 1876 - Guildford, † 1958)
- John McRay, archeologo statunitense (Holdenville, n. 1931 - Nashville, † 2018)
- John Henry Parker, archeologo, saggista e editore inglese (Londra, n. 1806 - Oxford, † 1884)
- John Pendlebury, archeologo britannico (Londra, n. 1904 - Candia, † 1941)
- John Picton, archeologo, storico dell'arte e africanista britannico (n. 1938)
- John Howland Rowe, archeologo e antropologo statunitense (Sorrento, n. 1918 - Berkeley, † 2004)
- John Bryan Ward-Perkins, archeologo e storico dell'architettura britannico (Bromley, n. 1912 - Cirencester, † 1981)
- John Turtle Wood, archeologo britannico (n. 1821 - † 1890)

## Architetti(28)
- John Baldessari, architetto e performance artist statunitense (National City, n. 1931 - Los Angeles, † 2020)
- John Belcher, architetto inglese (Londra, n. 1841 - Londra, † 1913)
- John Francis Bentley, architetto inglese (Doncaster, n. 1839 - Clapham, † 1902)
- John Carr, architetto britannico (Horbury, n. 1723 - Askham Richard, † 1807)
- John Merven Carrère, architetto statunitense (Rio de Janeiro, n. 1858 - New York, † 1911)
- John Hejduk, architetto statunitense (New York, n. 1929 - New York, † 2000)
- John Augur Holabird, architetto statunitense (Evanston, n. 1886 - Chicago, † 1945)
- John James, architetto inglese (Basingstoke - Greenwich, † 1746)
- John M. Johansen, architetto statunitense (New York, n. 1916 - Brewster, † 2012)
- John Lautner, architetto statunitense (Marquette, n. 1911 - † 1994)
- John Madin, architetto britannico (Birmingham, n. 1924 - Southampton, † 2012)
- John McComb Jr., architetto statunitense (New York, n. 1763 - New York, † 1853)
- John McMullen, architetto e ingegnere statunitense (Jersey City, n. 1918 - Montclair, † 2005)
- John Palmer, architetto britannico (n. 1738 - Bath, † 1817)
- John Loughborough Pearson, architetto inglese (Bruxelles, n. 1817 - Londra, † 1897)
- John Rigby Poyser, architetto britannico (Nottingham, n. 1872 - † 1954)
- John Rebecca, architetto inglese (Saffron Walden, n. 1772 - † 1847)
- John Wellborn Root, architetto statunitense (Lumpkin, n. 1850 - Chicago, † 1891)
- John Russell Pope, architetto statunitense (New York, n. 1874 - † 1937)
- John Soane, architetto inglese (Reading, n. 1753 - Londra, † 1837)
- John Talman, architetto britannico (Londra, n. 1677 - † 1726)
- John F. Turner, architetto e urbanista britannico (Londra, n. 1927 - Hastings, † 2023)
- John Vanbrugh, architetto e drammaturgo inglese (n. 1664 - † 1726)
- John Vardy, architetto inglese (Durham, n. 1718 - Londra, † 1765)
- John Wastell, architetto britannico (n. 1460 - † 1515)
- John Webb, architetto, scrittore e sinologo britannico (Smithfield, n. 1611 - Butleigh, † 1672)
- John Wood il Vecchio, architetto britannico (Twerton, n. 1704 - Bath, † 1754)
- John Wood il Giovane, architetto britannico (Bath, n. 1728 - Batheaston, † 1782)

## Arcivescovi(1)
- John Stafford, arcivescovo inglese († 1452)

## Arcivescovi anglicani(6)
- John Bird Sumner, arcivescovo anglicano inglese (Kenilworth, n. 1780 - Croydon, † 1862)
- John Moore, arcivescovo anglicano inglese (Gloucester, n. 1730 - Lambeth Palace, † 1805)
- John Potter, arcivescovo anglicano e filologo inglese (Wakefield, n. 1674 - Lambeth, † 1747)
- John Sentamu, arcivescovo anglicano ugandese (Kampala, n. 1949)
- John Tillotson, arcivescovo anglicano e teologo britannico (Sowerby, n. 1630 - Londra, † 1694)
- John Whitgift, arcivescovo anglicano britannico (Great Grimsby, n. 1530 - Lambeth, † 1604)

## Arcivescovi cattolici(37)
- John Bulaitis, arcivescovo cattolico lituano (Londra, n. 1933 - Roma, † 2010)
- John Joseph Cantwell, arcivescovo cattolico irlandese (Limerick, n. 1874 - Los Angeles, † 1947)
- John Francis Donoghue, arcivescovo cattolico statunitense (Washington, n. 1928 - Atlanta, † 2011)
- John Jarlath Dooley, arcivescovo cattolico e missionario irlandese (Kilmaine, n. 1906 - † 1997)
- John Martin Henni, arcivescovo cattolico svizzero (Misanenga, n. 1805 - Milwaukee, † 1881)
- John Joseph Hughes, arcivescovo cattolico irlandese (Annaloghan, n. 1797 - New York, † 1864)
- John Hung Shan-chuan, arcivescovo cattolico taiwanese (Isole Penghu, n. 1943)
- John Morton, arcivescovo cattolico e cardinale inglese (Bere Regis, n. 1420 - Knole House, † 1500)
- John Joseph Kain, arcivescovo cattolico statunitense (Martinsburg, n. 1841 - Saint Louis, † 1903)
- John Joseph Keane, arcivescovo cattolico irlandese (Ballyshannon, n. 1839 - Dubuque, † 1918)
- John Joseph Kennedy, arcivescovo cattolico e teologo irlandese (Dublino, n. 1968)
- John Bonaventure Kwofie, arcivescovo cattolico ghanese (Apowa, n. 1958)
- John Joseph Maguire, arcivescovo cattolico statunitense (New York, n. 1904 - New York, † 1989)
- John Lawrence May, arcivescovo cattolico statunitense (Evanston, n. 1922 - Saint Louis, † 1994)
- John Timothy McNicholas, arcivescovo cattolico irlandese (Kiltimagh, n. 1877 - Cincinnati, † 1950)
- John Charles McQuaid, arcivescovo cattolico irlandese (Cootehill, n. 1895 - Loughlinstown, † 1973)
- John Michael Miller, arcivescovo cattolico canadese (Ottawa, n. 1946)
- John Joseph Mitty, arcivescovo cattolico statunitense (New York, n. 1884 - Menlo Park, † 1961)
- John Joseph Myers, arcivescovo cattolico statunitense (Earlville, n. 1941 - Ottawa, † 2020)
- John Clayton Nienstedt, arcivescovo cattolico statunitense (Detroit, n. 1947)
- John Baptist Odama, arcivescovo cattolico ugandese (Riki-Oluku, n. 1947)
- John Peckham, arcivescovo cattolico, filosofo e teologo inglese (Lewes - Canterbury, † 1292)
- John Bede Polding, arcivescovo cattolico britannico (Liverpool, n. 1794 - Darlinghurst, † 1877)
- John Baptist Purcell, arcivescovo cattolico irlandese (Mallow, n. 1800 - Cincinnati, † 1883)
- John Raphael Quinn, arcivescovo cattolico statunitense (Riverside, n. 1929 - San Francisco, † 2017)
- John Francis Regis Canevin, arcivescovo cattolico statunitense (Beatty, n. 1853 - Pittsburgh, † 1927)
- John Rodrigues, arcivescovo cattolico indiano (Mumbai, n. 1967)
- John Francis Sherrington, arcivescovo cattolico inglese (Leicester, n. 1958)
- John Wong Soo Kau, arcivescovo cattolico malese (Sandakan, n. 1968)
- John Thomas Troy, arcivescovo cattolico irlandese (Portestown, n. 1739 - Dublino, † 1823)
- John Walsh, arcivescovo cattolico irlandese (Mooncoin, n. 1830 - Toronto, † 1898)
- John Aloysius Ward, arcivescovo cattolico britannico (Leeds, n. 1929 - Ystradowen, † 2007)
- John Charles Wester, arcivescovo cattolico statunitense (San Francisco, n. 1950)
- John Joseph Williams, arcivescovo cattolico statunitense (Boston, n. 1822 - Boston, † 1907)
- John Wilson, arcivescovo cattolico inglese (Sheffield, n. 1968)
- John Joseph Frederick Otto Zardetti, arcivescovo cattolico, teologo e funzionario svizzero (Rorschach, n. 1847 - Roma, † 1902)
- John de Stratford, arcivescovo cattolico inglese (Stratford-on-Avon - Mayfield, † 1348)

## Arrangiatori(2)
- John Lanchbery, arrangiatore, direttore d'orchestra e compositore britannico (Londra, n. 1923 - Melbourne, † 2003)
- John O'Hara, arrangiatore e tastierista britannico (Liverpool, n. 1962)

## Artigiani(4)
- John Coventry, artigiano inglese (Southwark, n. 1735 - † 1812)
- John e Joseph Manton, artigiano britannico (n. 1780 - † 1834)
- John Marke, artigiano inglese
- John Twigg, artigiano britannico (n. 1732 - † 1790)

## Artisti(10)
- John Batchelor, artista britannico (Essex, n. 1936 - † 2019)
- Jack Chambers, artista e regista cinematografico canadese (London, n. 1931 - London, † 1978)
- John Connell, artista statunitense (Atlanta, n. 1940 - Mariaville, † 2009)
- John De Andrea, artista e scultore statunitense (Denver, n. 1941)
- John Duncan, artista e musicista statunitense (Wichita, n. 1953)
- John Duncan Fergusson, artista britannico (Leith, n. 1874 - Glasgow, † 1961)
- John Heartfield, artista tedesco (Berlino, n. 1891 - Berlino, † 1968)
- John Piper, artista britannico (Epsom, n. 1903 - Fawley Bottom, † 1992)
- Nelson Sullivan, artista statunitense (Kershaw, n. 1948 - New York, † 1989)
- John White, artista britannico (Londra - Contea di Cork)

## Artisti marziali misti(4)
- Alan Belcher, ex artista marziale misto statunitense (Jonesboro, n. 1984)
- John Dodson, artista marziale misto statunitense (Albuquerque, n. 1984)
- John Lineker, artista marziale misto brasiliano (Paranaguá, n. 1990)
- John Moraga, artista marziale misto statunitense (Phoenix, n. 1984)

## Assassini(2)
- John Linley Frazier, assassino statunitense (Hayward, n. 1946 - Ione, † 2009)
- John List, assassino statunitense (Bay City, n. 1925 - Trenton, † 2008)

## Assassini seriali(5)
- John Reginald Christie, serial killer britannico (Illingworth, n. 1899 - Prigione di Pentonville, Londra, † 1953)
- John Wayne Gacy, serial killer statunitense (Chicago, n. 1942 - Crest Hill, † 1994)
- John Haigh, serial killer britannico (Stamford, n. 1909 - Londra, † 1949)
- J. Frank Hickey, serial killer statunitense (Lowell, n. 1865 - Auburn, † 1922)
- John Edward Robinson, serial killer statunitense (Cicero, n. 1943)

## Astisti(2)
- Allan Lindberg, astista svedese (Fagersta, n. 1918 - Örebro, † 2004)
- John Pennel, astista statunitense (Memphis, n. 1940 - Santa Monica, † 1993)

## Astrofisici(4)
- John Richard Gott III, astrofisico statunitense (Louisville, n. 1947)
- John Cromwell Mather, astrofisico e cosmologo statunitense (Roanoke, n. 1946)
- John Quincy Stewart, astrofisico statunitense (n. 1894 - † 1972)
- John D. Strong, astrofisico e meteorologo statunitense (Lawrence, n. 1905 - Amherst, † 1992)

## Astrologi(2)
- John Booker, astrologo inglese (Manchester, n. 1601 - † 1667)
- John Lamb, astrologo inglese (n. 1545 - Londra, † 1628)

## Astronauti(13)
- John Blaha, ex astronauta statunitense (San Antonio, n. 1942)
- John Bull, astronauta statunitense (n. 1934 - † 2008)
- John Casper, ex astronauta statunitense (Greenville, n. 1943)
- John Oliver Creighton, ex astronauta statunitense (Orange, n. 1943)
- John Fabian, ex astronauta statunitense (Goosecreek, n. 1939)
- John Glenn, astronauta, aviatore e politico statunitense (Cambridge, n. 1921 - Columbus, † 2016)
- John Grunsfeld, ex astronauta e fisico statunitense (Chicago, n. 1958)
- John Herrington, ex astronauta e imprenditore statunitense (Wetumka, n. 1958)
- John Lounge, astronauta e ingegnere statunitense (Denver, n. 1946 - † 2011)
- John Olivas, ex astronauta e ingegnere statunitense (Hollywood, n. 1966)
- John Lynch Phillips, ex astronauta statunitense (Fort Belvoir, n. 1951)
- Jack Swigert, astronauta statunitense (Denver, n. 1931 - Washington, † 1982)
- John Watts Young, astronauta statunitense (San Francisco, n. 1930 - Houston, † 2018)

## Astronomi(37)
- John August Anderson, astronomo statunitense (Rollag, n. 1876 - Altadena, † 1959)
- John Caister Bennett, astronomo sudafricano (Estcourt, n. 1914 - Pretoria, † 1990)
- John Bevis, astronomo e medico britannico (Old Sarum, n. 1695 - † 1771)
- John Gatenby Bolton, astronomo britannico (Sheffield, n. 1922 - † 1993)
- John Brashear, astronomo statunitense (Brownsville, n. 1840 - Brownsville, † 1920)
- John Broughton, astronomo australiano (n. 1952)
- John Dobson, astronomo e divulgatore scientifico statunitense (Pechino, n. 1915 - Burbank, † 2014)
- John Dollond, astronomo inglese (Londra, n. 1706 - Londra, † 1761)
- John Dreyer, astronomo danese (Copenaghen, n. 1852 - Oxford, † 1926)
- John Evershed, astronomo britannico (Gomshall, n. 1864 - Ewhurst, † 1956)
- John Flamsteed, astronomo inglese (Denby, n. 1646 - Greenwich, † 1719)
- John Goodricke, astronomo inglese (Gröningen, n. 1764 - York, † 1786)
- John Greaves, astronomo, matematico e antiquario britannico (Alresford, n. 1602 - Londra, † 1652)
- John Grigg, astronomo neozelandese (Isola di Thanet, n. 1838 - Thames, † 1920)
- John Gross, astronomo statunitense (n. 1959)
- John Herschel, astronomo, matematico e chimico britannico (Slough, n. 1792 - Collingwood, † 1871)
- John Russell Hind, astronomo britannico (Nottingham, n. 1823 - Twickenham, † 1895)
- John Peter Huchra, astronomo e docente statunitense (Jersey City, n. 1948 - Lexington, † 2010)
- John Kavelaars, astronomo canadese (n. 1966)
- John Lee, astronomo, matematico e numismatico britannico (n. 1783 - Hartwell House, † 1866)
- John V. McClusky, astronomo statunitense
- John Edward Mellish, astronomo statunitense (Cottage Grove, n. 1886 - Medford, † 1970)
- John Michell, astronomo, geologo e fisico inglese (Nottinghamshire, n. 1724 - Thornhill, † 1793)
- John Derral Mulholland, astronomo statunitense (Muncie, n. 1934 - Saint-Vallier-de-Thiey, † 2008)
- John Aloysius O'Keefe, astronomo e geodeta statunitense (n. 1916 - † 2000)
- John Stanley Plaskett, astronomo canadese (n. 1865 - † 1941)
- John Platt, astronomo e programmatore statunitense (Elgin)
- John Pond, astronomo britannico (Londra, n. 1767 - Londra, † 1836)
- John Guy Porter, astronomo britannico (Battersea, n. 1900 - Hailsham, † 1981)
- John E. Rogers, astronomo statunitense
- John Ruthroff, astronomo statunitense
- John Martin Schaeberle, astronomo tedesco (Gäufelden, n. 1853 - Ann Arbor, † 1924)
- John Seach, astronomo australiano
- John Francis Skjellerup, astronomo australiano (Cobden, n. 1875 - Melbourne, † 1952)
- John Tebbutt, astronomo australiano (Windsor, n. 1834 - Windsor, † 1916)
- John L. Tonry, astronomo statunitense (n. 1953)
- John E. Willis, astronomo statunitense

## Atleti paralimpici(2)
- John Lindsay, ex atleta paralimpico australiano (Melbourne, n. 1970)
- John Twomey, ex atleta paralimpico, velista e tennistavolista irlandese (Ballinhassig, n. 1955)

## Attivisti(8)
- John Brown, attivista statunitense (Torrington, n. 1800 - Charles Town, † 1859)
- John Pierre Burr, attivista statunitense (New Jersey, n. 1792 - Filadelfia, † 1864)
- John Tengo Jabavu, attivista e editore sudafricano (Fort Beaufort, n. 1859 - † 1921)
- John McConnell, attivista statunitense (n. 1915 - † 2012)
- John Mott, pacifista statunitense (New York, n. 1865 - † 1955)
- John Trudell, attivista, attore e cantautore statunitense (Omaha, n. 1946 - Santa Clara, † 2015)
- John Wood, attivista statunitense (San Francisco, n. 1964)
- John Young, attivista scozzese († 2005)

## Attori pornografici(7)
- Casey Donovan, attore pornografico statunitense (East Bloomfield, n. 1943 - Inverness, † 1987)
- John Holmes, attore pornografico statunitense (Ashville, n. 1944 - Los Angeles, † 1988)
- John Leslie, attore pornografico e regista statunitense (Pittsburgh, n. 1945 - Mill Valley, † 2010)
- Scott O'Hara, attore pornografico, poeta e scrittore statunitense (Grants Pass, n. 1961 - San Francisco, † 1998)
- Tyler Saint, attore pornografico statunitense (Burlington, n. 1970)
- John Stagliano, attore pornografico, produttore cinematografico e regista statunitense (Chicago, n. 1951)
- John Strong, attore pornografico ucraino (n. 1969)

## Attori teatrali(15)
- John Bannister, attore teatrale inglese (Deptford, n. 1760 - † 1836)
- John Wilkes Booth, attore teatrale e criminale statunitense (Bel Air, n. 1838 - Port Royal, † 1865)
- John Brockbank, attore teatrale e calciatore inglese (Whitehaven, n. 1848 - Fulham, † 1896)
- John Drew, attore teatrale e impresario teatrale irlandese (Dublino, n. 1827 - Filadelfia, † 1862)
- John Drew, Jr., attore teatrale statunitense (Filadelfia, n. 1853 - San Francisco, † 1927)
- John Edwin, attore teatrale e scrittore inglese (Londra, n. 1749 - Londra, † 1790)
- John Saville Faucit, attore teatrale inglese († 1853)
- John Heminges, attore teatrale britannico (Droitwich Spa, n. 1556 - Londra, † 1630)
- John Philip Kemble, attore teatrale e impresario teatrale inglese (Prescot, n. 1757 - Losanna, † 1823)
- John Michael King, attore teatrale statunitense (New York, n. 1926 - † 2008)
- John Liston, attore teatrale inglese (Londra - Londra, † 1846)
- John Edward McCullough, attore teatrale irlandese (Coleraine, n. 1832 - Filadelfia, † 1885)
- John Edmond Owens, attore teatrale inglese (Liverpool, n. 1823 - Aigburth Vale, † 1886)
- John Howard Payne, attore teatrale e drammaturgo statunitense (New York, n. 1791 - Tunisi, † 1852)
- John Webster, attore teatrale statunitense (n. 1879 - New York, † 1925)

## Attrici(1)
- Jackie Curtis, attrice, poetessa e commediografa statunitense (New York, n. 1947 - New York, † 1985)

## Aviatori(11)
- John Alcock, aviatore e militare britannico (Old Trafford, n. 1892 - Cote d'Everard, † 1919)
- Alcock e Brown, aviatore e militare britannico (Old Trafford, n. 1892 - Cote d'Everard, † 1919)
- John Nelson Boothman, aviatore e militare britannico (Harrow, n. 1901 - † 1957)
- John Boyd, aviatore statunitense (Erie, n. 1927 - West Palm Beach, † 1997)
- John C. B. Firth, aviatore inglese (Idsworth, n. 1894 - Blyth, † 1931)
- Guy Gilpatric, aviatore, giornalista e scrittore statunitense (New York, n. 1896 - Santa Barbara, † 1950)
- John Ogonowski, aviatore statunitense (Lowell, n. 1951 - New York, † 2001)
- John Peters, aviatore e scrittore britannico (Londra, n. 1961)
- John Thach, aviatore statunitense (Pine Bluff, n. 1905 - Coronado, † 1981)
- John Tremayne Babington, aviatore e militare britannico (Londra, n. 1891 - Bodmin, † 1979)
- John C. Waldron, aviatore statunitense (Fort Pierre, n. 1900 - Midway, † 1942)

## Avvocati(19)
- John Quincy Adams II, avvocato e politico statunitense (Boston, n. 1833 - Quincy, † 1894)
- John Banister, avvocato statunitense (Petersburg, n. 1734 - Petersburg, † 1788)
- John Ilderton Burn, avvocato britannico (n. 1774 - † 1848)
- John Coates, avvocato australiano (Sydney, n. 1950)
- John Aloysius Costello, avvocato e politico irlandese (Dublino, n. 1891 - Dublino, † 1976)
- John Dean, avvocato e scrittore statunitense (Akron, n. 1938)
- John Doar, avvocato statunitense (Minneapolis, n. 1921 - New York, † 2014)
- John Herbert, avvocato, diplomatico e politico gallese (Neath Abbey, n. 1550 - Cardiff, † 1617)
- John Hocking, avvocato australiano (Melbourne, n. 1957)
- John Fitzgerald Kennedy Jr., avvocato e giornalista statunitense (Washington, n. 1960 - Martha's Vineyard, † 1999)
- John Kerr, avvocato e politico australiano (Sydney, n. 1914 - Sydney, † 1991)
- John Kirby, avvocato statunitense (Falls Church, n. 1939 - † 2019)
- John Alexander McClernand, avvocato, politico e generale statunitense (Contea di Breckinridge, n. 1812 - Springfield, † 1900)
- John J. McCloy, avvocato, diplomatico e banchiere statunitense (Filadelfia, n. 1895 - Cos Cob, † 1989)
- John Morgan, avvocato, giurista e politico statunitense (Lexington, n. 1956)
- John Morris, avvocato e politico britannico (Capel Bangor, n. 1931 - Charlotte, † 2023)
- John Mortimer, avvocato, drammaturgo e sceneggiatore inglese (Hampstead, n. 1923 - Turville, † 2009)
- John Whitehead Peard, avvocato e militare britannico (Fowey, n. 1811 - Trenython, † 1880)
- John Wilson, avvocato, critico letterario e scrittore scozzese (Paisley, n. 1785 - Edimburgo, † 1854)

## Banchieri(6)
- John Blunt, banchiere inglese (n. 1665 - Bath, † 1733)
- John Gutfreund, banchiere e imprenditore statunitense (Scarsdale, n. 1929 - New York, † 2016)
- Jan Hope, banchiere olandese (n. 1737 - † 1784)
- John William Lubbock, banchiere, astronomo e matematico britannico (Westminster, n. 1803 - † 1865)
- J.P. Morgan Jr, banchiere e filantropo statunitense (Irvington, n. 1867 - Boca Grande, † 1943)
- John Pierpont Morgan, banchiere e imprenditore statunitense (Hartford, n. 1837 - Roma, † 1913)

## Baritoni(4)
- John Brownlee, baritono australiano (Geelong, n. 1900 - New York, † 1969)
- Lucas Meachem, baritono statunitense (Carthage, n. 1978)
- John Reardon, baritono statunitense (New York, n. 1930 - Sante Fe, † 1988)
- John Charles Thomas, baritono statunitense (Meyersdale, n. 1891 - Apple Valley, † 1960)

## Bassi(3)
- J. D. Sumner, basso statunitense (Lakeland, n. 1924 - Myrtle Beach, † 1998)
- John Macurdy, basso statunitense (Detroit, n. 1929 - Stamford, † 2020)
- John Tomlinson, basso britannico (Oswaldtwistle, n. 1946)

## Bassi-baritoni(2)
- John Del Carlo, basso-baritono statunitense (San Francisco, n. 1951 - Portland, † 2016)
- John Shirley-Quirk, basso-baritono inglese (Liverpool, n. 1931 - Bath, † 2014)

## Bassisti(22)
- John Campbell, bassista statunitense (Richmond, n. 1972)
- Jack Casady, bassista statunitense (Washington, n. 1944)
- John Dalton, bassista britannico (Enfield, n. 1943)
- John Deacon, bassista, polistrumentista e compositore britannico (Leicester, n. 1951)
- John Entwistle, bassista e cantante britannico (Chiswick, n. 1944 - Paradise, † 2002)
- Chris Ethridge, bassista, polistrumentista e compositore statunitense (Meridian, n. 1947 - Meridian, † 2012)
- John Giblin, bassista britannico (Bellshill, n. 1952 - † 2023)
- John Glascock, bassista britannico (Islington, n. 1951 - Londra, † 1979)
- John Greaves, bassista, cantante e compositore gallese (Prestatyn, n. 1950)
- John Gustafson, bassista e cantante britannico (Liverpool, n. 1942 - Whitstable, † 2014)
- John Hassall, bassista britannico (Londra, n. 1981)
- John Illsley, bassista e cantautore britannico (Leicester, n. 1949)
- John Levén, bassista svedese (Stoccolma, n. 1963)
- John Lodge, bassista e cantante inglese (Birmingham, n. 1945)
- John McCoy, bassista britannico (Huddersfield, n. 1950)
- John McVie, bassista britannico (Londra, n. 1945)
- John Myung, bassista statunitense (Chicago, n. 1967)
- Jaco Pastorius, bassista, compositore e produttore discografico statunitense (Norristown, n. 1951 - Fort Lauderdale, † 1987)
- John Patitucci, bassista e contrabbassista statunitense (Brooklyn, n. 1959)
- John Perry, bassista britannico (New York, n. 1947)
- John Stirratt, bassista e polistrumentista statunitense (New Orleans, n. 1967)
- Jah Wobble, bassista, polistrumentista e produttore discografico britannico (Stepney, n. 1958)

## Batteristi(26)
- John Bonham, batterista e compositore britannico (Redditch, n. 1948 - Windsor, † 1980)
- John Bradbury, batterista e produttore discografico britannico (n. 1953 - † 2015)
- John Coghlan, batterista e percussionista britannico (Londra, n. 1946)
- John Densmore, batterista statunitense (Los Angeles, n. 1944)
- John Dolmayan, batterista statunitense (Beirut, n. 1973)
- John Halsey, batterista britannico (Highgate, n. 1945)
- John Hartman, batterista e compositore statunitense (Falls Church, n. 1950 - † 2021)
- Sib Hashian, batterista statunitense (Boston, n. 1949 - Oceano Atlantico, † 2017)
- John Hinch, batterista britannico (Lichfield, n. 1947 - Londra, † 2021)
- John Macaluso, batterista statunitense (Commack, n. 1968)
- John Mayhew, batterista britannico (Ipswich, n. 1947 - Glasgow, † 2009)
- John McEntire, batterista e produttore discografico statunitense (Portland, n. 1970)
- John Miceli, batterista statunitense (Long Island, n. 1961)
- Mitch Mitchell, batterista inglese (Ealing, n. 1946 - Portland, † 2008)
- Charlie Morgan, batterista e percussionista britannico (Londra, n. 1955)
- John O'Reilly, batterista statunitense (n. 1952)
- John Panozzo, batterista e compositore statunitense (Chicago, n. 1948 - Chicago, † 1996)
- John Partridge, batterista, cantante e compositore britannico (Birmingham, n. 1949)
- John Rutsey, batterista canadese (Ontario, n. 1952 - Toronto, † 2008)
- John Stanier, batterista statunitense (Baltimora, n. 1968)
- John Steel, batterista britannico (Gateshead, n. 1941)
- Bill Stevenson, batterista e produttore discografico statunitense (Torrance, n. 1963)
- John Tempesta, batterista statunitense (New York, n. 1964)
- Twink, batterista, cantautore e attore britannico (Colchester, n. 1944)
- John Weathers, batterista britannico (Carmarthen, n. 1947)
- Willie Wilson, batterista britannico (Cambridge, n. 1947)

## Beati(1)
- John Bodey, beato inglese (Wells, n. 1549 - Andover, † 1583)

## Biatleti(2)
- John Güttke, biatleta svedese (n. 1931 - Gunnarskog, † 2007)
- Fredrik Kuoppa, ex biatleta svedese (Sundsvall, n. 1971)

## Biblisti(8)
- John J. Collins, biblista irlandese (Newport, n. 1946)
- John Dominic Crossan, biblista e storico irlandese (Nenagh, n. 1934)
- John Day, biblista britannico (n. 1948)
- John S. Kloppenborg, biblista e docente canadese (n. 1951)
- John Paul Meier, biblista e presbitero statunitense (New York, n. 1942 - † 2022)
- John Philipose, biblista e traduttore indiano
- John Scott Porter, biblista e teologo irlandese (Limavady, n. 1801 - Belfast, † 1880)
- John Wenham, biblista e presbitero britannico (n. 1913 - Oxford, † 1996)

## Biochimici(6)
- John Jacob Abel, biochimico e farmacologo statunitense (Cleveland, n. 1857 - Baltimora, † 1938)
- John M. Jumper, biochimico statunitense (Little Rock, n. 1985)
- John Kendrew, biochimico e cristallografo inglese (Oxford, n. 1917 - Cambridge, † 1997)
- John Howard Northrop, biochimico statunitense (Yonkers, n. 1891 - Wickenburg, † 1987)
- John Vane, biochimico britannico (Tardebigg, n. 1927 - Farnborough, † 2004)
- John Yudkin, biochimico e fisiologo inglese (Londra, n. 1910 - Londra, † 1995)

## Biologi(11)
- John Michael Bishop, biologo statunitense (York, n. 1936)
- John Franklin Enders, biologo, batteriologo e virologo statunitense (West Hartford, n. 1897 - Waterford, † 1985)
- John Edward Gray, biologo, zoologo e botanico inglese (Walsall, n. 1800 - Londra, † 1875)
- John Gurdon, biologo britannico (Dippenhall, n. 1933)
- John Burdon Sanderson Haldane, biologo e genetista inglese (Oxford, n. 1892 - Bhubaneswar, † 1964)
- John Maynard Smith, biologo e genetista inglese (Londra, n. 1920 - Lewes, † 2004)
- John J. Medina, biologo statunitense
- John Turberville Needham, biologo e presbitero inglese (Londra, n. 1713 - Bruxelles, † 1781)
- John Sulston, biologo britannico (Buckinghamshire, n. 1942 - † 2018)
- Craig Venter, biologo statunitense (Salt Lake City, n. 1946)
- Jonathan Wells, biologo statunitense (New York, n. 1942 - † 2024)

## Bizantinisti(1)
- John Van Antwerp Fine Jr., bizantinista, medievista e storico delle religioni statunitense (Williamstown, n. 1939)

## Bobbisti(8)
- John Cole, bobbista statunitense (Utica, n. 1929 - † 1993)
- John Emery, bobbista canadese (Montréal, n. 1932 - † 2022)
- John Heaton, bobbista e skeletonista statunitense (New Haven, n. 1908 - Parigi, † 1976)
- John James Jackson, ex bobbista britannico (Bishop Auckland, n. 1977)
- John McDonald, bobbista statunitense
- John Victor Nash, bobbista argentino (Carcarañá, n. 1891)
- John Schneiter, bobbista svizzero (n. 1899 - Les Diablerets, † 1976)
- Hubert Stevens, bobbista statunitense (Lake Placid, n. 1890 - Lake Placid, † 1974)

## Botanici(24)
- John Frederick Bailey, botanico australiano (n. 1866 - † 1938)
- John Gilbert Baker, botanico britannico (n. 1834 - † 1920)
- John Hendley Barnhart, botanico e biografo statunitense (Brooklyn, n. 1871 - Southampton, † 1949)
- John Bartram, botanico statunitense (Darby, n. 1699 - † 1777)
- John Bellenden Ker Gawler, botanico britannico (Andover, n. 1764 - Andover, † 1842)
- John Isaac Briquet, botanico svizzero (Ginevra, n. 1870 - Ginevra, † 1931)
- John Dransfield, botanico britannico (Liverpool, n. 1945)
- John Bretland Farmer, botanico britannico (Atherstone, n. 1865 - Exmouth, † 1944)
- John Gerard, botanico inglese (Nantwich, n. 1545 - Londra, † 1612)
- John Stevens Henslow, botanico inglese (Rochester, n. 1796 - Hitcham, Suffolk, † 1861)
- John Hutchinson, botanico britannico (n. 1884 - † 1972)
- John Hutton Balfour, botanico scozzese (Edimburgo, n. 1808 - Edimburgo, † 1884)
- John Jeffrey, botanico scozzese (n. 1826 - † 1854)
- John Lindley, botanico inglese (Old Catton, n. 1799 - Turnham Green, † 1865)
- John Claudius Loudon, botanico e architetto del paesaggio scozzese (Cambuslang, n. 1783 - Bayswater, † 1843)
- John Martyn, botanico inglese (Londra, n. 1699 - Chelsea, † 1768)
- John Miers, botanico e ingegnere inglese (Londra, n. 1789 - Kensington, † 1879)
- John Sebastian Miller, botanico e illustratore tedesco (Norimberga, n. 1715)
- John Leonard Riddell, botanico, chimico e medico statunitense (Leyden, n. 1807 - New Orleans, † 1865)
- John Sibthorp, botanico britannico (Oxford, n. 1758 - Bath, † 1796)
- John Kunkel Small, botanico statunitense (Harrisburg, n. 1869 - † 1938)
- John Torrey, botanico statunitense (New York, n. 1796 - New York, † 1873)
- John C. Walker, botanico statunitense (Racine, n. 1893 - Sun City, † 1994)
- John Medley Wood, botanico sudafricano (Mansfield, n. 1827 - Durban, † 1915)

## Canoisti(1)
- John Sumegi, ex canoista australiano (n. 1954)

## Canottiere(1)
- John Wallace, ex canottiera canadese (Burlington, n. 1962)

## Canottieri(25)
- Felix Badcock, canottiere britannico (Londra, n. 1903 - Petersfield, † 1976)
- John Brinck, canottiere statunitense (Winters, n. 1908 - Falfurrias, † 1934)
- Joseph Buerger, canottiere statunitense (St. Louis, n. 1870 - St. Louis, † 1951)
- John Burn, canottiere britannico (Richmond, n. 1884 - Bognor Regis, † 1958)
- John Collins, canottiere britannico (Twickenham, n. 1989)
- John Exley, canottiere statunitense (Filadelfia, n. 1867 - Milford, † 1938)
- John Fenning, canottiere britannico (Fulham, n. 1885 - Coventry, † 1955)
- John Freitag, canottiere statunitense (Columbia, n. 1877 - St. Louis, † 1932)
- John White, canottiere statunitense (Seattle, n. 1916 - Bellevue, † 1997)
- John Geiger, canottiere statunitense (Filadelfia, n. 1873 - Filadelfia, † 1956)
- Jack Guest, canottiere canadese (Montréal, n. 1906 - Toronto, † 1972)
- John Hansen, canottiere danese (Copenaghen, n. 1938 - † 2022)
- John Hoben, canottiere statunitense (New York, n. 1884 - Long Island, † 1915)
- John Joachim, canottiere statunitense (Pomeroy, n. 1874 - St. Louis, † 1942)
- Jack Kelly, canottiere e imprenditore statunitense (Filadelfia, n. 1889 - Filadelfia, † 1960)
- Jack Kelly, canottiere e imprenditore statunitense (Filadelfia, n. 1927 - Filadelfia, † 1985)
- John Lander, canottiere britannico (Liverpool, n. 1907 - Hong Kong, † 1941)
- John Mulcahy, canottiere statunitense (New York, n. 1876 - New York, † 1942)
- John Pescatore, ex canottiere statunitense (Cocoa Beach, n. 1964)
- Joseph Ravannack, canottiere statunitense (New Orleans, n. 1878 - New Orleans, † 1910)
- John Smith, canottiere sudafricano (Germiston, n. 1990)
- Robert Somers-Smith, canottiere britannico (Walton-on-Thames, n. 1887 - Gommecourt, † 1916)
- John Terwilliger, ex canottiere statunitense (Albuquerque, n. 1957)
- John Wells, canottiere statunitense (Mississippi, n. 1859 - New Orleans, † 1929)
- Jack Wilson, canottiere britannico (Bristol, n. 1914 - † 1997)

## Cantautori(36)
- Jon Anderson, cantautore e polistrumentista britannico (Accrington, n. 1944)
- John Anderson, cantautore statunitense (Apopka, n. 1954)
- John Bramwell, cantautore britannico (Hattersley)
- J.J. Cale, cantautore e chitarrista statunitense (Oklahoma City, n. 1938 - La Jolla, † 2013)
- Johnny Cash, cantautore e chitarrista statunitense (Kingsland, n. 1932 - Nashville, † 2003)
- JP Cooper, cantautore britannico (Middleton, n. 1983)
- John Dawson, cantautore e musicista statunitense (Detroit, n. 1945 - San Miguel de Allende, † 2009)
- John Denver, cantautore e musicista statunitense (Roswell, n. 1943 - Monterey, † 1997)
- Mikky Ekko, cantautore e produttore discografico statunitense (Shreveport, n. 1984)
- John Fogerty, cantautore e polistrumentista statunitense (Berkeley, n. 1945)
- John Frusciante, cantautore e polistrumentista statunitense (New York, n. 1970)
- John Hiatt, cantautore, pianista e chitarrista statunitense (Indianapolis, n. 1952)
- John Holt, cantautore giamaicano (Kingston, n. 1947 - Londra, † 2014)
- John Martin, cantautore svedese (Stoccolma, n. 1980)
- John Kay, cantautore, chitarrista e armonicista canadese (Tilsit, n. 1944)
- Scatman John, cantautore, pianista e rapper statunitense (El Monte, n. 1942 - Los Angeles, † 1999)
- John Legend, cantautore, produttore discografico e produttore televisivo statunitense (Springfield, n. 1978)
- John Lennon, cantautore, polistrumentista e artista britannico (Liverpool, n. 1940 - New York, † 1980)
- John Martyn, cantautore e chitarrista scozzese (New Malden, n. 1948 - Thomastown, † 2009)
- John Mayer, cantautore e chitarrista statunitense (Bridgeport, n. 1977)
- John Michael Montgomery, cantautore e musicista statunitense (Danville, n. 1965)
- John Moreland, cantautore statunitense (Longview, n. 1985)
- John Newman, cantautore britannico (Settle, n. 1990)
- Ozzy Osbourne, cantautore e compositore britannico (Marston Green, n. 1948 - Chalfont St. Giles, † 2025)
- John Phillips, cantautore statunitense (Parris Island, n. 1935 - Los Angeles, † 2001)
- John Prine, cantautore statunitense (Maywood, n. 1946 - Nashville, † 2020)
- Johnny Rivers, cantautore, chitarrista e produttore discografico statunitense (New York City, n. 1942)
- John K. Samson, cantautore e bassista canadese (Winnipeg)
- John Sebastian, cantautore, armonicista e chitarrista statunitense (New York, n. 1944)
- Sturgill Simpson, cantautore e attore statunitense (Jackson, n. 1978)
- J. D. Souther, cantautore, chitarrista e attore statunitense (Detroit, n. 1945 - Sandia Park, † 2024)
- Michael Stipe, cantautore, artista e fotografo statunitense (Decatur, n. 1960)
- Joe Strummer, cantautore, chitarrista e attore britannico (Ankara, n. 1952 - Broomfield, † 2002)
- John Tams, cantautore, attore e produttore discografico britannico (Holbrook, n. 1949)
- Jake Thackray, cantautore e poeta britannico (Kirkstall, n. 1938 - Monmouth, † 2002)
- Jack White, cantautore, polistrumentista e produttore discografico statunitense (Detroit, n. 1975)

## Cantori(2)
- John Holmes, cantore e compositore inglese († 1629)
- John Sheppard, cantore e compositore inglese († 1558)

## Cardinali(23)
- John Joseph Carberry, cardinale e arcivescovo cattolico statunitense (Brooklyn, n. 1904 - Kirkwood, † 1998)
- John Patrick Cody, cardinale e arcivescovo cattolico statunitense (Saint Louis, n. 1907 - Chicago, † 1982)
- John Francis D'Alton, cardinale e arcivescovo cattolico irlandese (Claremorris, n. 1882 - Dublino, † 1963)
- John Francis Dearden, cardinale e arcivescovo cattolico statunitense (Valley Falls, n. 1907 - Southfield, † 1988)
- John Atcherley Dew, cardinale e arcivescovo cattolico neozelandese (Waipawa, n. 1948)
- John Murphy Farley, cardinale e arcivescovo cattolico irlandese (Newtownhamilton, n. 1842 - Mamaroneck, † 1918)
- John Fisher, cardinale, vescovo cattolico e umanista britannico (Beverley, n. 1469 - Londra, † 1535)
- John Patrick Foley, cardinale e arcivescovo cattolico statunitense (Darby, n. 1935 - Filadelfia, † 2011)
- John Joseph Glennon, cardinale e arcivescovo cattolico irlandese (Kinnegad, n. 1862 - Dublino, † 1946)
- John Carmel Heenan, cardinale e arcivescovo cattolico britannico (Ilford, n. 1905 - Londra, † 1975)
- John Kemp, cardinale e arcivescovo cattolico inglese (Ollanfigh - Canterbury, † 1454)
- John Joseph Krol, cardinale e arcivescovo cattolico statunitense (Cleveland, n. 1910 - Filadelfia, † 1996)
- John McCloskey, cardinale e arcivescovo cattolico statunitense (Brooklyn, n. 1810 - New York, † 1885)
- John Henry Newman, cardinale, teologo e filosofo inglese (Londra, n. 1801 - Edgbaston, † 1890)
- John Njue, cardinale e arcivescovo cattolico keniota (Kiriari Village, n. 1946)
- John Joseph O'Connor, cardinale e arcivescovo cattolico statunitense (Filadelfia, n. 1920 - New York, † 2000)
- John Francis O'Hara, cardinale e arcivescovo cattolico statunitense (Ann Arbor, n. 1888 - Filadelfia, † 1960)
- John Olorunfemi Onaiyekan, cardinale e arcivescovo cattolico nigeriano (Kabba, n. 1944)
- John Ribat, cardinale e arcivescovo cattolico papuano (Volavolo, n. 1957)
- John Thoresby, cardinale, arcivescovo cattolico e politico inglese (Thoresby, n. 1295 - Cawood, † 1373)
- John Tong Hon, cardinale e vescovo cattolico cinese (Hong Kong, n. 1939)
- John Joseph Wright, cardinale statunitense (Boston, n. 1909 - Cambridge, † 1979)
- John Baptist Wu Cheng-chung, cardinale e vescovo cattolico cinese (Ho Hau, n. 1925 - Hong Kong, † 2002)

## Cartografi(7)
- John George Bartholomew, cartografo e geografo britannico (Edimburgo, n. 1860 - Sintra, † 1920)
- John Bartholomew, cartografo e geografo britannico (Edimburgo, n. 1890 - Edimburgo, † 1962)
- John Lodge Cowley, cartografo, geografo e matematico britannico (Gran Bretagna, n. 1719 - Gran Bretagna, † 1797)
- John Gibson, cartografo e incisore britannico (n. 1750 - † 1792)
- John Paul Goode, cartografo statunitense (Stewartville, n. 1862 - † 1932)
- John Senex, cartografo, incisore e esploratore inglese (Londra, n. 1678 - Londra, † 1740)
- John Speed, cartografo e storico inglese (Farndon, n. 1552 - Londra, † 1629)

## Cavalieri(4)
- Jack Lewis, cavaliere irlandese (Limerick, n. 1902 - Dublino, † 1983)
- John Montgomery, cavaliere e giocatore di polo statunitense (Elizabethtown, n. 1881 - Washington, † 1948)
- John Michael Plumb, cavaliere statunitense (Islip, n. 1940)
- John Wofford, cavaliere statunitense (Washington, n. 1931 - Toms River, † 2021)

## Cavallerizze(1)
- John Rumble, cavallerizza canadese (St. Marys, n. 1933 - Newmarket, † 2023)

## Ceramisti(2)
- John Astbury, ceramista inglese (Shelton, n. 1688 - Shelton, † 1743)
- John Aynsley I, ceramista e decoratore britannico (n. 1752 - † 1829)

## Chimici(20)
- John C. Bailar Jr., chimico statunitense (Golden, n. 1904 - Urbana, † 1991)
- John Alfred Valentine Butler, chimico e fisico inglese (Winchcombe, n. 1899 - † 1977)
- John George Children, chimico, mineralogista e naturalista britannico (Tonbridge, n. 1777 - Halstead, † 1852)
- John Drury Clark, chimico e scrittore statunitense (Fairbanks, n. 1907 - Denville, † 1988)
- John Cornforth, chimico australiano (Sydney, n. 1917 - Brighton, † 2013)
- John Dalton, chimico, fisico e meteorologo inglese (Eaglesfield, n. 1766 - Manchester, † 1844)
- John Frederic Daniell, chimico e meteorologo inglese (Londra, n. 1790 - Londra, † 1845)
- John Davy, chimico britannico (Penzance, n. 1790 - Ambleside, † 1868)
- John Bennett Fenn, chimico statunitense (New York, n. 1917 - Richmond, † 2010)
- John Hall Gladstone, chimico inglese (Hackney, n. 1827 - Londra, † 1902)
- John Paul Hogan, chimico statunitense (Lowes, n. 1919 - Wichita, † 2012)
- John W. Huffman, chimico statunitense (n. 1932 - † 2022)
- John Mercer, chimico britannico (Great Harwood, Lancashire, n. 1791 - † 1866)
- John Newlands, chimico inglese (Londra, n. 1838 - Londra, † 1898)
- John Plane, chimico sudafricano (Sudafrica, n. 1958)
- John Charles Polanyi, chimico tedesco (Berlino, n. 1929)
- John Sheehan, chimico statunitense (Battle Creek, n. 1915 - Key Biscayne, † 1992)
- John Meurig Thomas, chimico e storico della scienza britannico (Llanelli, n. 1932 - † 2020)
- John Wilder Tukey, chimico, matematico e statistico statunitense (New Bedford, n. 1915 - New Brunswick, † 2000)
- John Ernest Walker, chimico britannico (Halifax, n. 1941)

## Chirurghi(7)
- John Bell, chirurgo scozzese (Edimburgo, n. 1763 - Roma, † 1820)
- John Charnley, chirurgo britannico (Bury, n. 1911 - Manchester, † 1982)
- John William Fisher, chirurgo britannico (Londra, n. 1788 - Londra, † 1876)
- John Heysham Gibbon, chirurgo statunitense (Filadelfia, n. 1903 - Filadelfia, † 1973)
- John Marshall, chirurgo britannico (Ely, n. 1818 - Chelsea, † 1891)
- Milsom Rees, chirurgo gallese (Neath, n. 1866 - Broadstairs, † 1952)
- John White, chirurgo e botanico irlandese (n. 1756 - Worthing, † 1832)

## Chitarristi(40)
- Johnny A., chitarrista statunitense (Malden, n. 1952)
- John Abercrombie, chitarrista statunitense (Port Chester, n. 1944 - Cortland Manor, † 2017)
- John Cipollina, chitarrista statunitense (Berkeley, n. 1943 - San Francisco, † 1989)
- John Collins, chitarrista statunitense (Montgomery, n. 1913 - Los Angeles, † 2001)
- John Corabi, chitarrista e cantante statunitense (Filadelfia, n. 1959)
- Stuart Dixon, chitarrista inglese
- John Du Cann, chitarrista e cantante britannico (Leicester, n. 1946 - Norwich, † 2011)
- Big John Duncan, chitarrista britannico (Glasgow, n. 1958)
- John Ellis, chitarrista, polistrumentista e compositore britannico (Londra, n. 1952)
- John Fahey, chitarrista e compositore statunitense (Washington, n. 1939 - Salem, † 2001)
- Jay Jay French, chitarrista statunitense (New York, n. 1952)
- John Hammond, chitarrista e cantante statunitense (New York, n. 1942)
- John Jughead, chitarrista statunitense (Chicago, n. 1967)
- John Konesky, chitarrista statunitense (Columbus, n. 1980)
- John LeCompt, chitarrista statunitense (Little Rock, n. 1973)
- John Littlejohn, chitarrista statunitense (Learned, n. 1931 - Chicago, † 1994)
- John 5, chitarrista e compositore statunitense (Grosse Pointe, n. 1971)
- Johnny Marr, chitarrista e cantautore britannico (Manchester, n. 1963)
- John Marshall, chitarrista e compositore statunitense (Schuyler, n. 1962)
- John McGeoch, chitarrista britannico (Greenock, n. 1955 - Launceston, † 2004)
- John McLaughlin, chitarrista britannico (Doncaster, n. 1942)
- Wes Montgomery, chitarrista e compositore statunitense (Indianapolis, n. 1923 - Indianapolis, † 1968)
- John Norum, chitarrista e cantante norvegese (Vardø, n. 1964)
- John Paiva, chitarrista e musicista statunitense (Bristol, Rhode Island, n. 1943)
- John Petrucci, chitarrista e produttore discografico statunitense (Kings Park, n. 1967)
- Bucky Pizzarelli, chitarrista statunitense (Paterson, n. 1926 - Saddle River, † 2020)
- John Pizzarelli, chitarrista, cantante e compositore statunitense (Paterson, n. 1960)
- John Power, chitarrista e bassista britannico (Allerton, n. 1967)
- Johnny Ramone, chitarrista statunitense (Long Island, n. 1948 - Los Angeles, † 2004)
- John Renbourn, chitarrista e compositore britannico (Marylebone, n. 1944 - Hawick, † 2015)
- John Roth, chitarrista statunitense (Memphis, n. 1967)
- John Rzeznik, chitarrista e cantante statunitense (Buffalo, n. 1965)
- John Scofield, chitarrista statunitense (Dayton, n. 1951)
- John Sekula, chitarrista statunitense (n. 1969 - † 2010)
- Johnny Shines, chitarrista e cantante statunitense (Memphis, n. 1915 - Tuscaloosa, † 1992)
- Jack Sonni, chitarrista statunitense (Indiana, n. 1954 - † 2023)
- John Sykes, chitarrista britannico (Reading, n. 1959 - † 2024)
- John Wiggins, chitarrista britannico (Londra, n. 1959)
- John Williams, chitarrista e compositore australiano (Melbourne, n. 1941)
- Johnny Winter, chitarrista e cantante statunitense (Beaumont, n. 1944 - Zurigo, † 2014)

## Ciclisti su strada(9)
- Darwin Atapuma, ex ciclista su strada colombiano (Túquerres, n. 1988)
- John Carlsen, ex ciclista su strada danese (Vinderød, n. 1961)
- John Degenkolb, ciclista su strada tedesco (Gera, n. 1989)
- John Gadret, ex ciclista su strada e ciclocrossista francese (Épernay, n. 1979)
- John Freddy García, ex ciclista su strada e pistard colombiano (Buga, n. 1974)
- Jack Lauterwasser, ciclista su strada e pistard britannico (Londra, n. 1904 - Bath, † 2003)
- John Murphy, ex ciclista su strada statunitense (Jacksonville, n. 1984)
- John Talen, ex ciclista su strada olandese (Meppel, n. 1965)
- John Tomac, ex ciclista su strada e mountain biker statunitense (Owosso, n. 1967)

## Circensi(1)
- John Grün, circense lussemburghese (Mondorf-les-Bains, n. 1868 - Ettelbruck, † 1912)

## Climatologi(2)
- John Christy, climatologo statunitense (Fresno, n. 1951)
- John Murray Mitchell, climatologo statunitense (New York, n. 1928 - Washington, † 1990)

## Collezionisti d'arte(1)
- Denis Mahon, collezionista d'arte e storico dell'arte britannico (Londra, n. 1910 - Londra, † 2011)

## Combinatisti nordici(1)
- Johnny Spillane, ex combinatista nordico statunitense (Steamboat Springs, n. 1980)

## Comici(3)
- Eric Morecambe, comico inglese (Morecambe, n. 1927 - Gloucestershire, † 1984)
- John Mulaney, comico, attore e sceneggiatore statunitense (Chicago, n. 1982)
- John Oliver, comico e attore britannico (Birmingham, n. 1977)

## Compositori di scacchi(3)
- John Brown, compositore di scacchi britannico (Bridport, n. 1827 - Bridport, † 1863)
- John F. Keeble, compositore di scacchi inglese (Norwich, n. 1855 - Norwich, † 1939)
- John Rice, compositore di scacchi britannico (Londra, n. 1937)

## Condottieri(3)
- John Fastolf, condottiero inglese (Norfolk, n. 1380 - Caister, † 1459)
- Giovanni Acuto, condottiero inglese (Sible Hedingham - Firenze, † 1394)
- John Smith, condottiero nativo americano († 1922)

## Conduttori radiofonici(1)
- John Guedel, conduttore radiofonico e produttore televisivo statunitense (Portland, n. 1913 - Los Angeles, † 2001)

## Conduttori televisivi(2)
- Johnny Carson, conduttore televisivo e comico statunitense (Corning, n. 1925 - Los Angeles, † 2005)
- John Zaffis, conduttore televisivo statunitense (Connecticut, n. 1955)

## Contrabbassisti(1)
- John Clayton, contrabbassista statunitense (Venice, n. 1952)

## Corsari(3)
- John Clipperton, corsaro statunitense (Great Yarmouth, n. 1676 - † 1722)
- John Hawkins, corsaro, navigatore e politico inglese (Plymouth, n. 1532 - Porto Rico, † 1595)
- John Paul Jones, corsaro e ammiraglio statunitense (Kirkcudbright, n. 1747 - Parigi, † 1792)

## Cosmologi(1)
- John David Barrow, cosmologo, matematico e astrofisico britannico (Londra, n. 1952 - † 2020)

## Costumisti(2)
- John Bright, costumista britannico (New Forest, n. 1940)
- John Mollo, costumista e scrittore inglese (Londra, n. 1931 - Froxfield, † 2017)

## Crickettisti(2)
- John Braid, crickettista britannico (Kirkcaldy, n. 1869 - Edimburgo, † 1960)
- John Symes, crickettista britannico (Crediton, n. 1879 - Sandford, † 1944)

## Criminali(13)
- John Bodkin Adams, criminale e serial killer britannico (Randalstown, n. 1899 - Eastbourne, † 1983)
- John Anglin, criminale statunitense (Donalsonville, n. 1930)
- John Ausonius, criminale e assassino svedese (Lidingö, n. 1953)
- John Eidelber Cano, criminale colombiano (n. 1963)
- John Dillinger, criminale statunitense (Indianapolis, n. 1903 - Chicago, † 1934)
- John Giles, criminale statunitense (Elgin, n. 1895 - Sierra Madre, † 1979)
- John Hamilton, criminale canadese (Sault Sainte Marie, n. 1899 - Aurora, † 1934)
- John Hinckley Jr., criminale statunitense (Ardmore, n. 1955)
- John Jairo Arias, criminale colombiano (Medellín, n. 1961 - Medellín, † 1990)
- John Parsons, criminale statunitense (Chillicothe, n. 1971)
- John Pellegrini, criminale statunitense (Asmara, n. 1946 - Atlanta, † 1996)
- John Paul Scott, criminale statunitense (Leitchfield, n. 1927 - Tallahassee, † 1987)
- Jack Sheppard, criminale britannico (Spitalfields, n. 1702 - Tyburn, † 1724)

## Critici cinematografici(1)
- John Kenneth Muir, critico cinematografico e giornalista statunitense (Saint Paul, n. 1969)

## Critici d'arte(1)
- John Berger, critico d'arte, scrittore e pittore britannico (Londra, n. 1926 - Parigi, † 2017)

## Critici letterari(7)
- John Churton Collins, critico letterario, giornalista e saggista inglese (Bourton-on-the-Water, n. 1848 - Lowestoft, † 1908)
- John Forster, critico letterario, scrittore e biografo inglese (Newcastle upon Tyne, n. 1812 - Londra, † 1876)
- Frank Kermode, critico letterario britannico (Isola di Man, n. 1919 - Cambridge, † 2010)
- John Mullan, critico letterario britannico (London, n. 1958)
- John Campbell Shairp, critico letterario e scrittore scozzese (Linlithgowshire, n. 1819 - Argyll, † 1885)
- John Addington Symonds, critico letterario, poeta e storico dell'arte inglese (Bristol, n. 1840 - Roma, † 1893)
- J. Dover Wilson, critico letterario e anglista britannico (Mortlake, n. 1881 - Balerno, † 1969)

## Critici musicali(1)
- John Martin, critico musicale e critico d'arte statunitense (Louisville, n. 1893 - Saratoga Springs, † 1985)

## Crittografi(1)
- John Tiltman, crittografo britannico (n. 1894 - † 1982)

## Danzatori(7)
- Jack Cole, ballerino, coreografo e direttore teatrale statunitense (New Brunswick, n. 1911 - Los Angeles, † 1974)
- John Cranko, danzatore e coreografo sudafricano (Rustenburg, n. 1927 - Dublino, † 1973)
- John Field, ballerino e direttore artistico britannico (Doncaster, n. 1921 - Esher, † 1991)
- John Gilpin, ballerino, attore e direttore artistico britannico (Southsea, n. 1930 - Londra, † 1983)
- John Kriza, danzatore e insegnante statunitense (Berwyn, n. 1919 - Contea di Collier, † 1975)
- John Neumeier, danzatore e coreografo statunitense (Milwaukee, n. 1942)
- John Taras, danzatore e coreografo statunitense (New York, n. 1919 - New York, † 2004)

## Danzatori su ghiaccio(2)
- John Carrell, danzatore su ghiaccio statunitense (Seattle, n. 1947 - † 1989)
- John Slater, danzatore su ghiaccio britannico (n. 1928 - † 1989)

## Dermatologi(1)
- John Addison Fordyce, dermatologo statunitense (Contea di Guernsey, n. 1858 - † 1925)

## Designer(5)
- John E. Herlitz, designer statunitense (Pine Plains, n. 1942 - Novi, † 2008)
- John Maeda, designer, insegnante e batterista statunitense (Seattle, n. 1966)
- John Pasche, designer inglese (n. 1945)
- John Pawson, designer e architetto britannico (Halifax, n. 1949)
- Jack Telnack, designer statunitense (Detroit, n. 1937)

## Diplomatici(15)
- Piantatore di Mais, diplomatico nativo americano (Conewaugus - Pennsylvania, † 1836)
- John Adam, diplomatico e politico britannico (n. 1779 - Al largo delle coste del Madagascar, † 1825)
- John Moore Allison, diplomatico statunitense (Holton, n. 1905 - Honolulu, † 1978)
- John Francis Davis, diplomatico e sinologo britannico (Londra, n. 1795 - Henbury, † 1890)
- John Digby, I conte di Bristol, diplomatico inglese (n. 1580 - † 1653)
- Nicholas Henderson, diplomatico e scrittore inglese (n. 1919 - † 2009)
- John Holmes, diplomatico inglese (Preston, n. 1951)
- Brady Kiesling, diplomatico e archeologo statunitense (Houston, n. 1957)
- John Methuen, diplomatico inglese (Bradford, n. 1650 - Lisbona, † 1706)
- John Ponsonby, I visconte Ponsonby, diplomatico e politico britannico (Brighton, † 1855)
- John Wannuaucon Quinney, diplomatico nativo americano (Connecticut, n. 1797 - Stockbridge, † 1855)
- John A. Scali, diplomatico e giornalista statunitense (Canton, n. 1918 - Washington, † 1995)
- John Strange, diplomatico, archeologo e scienziato britannico (n. 1732 - † 1799)
- John Bates Thurston, diplomatico e politico britannico (Londra, n. 1836 - mare, † 1897)
- John Thynne, IV marchese di Bath, diplomatico inglese (St. James's, n. 1831 - † 1896)

## Direttori d'orchestra(8)
- John DeMain, direttore d'orchestra statunitense (Youngstown, n. 1944)
- John Eliot Gardiner, direttore d'orchestra britannico (Fontmell Magna, n. 1943)
- John Giordano, direttore d'orchestra, docente e compositore statunitense (n. 1937)
- John Mauceri, direttore d'orchestra statunitense (New York, n. 1945)
- John Nelson, direttore d'orchestra statunitense (San José, n. 1941 - † 2025)
- John Neschling, direttore d'orchestra e direttore artistico brasiliano (Rio de Janeiro, n. 1947)
- John Pritchard, direttore d'orchestra britannico (Londra, n. 1921 - Daly City, † 1989)
- John McLaughlin Williams, direttore d'orchestra e violinista statunitense (Carolina del Nord, n. 1957)

## Direttori della fotografia(16)
- John Alcott, direttore della fotografia britannico (Londra, n. 1930 - Cannes, † 1986)
- John A. Alonzo, direttore della fotografia e regista statunitense (Dallas, n. 1934 - Beverly Hills, † 2001)
- John Arnold, direttore della fotografia statunitense (New York, n. 1889 - Palm Springs, † 1964)
- John Bailey, direttore della fotografia e regista statunitense (Moberly, n. 1942 - Los Angeles, † 2023)
- Allen Daviau, direttore della fotografia statunitense (New Orleans, n. 1942 - Los Angeles, † 2020)
- John R. Leonetti, direttore della fotografia, regista e produttore cinematografico statunitense (Los Angeles, n. 1956)
- J. Peverell Marley, direttore della fotografia statunitense (San Jose, n. 1901 - Santa Barbara, † 1964)
- John Mathieson, direttore della fotografia inglese (Purbeck, n. 1961)
- John J. Mescall, direttore della fotografia statunitense (Litchfield, n. 1899 - Los Angeles, † 1962)
- Jack N. Green, direttore della fotografia e regista statunitense (New York, n. 1946)
- John L. Russell, direttore della fotografia statunitense (New York, n. 1905 - Los Angeles, † 1967)
- John Schwartzman, direttore della fotografia statunitense (Los Angeles, n. 1960)
- John Seale, direttore della fotografia australiano (Warwick, n. 1942)
- John Seitz, direttore della fotografia statunitense (Chicago, n. 1892 - Woodland Hills, † 1979)
- John Stumar, direttore della fotografia ungherese (Budapest, n. 1892 - Los Angeles, † 1962)
- John Toll, direttore della fotografia statunitense (Cleveland, n. 1952)

## Direttori di coro(1)
- John Alldis, direttore di coro e direttore d'orchestra inglese (n. 1929 - † 2010)

## Dirigenti d'azienda(4)
- John C. Malone, dirigente d'azienda e imprenditore statunitense (Milford, n. 1941)
- John Reid, manager britannico (Paisley, n. 1949)
- John Sculley, dirigente d'azienda statunitense (New York, n. 1939)
- Sonny Vaccaro, dirigente d'azienda e docente statunitense (Trafford, n. 1939)

## Dirigenti sportivi(15)
- Bunny Ahearne, dirigente sportivo irlandese (Wexford, n. 1900 - Toddington, † 1985)
- John Booth, dirigente sportivo e ex pilota automobilistico britannico (Rotherham, n. 1954)
- Jack Butterfield, dirigente sportivo canadese (Regina, n. 1919 - Springfield, † 2010)
- Jay Heaps, dirigente sportivo, allenatore di calcio e ex calciatore statunitense (Nashua, n. 1976)
- Sean Kelly, dirigente sportivo e ex ciclista su strada irlandese (Waterford, n. 1956)
- John Kyndbøl, dirigente sportivo e calciatore danese (Odense, n. 1941 - Odense, † 2017)
- John Laurinaitis, dirigente sportivo e ex wrestler statunitense (San Bernardino, n. 1962)
- John Layton, dirigente sportivo, allenatore di calcio e calciatore inglese (Hereford, n. 1951)
- John Mealey, dirigente sportivo e ex sciatore alpino canadese (n. 1968)
- John Anders Rise, dirigente sportivo e calciatore norvegese (Hamar, n. 1988)
- John Rudge, dirigente sportivo, allenatore di calcio e ex calciatore inglese (Wolverhampton, n. 1944)
- John Schneider, dirigente sportivo statunitense (Wisconsin, n. 1971)
- John Spytek, dirigente sportivo e ex giocatore di football americano statunitense (Pewaukee, n. 1980)
- John Thorrington, dirigente sportivo e ex calciatore statunitense (Johannesburg, n. 1979)
- John Wolyniec, dirigente sportivo, allenatore di calcio e ex calciatore statunitense (New York, n. 1977)

## Disc jockey(8)
- 12th Planet, disc jockey e produttore discografico statunitense (Los Angeles, n. 1982)
- John Acquaviva, disc jockey e produttore discografico italiano (Orsara di Puglia, n. 1963)
- Borgeous, disc jockey e produttore discografico statunitense (Miami)
- DJ Kool, disc jockey statunitense (Washington, n. 1958)
- John Dahlbäck, disc jockey e produttore discografico svedese (Stoccolma, n. 1985)
- John Digweed, disc jockey e produttore discografico britannico (Hastings, n. 1967)
- Joyryde, disc jockey e produttore discografico britannico (n. 1985)
- John Graham, disc jockey, cantante e tastierista britannico (New Arley)

## Discoboli(3)
- John Anderson, discobolo statunitense (Cincinnati, n. 1907 - Naknek, † 1948)
- John Flanagan, discobolo, martellista e tiratore di fune irlandese (Kilbreedy, n. 1868 - Kilmallock, † 1938)
- John Powell, discobolo statunitense (San Francisco, n. 1947 - Las Vegas, † 2022)

## Disegnatori(5)
- John D'Agostino, disegnatore e fumettista italiano (Cervinara, n. 1929 - Ansonia, † 2010)
- John Faber detto il Vecchio, disegnatore e incisore olandese (L'Aia, n. 1660 - Bristol, † 1721)
- John Higgins, disegnatore e fumettista britannico (Walton)
- John Lounsbery, disegnatore, regista e animatore statunitense (Cincinnati, n. 1911 - Los Angeles, † 1976)
- Jason, disegnatore e sceneggiatore norvegese (Molde, n. 1965)

## Doppiatori(4)
- John Cygan, doppiatore statunitense (New York, n. 1954 - Los Angeles, † 2017)
- John Patrick Lowrie, doppiatore statunitense (Honolulu, n. 1952)
- James MacDonald, doppiatore britannico (Dundee, n. 1906 - Glendale, † 1991)
- John Morris, doppiatore statunitense (Paris, n. 1984)

## Drammaturghi(20)
- John Arden, drammaturgo inglese (Barnsley, n. 1930 - Galway, † 2012)
- John L. Balderston, commediografo e scrittore statunitense (Filadelfia, n. 1889 - Los Angeles, † 1954)
- John Banks, drammaturgo inglese (n. 1650 - † 1706)
- John Byrne, drammaturgo e artista britannico (Paisley, n. 1940 - Londra, † 2023)
- John Fletcher, drammaturgo inglese (Rye, n. 1579 - Londra, † 1625)
- John Ford, drammaturgo britannico (Ilsington, n. 1586 - Devon)
- John Guare, drammaturgo statunitense (New York, n. 1938)
- John Emile Clavering Hankin, drammaturgo e saggista inglese (Southampton, n. 1869 - Southampton, † 1909)
- John Home, drammaturgo scozzese (Leith, n. 1722 - Merchiston Bank, † 1808)
- John Lyly, drammaturgo britannico (Kent - Londra, † 1606)
- John Meehan, commediografo, sceneggiatore e regista canadese (Lindsay, n. 1890 - Woodland Hills, † 1954)
- John O'Keeffe, commediografo, cantante e librettista irlandese (Dublino, n. 1747 - Southampton, † 1833)
- Joe Orton, drammaturgo inglese (Leicester, n. 1933 - Islington, † 1967)
- John Osborne, drammaturgo britannico (Londra, n. 1929 - Clun, † 1994)
- John Oxenford, drammaturgo, traduttore e librettista inglese (Londra, n. 1812 - Londra, † 1877)
- John Patrick, drammaturgo e sceneggiatore statunitense (Louisville, n. 1905 - Delray Beach, † 1995)
- John Patrick Shanley, drammaturgo, sceneggiatore e regista statunitense (New York, n. 1950)
- John Millington Synge, drammaturgo irlandese (Rathfarnham, n. 1871 - Dublino, † 1909)
- John William Van Druten, drammaturgo e regista teatrale britannico (Londra, n. 1901 - Indio, † 1957)
- John Webster, drammaturgo britannico

## Economisti(24)
- J. Scott Armstrong, economista e statistico statunitense (n. 1937 - † 2023)
- John Elliot Cairnes, economista irlandese (Castlebellingham, n. 1823 - † 1875)
- John Harold Clapham, economista e storico inglese (Salford, n. 1873 - † 1946)
- John Bates Clark, economista statunitense (Providence, n. 1847 - New York, † 1938)
- John Maurice Clark, economista statunitense (Northampton, n. 1884 - Westport, † 1963)
- John Commons, economista statunitense (Hollansburg, n. 1862 - Fort Lauderdale, † 1945)
- John Fraser Muth, economista statunitense (n. 1930 - Key West, † 2005)
- John Kenneth Galbraith, economista, funzionario e diplomatico canadese (Iona Station, n. 1908 - Boston, † 2006)
- John Harsanyi, economista ungherese (Budapest, n. 1920 - Berkeley, † 2000)
- John Hicks, economista inglese (Warwick, n. 1904 - Blockley, † 1989)
- John Atkinson Hobson, economista e saggista inglese (Derby, n. 1858 - Hampstead, † 1940)
- John Jewkes, economista britannico (n. 1902 - † 1988)
- John Kells Ingram, economista, scrittore e poeta irlandese (Templecarne, n. 1823 - Dublino, † 1907)
- John Maynard Keynes, economista britannico (Cambridge, n. 1883 - Tilton, † 1946)
- John Law, economista scozzese (Edimburgo, n. 1671 - Venezia, † 1729)
- John P. Lewis, economista statunitense (Albany, n. 1921 - Montgomery, † 2010)
- John Ramsay McCulloch, economista scozzese (n. 1789 - † 1864)
- John Millar, economista, filosofo e storico scozzese (Shotts, n. 1735 - † 1801)
- John Horsley Palmer, economista britannico (n. 1779 - Hurlingham, † 1858)
- Fredrik Reinfeldt, economista, docente e scrittore svedese (Österhaninge, n. 1965)
- Richard Stone, economista britannico (Londra, n. 1913 - Cambridge, † 1991)
- John B. Taylor, economista statunitense (Yonkers, n. 1946)
- John Whittaker, economista e politico britannico (Oldham, n. 1945)
- John Williamson, economista britannico (Hereford, n. 1937 - Chevy Chase, † 2021)

## Editori(4)
- John Campbell, editore britannico (Scozia, n. 1653 - Boston, † 1728)
- John Norvell, editore e politico statunitense (Danville, n. 1789 - Detroit, † 1850)
- John Edward Taylor, editore e imprenditore inglese (Ilminster, n. 1791 - † 1844)
- John Wallis, editore e cartografo inglese (n. 1745 - † 1818)

## Editori musicali(1)
- John Playford, editore musicale e compositore inglese (Norwich, n. 1623 - Londra, † 1686)

## Educatori(3)
- John Curwen, educatore inglese (Heckmondwike, n. 1816 - Manchester, † 1880)
- John Howard Raymond, educatore statunitense (Manhattan, n. 1814 - Poughkeepsie, † 1878)
- John Wilkinson Taylor, educatore statunitense (Covington, n. 1906 - Denver, † 2001)

## Egittologi(4)
- John Baines, egittologo britannico (Winchester, n. 1946)
- John Shae Perring, egittologo e antropologo britannico (Boston, n. 1813 - Manchester, † 1869)
- John Romer, egittologo, storico e archeologo britannico (Surrey, n. 1941)
- John Gardner Wilkinson, egittologo inglese (Little Missenden, n. 1797 - Llandovery, † 1875)

## Entomologi(4)
- John Abbot, entomologo, ornitologo e botanico britannico (Londra, n. 1751 - Contea di Bulloch, † 1840)
- John Curtis, entomologo inglese (Norwich, n. 1791 - Londra, † 1862)
- John Lawrence LeConte, entomologo statunitense (New York, n. 1825 - Filadelfia, † 1883)
- John Obadiah Westwood, entomologo e archeologo britannico (Sheffield, n. 1805 - Oxford, † 1893)

## Erpetologi(2)
- John Hyacinth Power, erpetologo e botanico irlandese (Waterford, n. 1884 - Johannesburg, † 1964)
- Richard Thomas, erpetologo statunitense (n. 1938)

## Esperantisti(2)
- John Pollen, esperantista irlandese (Dunleary, n. 1848 - Isola di Man, † 1923)
- John C. Wells, esperantista e linguista britannico (Bootle, n. 1939)

## Esploratori(22)
- John Batman, esploratore e imprenditore australiano (Rosehill, n. 1801 - Melbourne, † 1839)
- John Biscoe, esploratore inglese (Enfield, n. 1794 - Oceano Pacifico, † 1843)
- John Colter, esploratore statunitense (Stuarts Draft, n. 1774 - Miller's Landing, † 1812)
- John Davis, esploratore inglese (Sandridge, Stoke Gabriel, n. 1550 - Stretto di Malacca, † 1605)
- John Forrest, esploratore australiano (Bunbury, n. 1847 - Sierra Leone, † 1918)
- John Gilbert, esploratore e naturalista britannico (n. 1812 - † 1845)
- John Gore, esploratore britannico (Virginia - Londra, † 1790)
- John Hemming, esploratore e scrittore canadese (Vancouver, n. 1935)
- John Kirk, esploratore, medico e naturalista britannico (n. 1832 - † 1922)
- John Lawson, esploratore, naturalista e scrittore britannico (n. 1674 - † 1711)
- John Ledyhard, esploratore statunitense (Groton, n. 1751 - Il Cairo, † 1789)
- John Oxley, esploratore britannico (Kirkham Abbey, n. 1785 - Camden, † 1828)
- John Rae, esploratore britannico (Stromness, n. 1813 - Londra, † 1893)
- John Ratcliffe, esploratore e politico inglese (n. 1549 - † 1609)
- John Ross, esploratore scozzese (Stranraer, n. 1777 - Londra, † 1856)
- John Rymill, esploratore australiano (Penola, n. 1905 - Penola, † 1968)
- John Hanning Speke, esploratore britannico (Bideford, n. 1827 - Corsham, † 1864)
- John Lloyd Stephens, esploratore, scrittore e diplomatico statunitense (Shrewsbury, n. 1805 - New York, † 1852)
- John McDouall Stuart, esploratore britannico (Dysart, n. 1815 - Londra, † 1866)
- Jack Swilling, esploratore e imprenditore statunitense (Anderson, n. 1830 - Yuma, † 1878)
- John Whitehead, esploratore e naturalista britannico (Muswell Hill, n. 1860 - Haikou, † 1899)
- Frank Wild, esploratore e navigatore britannico (Richmondshire, n. 1873 - Klerksdorp, † 1939)

## Etologi(1)
- John B. Calhoun, etologo statunitense (Elkton, n. 1917 - Hanover, † 1995)

## Fagottisti(1)
- John Rahn, fagottista e compositore statunitense (New York, n. 1944)

## Fantini(1)
- Red Pollard, fantino canadese (Edmonton, n. 1909 - Pawtucket, † 1981)

## Farmacisti(2)
- John Harfield Tredgold, farmacista e filantropo britannico (Winchester, n. 1798 - Richmond upon Thames, † 1842)
- John Walker, farmacista e inventore inglese (Stockton-on-Tees, n. 1781 - Stockton-on-Tees, † 1859)

## Farmacologi(2)
- John Gaddum, farmacologo britannico (Hale, n. 1900 - Cambridge, † 1965)
- John Uri Lloyd, farmacologo e scrittore statunitense (n. 1849 - † 1936)

## Filantropi(3)
- John Paul Getty Jr., filantropo britannico (Genova, n. 1932 - Westminster, † 2003)
- John Howard, filantropo britannico (n. 1726 - † 1790)
- John Eleuthère du Pont, filantropo e criminale statunitense (Filadelfia, n. 1938 - Somerset, † 2010)

## Filatelisti(1)
- John Nicholas Luff, filatelista statunitense (New York, n. 1860 - † 1938)

## Filologi(5)
- John Lloyd Ackrill, filologo classico inglese (Reading, n. 1921 - † 2007)
- John Burnet, filologo classico e storico scozzese (Edimburgo, n. 1863 - Saint Andrews, † 1928)
- John Mitchell Kemble, filologo e storico britannico (Londra, n. 1807 - Dublino, † 1857)
- John Edwin Sandys, filologo classico britannico (Leicester, n. 1844 - Cambridge, † 1922)
- John Jack Winkler, filologo classico e attivista |Attività3 = critico letterario |AttivitàAltre = e monaco benedettino statunitense (St. Louis, n. 1943 - Palo Alto, † 1990)

## Filosofi(31)
- John Langshaw Austin, filosofo e linguista inglese (Lancaster, n. 1911 - Oxford, † 1960)
- John D. Caputo, filosofo e teologo statunitense (Filadelfia, n. 1940)
- John Cottingham, filosofo inglese (n. 1943)
- John J. DeGioia, filosofo statunitense (n. 1957)
- John Dewey, filosofo e pedagogista statunitense (Burlington, n. 1859 - New York, † 1952)
- John Niemeyer Findlay, filosofo sudafricano (Pretoria, n. 1903 - † 1987)
- John Fiske, filosofo e storico statunitense (Hartford, n. 1842 - Gloucester, † 1901)
- John Foster, filosofo britannico (Londra, n. 1941 - Londra, † 2009)
- John Gray, filosofo inglese (South Shields, n. 1948)
- John Neville Keynes, filosofo e economista inglese (Salisbury, n. 1852 - Cambridge, † 1949)
- John Locke, filosofo, pedagogista e medico inglese (Wrington, n. 1632 - High Laver, † 1704)
- John Lucas, filosofo britannico (Guildford, n. 1929 - Somerset, † 2020)
- John Stuart Mackenzie, filosofo scozzese (Springburn, n. 1860 - Brockweir, † 1935)
- John Leslie Mackie, filosofo australiano (Sydney, n. 1917 - Oxford, † 1981)
- John Mair, filosofo scozzese (Gleghornie, n. 1467 - Saint Andrews, † 1550)
- John McDowell, filosofo sudafricano (Boksburg, n. 1942)
- John Ellis McTaggart, filosofo inglese (Londra, n. 1866 - Londra, † 1925)
- John Stuart Mill, filosofo e economista britannico (Londra, n. 1806 - Avignone, † 1873)
- John Finnis, filosofo e giurista australiano (Adelaide, n. 1940)
- John Norris, filosofo britannico (Collingbourne Kingston, n. 1657 - Bemerton, † 1711)
- John Oswald, filosofo, attivista e poeta scozzese (n. 1730 - † 1793)
- John Perry, filosofo statunitense (Lincoln, n. 1943)
- John Polkinghorne, filosofo, teologo e fisico britannico (Weston-super-Mare, n. 1930 - Cambridge, † 2021)
- John Rawls, filosofo statunitense (Baltimora, n. 1921 - Lexington, † 2002)
- Johannes Sarracenus, filosofo e traduttore inglese
- John Searle, filosofo statunitense (Denver, n. 1932)
- John Smith, filosofo e teologo inglese (Achurch, n. 1618 - Cambridge, † 1652)
- John Shelby Spong, filosofo, teologo e educatore statunitense (Charlotte, n. 1931 - † 2021)
- John Toland, filosofo e scrittore irlandese (Inishowen, n. 1670 - Londra, † 1722)
- John Wisdom, filosofo inglese (Leyton, n. 1904 - Cambridge, † 1993)
- John Worrall, filosofo inglese (Leigh, n. 1946)

## Fisarmonicisti(1)
- John Serry, fisarmonicista, compositore e arrangiatore statunitense (Brooklyn, n. 1915 - Long Island, † 2003)

## Fisici(40)
- John Aitken, geofisico scozzese (Falkirk, n. 1839 - Manchester, † 1919)
- John Vincent Atanasoff, fisico e inventore statunitense (Hamilton, n. 1903 - Frederick, † 1995)
- John Aubrey, fisico, naturalista e letterato britannico (Malmesbury, n. 1626 - † 1697)
- John Carlos Baez, fisico statunitense (San Francisco, n. 1961)
- John B. Goodenough, fisico e chimico statunitense (Jena, n. 1922 - Austin, † 2023)
- John Bardeen, fisico e ingegnere elettrotecnico statunitense (Madison, n. 1908 - Boston, † 1991)
- John Stewart Bell, fisico britannico (Belfast, n. 1928 - Ginevra, † 1990)
- John Berkenhout, fisico, naturalista e scrittore britannico (Yorkshire, n. 1726 - † 1791)
- John Desmond Bernal, fisico e biologo britannico (Nenagh, n. 1901 - Londra, † 1971)
- John Canton, fisico britannico (Stroud, n. 1718 - Londra, † 1772)
- John Cardy, fisico britannico (n. 1947)
- John Clauser, fisico statunitense (Pasadena, n. 1942)
- John Douglas Cockcroft, fisico britannico (Todmorden, n. 1897 - Cambridge, † 1967)
- John W. Firor, fisico statunitense (Athens, n. 1927 - Pullman, † 2007)
- John Freely, fisico, insegnante e scrittore statunitense (New York, n. 1926 - Istanbul, † 2017)
- John Battiscombe Gunn, fisico statunitense (Il Cairo, n. 1928 - Mount Kisco, † 2008)
- John L. Hall, fisico statunitense (Denver, n. 1934)
- John Herapath, fisico e astronomo inglese (Bristol, n. 1790 - Catford Bridge, † 1868)
- Jack Cover, fisico e inventore statunitense (New York, n. 1920 - Mission Viejo, † 2009)
- John Henry Holland, fisico, matematico e informatico statunitense (n. 1929 - † 2015)
- John Hopfield, fisico statunitense (Chicago, n. 1933)
- John Hopkinson, fisico e ingegnere britannico (Manchester, n. 1849 - † 1898)
- John Kerr, fisico scozzese (Ardrossan, n. 1824 - Glasgow, † 1907)
- John Michael Kosterlitz, fisico britannico (Aberdeen, n. 1943)
- John Little, fisico statunitense (Boston, n. 1928 - Boston, † 2024)
- John Cunningham McLennan, fisico canadese (Ingersoll, n. 1867 - Parigi, † 1935)
- John Mitchell Nuttall, fisico britannico (Todmorden, n. 1890 - Manchester, † 1958)
- John Patterson, fisico e meteorologo canadese (n. 1872 - † 1956)
- John Henry Poynting, fisico britannico (Eccles, n. 1852 - Birmingham, † 1914)
- John Thomas Romney Robinson, fisico, astronomo e meteorologo irlandese (Dublino, n. 1792 - Armagh, † 1882)
- Robert Schrieffer, fisico statunitense (Oak Park, n. 1931 - Tallahassee, † 2019)
- John Schwarz, fisico statunitense (North Adams, n. 1941)
- John Slater, fisico e chimico statunitense (Oak Park, n. 1900 - Sanibel, † 1976)
- John William Strutt Rayleigh, fisico britannico (Langford Grove, n. 1842 - Witham, † 1919)
- John R. Taylor, fisico e divulgatore scientifico britannico (Londra, n. 1939)
- John Sealy Townsend, fisico britannico (Galway, n. 1868 - Oxford, † 1957)
- John Tyndall, fisico irlandese (Leighlin Bridge, n. 1820 - Hindhead, † 1893)
- John Hasbrouck van Vleck, fisico statunitense (Middletown, n. 1899 - Cambridge, † 1980)
- John Clive Ward, fisico australiano (East Ham, n. 1924 - Victoria, † 2000)
- John Archibald Wheeler, fisico statunitense (Jacksonville, n. 1911 - Hightstown, † 2008)

## Fisiologi(3)
- John Call Dalton, fisiologo statunitense (Chelmsford, n. 1825 - † 1889)
- John Scott Haldane, fisiologo e inventore britannico (Edimburgo, n. 1860 - Oxford, † 1936)
- John Newport Langley, fisiologo britannico (n. 1852 - † 1925)

## Flautisti(2)
- John Hackett, flautista, polistrumentista e compositore britannico (Londra, n. 1955)
- John Scott, flautista, compositore e direttore d'orchestra inglese (Bristol, n. 1930)

## Fondisti(4)
- John Berger, fondista svedese (Boden, n. 1937 - Sundbyberg, † 2002)
- John Kristian Dahl, fondista norvegese (Kirkenes, n. 1981)
- John Lindgren, fondista svedese (n. 1899 - Lycksele, † 1990)
- John Wikström, fondista svedese (n. 1903 - † 1991)

## Fotografi(10)
- John Bulmer, fotografo inglese (Herefordshire, n. 1938)
- John Paul Edwards, fotografo statunitense (Minnesota, n. 1884 - Oakland, † 1968)
- John Robert Hanna, fotografo neozelandese (Drum - Auckland, † 1915)
- John Jabez Edwin Mayall, fotografo e politico britannico (Oldham, n. 1813 - Southwick, † 1901)
- John G. Morris, fotografo e editore statunitense (Chicago, n. 1916 - Parigi, † 2017)
- John R. Pepper, fotografo, regista teatrale e attore statunitense (Roma, n. 1958)
- John Thomas, fotografo gallese (Llanfair Clydogau, n. 1838 - Liverpool, † 1905)
- John Thomson, fotografo, geografo e viaggiatore britannico (Edimburgo, n. 1837 - † 1921)
- John Ernest Williamson, fotografo, regista e produttore cinematografico britannico (Liverpool, n. 1881 - Nassau, † 1966)
- John Willie, fotografo, illustratore e fumettista britannico (Singapore, n. 1902 - Guernsey, † 1962)

## Fotoreporter(1)
- John Stanmeyer, fotoreporter statunitense (Illinois)

## Francescani(2)
- John Forest, francescano inglese (Oxford, n. 1471 - Londra, † 1538)
- John Jones, francescano gallese (Clynnog Fawr - Londra, † 1598)

## Fumettisti(18)
- John Arcudi, fumettista e scrittore statunitense (Norwalk)
- John Beatty, fumettista statunitense (Whitesburg, n. 1961)
- Jack Bradbury, fumettista statunitense (Seattle, n. 1914 - Sylmar, † 2004)
- John Buscema, fumettista statunitense (New York, n. 1927 - Port Jefferson, † 2002)
- John Byrne, fumettista inglese (Walsall, n. 1950)
- John Callahan, fumettista statunitense (Portland, n. 1951 - Portland, † 2010)
- John Cassaday, fumettista statunitense (Fort Worth, n. 1971 - New York, † 2024)
- J.M. DeMatteis, fumettista, scrittore e sceneggiatore statunitense (New York, n. 1953)
- John Dirks, fumettista e scultore statunitense (n. 1917 - Mystic, † 2010)
- John H. Holm, fumettista statunitense (Seattle, n. 1922 - Seattle, † 2009)
- John Lustig, fumettista statunitense (Seattle, n. 1953)
- John McCrea, fumettista britannico (Belfast, n. 1966)
- John Jackson Miller, fumettista statunitense (n. 1968)
- John Ostrander, fumettista statunitense (n. 1949)
- John Ridgway, fumettista britannico (n. 1940)
- John Romita Jr., fumettista statunitense (New York, n. 1956)
- John Romita Sr., fumettista statunitense (New York, n. 1930 - Floral Park, † 2023)
- John Wagner, fumettista britannico (Pennsylvania, n. 1949)

## Funzionari(5)
- John Faithfull Fleet, funzionario inglese (n. 1847 - † 1917)
- J. Edgar Hoover, funzionario statunitense (Washington, n. 1895 - Washington, † 1972)
- John Inglis, funzionario britannico (Londra, n. 1820 - Edimburgo, † 1894)
- John Proctor, funzionario statunitense (Reform, n. 1926 - Meridian, † 1999)
- John Shore, I barone Teignmouth, funzionario britannico (n. 1751 - † 1834)

## Genetisti(1)
- John C. Sanford, genetista statunitense (n. 1950)

## Geografi(1)
- John Kirtland Wright, geografo statunitense (Cambridge, n. 1891 - Hanover, † 1969)

## Geologi(9)
- John Clarke, geologo e paleontologo statunitense (Canandaigua, n. 1857 - Albany, † 1925)
- John William Dawson, geologo e naturalista canadese (Pictou, n. 1820 - Montréal, † 1899)
- John Farey, geologo e scrittore inglese (Woburn, n. 1766 - † 1826)
- John Walter Gregory, geologo e esploratore britannico (Londra, n. 1864 - Fiume Urubamba, † 1932)
- John Milne, geologo britannico (Liverpool, n. 1850 - Newport, † 1913)
- John Phillips, geologo britannico (Marden, n. 1800 - Oxford, † 1874)
- John Wesley Powell, geologo, esploratore e militare statunitense (Mount Morris, n. 1834 - Brooklin, † 1902)
- John James Stevenson, geologo statunitense (New York, n. 1841 - New Canaan, † 1924)
- John Tuzo Wilson, geologo e geofisico canadese (Ottawa, n. 1908 - Toronto, † 1993)

## Gesuiti(5)
- John Carroll, gesuita e arcivescovo cattolico statunitense (Upper Marlboro, n. 1735 - Baltimora, † 1815)
- John Early, gesuita e educatore irlandese (Maguiresbridge, n. 1814 - Washington, † 1873)
- John Gerard, gesuita e missionario inglese (Ashton-in-Makerfield, n. 1564 - Roma, † 1637)
- John Ogilvie, gesuita, missionario e santo scozzese (Drum-na-Keith, n. 1579 - Glasgow, † 1615)
- John Powell, gesuita e scrittore statunitense (Chicago, n. 1925 - Clarkston, † 2009)

## Giavellottisti(1)
- John Ampomah, giavellottista ghanese (Konongo, n. 1990)

## Ginecologi(2)
- John Peel, ginecologo britannico (n. 1904 - † 2005)
- John Sampson, ginecologo statunitense (Troy, n. 1873 - Albany, † 1946)

## Ginnasti(14)
- John Bissinger, ginnasta e multiplista statunitense (New York, n. 1879 - New York, † 1941)
- John Dellert, ginnasta e multiplista statunitense (Missouri, n. 1884 - Boynton Beach, † 1985)
- John Duha, ginnasta e multiplista statunitense (Chicago, n. 1875 - Chicago, † 1940)
- John Grieb, ginnasta e multiplista statunitense (Filadelfia, n. 1879 - Filadelfia, † 1939)
- John Laichinger, ginnasta e multiplista statunitense (Saint Louis, n. 1884 - † 1933)
- John Lindroth, ginnasta finlandese (n. 1883 - † 1960)
- Brody Malone, ginnasta statunitense (Johnson City, n. 2000)
- John Miesel, ginnasta e multiplista statunitense (Grosse Pointe, n. 1883 - † 1948)
- John Orozco, ginnasta statunitense (n. 1992)
- John Skrataas, ginnasta norvegese (n. 1890 - Steinkjer, † 1961)
- John Sörenson, ginnasta svedese (Malmö, n. 1889 - Lidingö, † 1976)
- John Wassow, ginnasta e multiplista statunitense (Milwaukee, n. 1879 - Los Angeles, † 1920)
- John Whitaker, ginnasta britannico (Birmingham, n. 1886 - Birmingham, † 1977)
- John Wolf, ginnasta e multiplista statunitense

## Giocatori di badminton(1)
- Jack Purcell, giocatore di badminton canadese (Guelph, n. 1903 - Toronto, † 1991)

## Giocatori di baseball(17)
- Frank Baker, giocatore di baseball statunitense (Trappe, n. 1886 - Trappe, † 1963)
- Jack Chesbro, giocatore di baseball statunitense (North Adams, n. 1874 - Conway, † 1931)
- John Clarkson, giocatore di baseball statunitense (Cambridge, n. 1861 - Belmont, † 1909)
- Jocko Conlan, giocatore di baseball e arbitro di baseball statunitense (Chicago, n. 1899 - Scottsdale, † 1989)
- Paddy Driscoll, giocatore di baseball, allenatore di football americano e giocatore di football americano statunitense (Chicago, n. 1896 - Chicago, † 1968)
- Johnny Evers, giocatore di baseball e allenatore di baseball statunitense (Troy, n. 1881 - Albany, † 1947)
- Pete Hill, giocatore di baseball statunitense (Contea di Culpeper, n. 1882 - Buffalo, † 1951)
- Rhyne Hughes, giocatore di baseball statunitense (Picayune, n. 1983)
- John Lannan, giocatore di baseball statunitense (Long Beach, n. 1984)
- John Henry Lloyd, giocatore di baseball statunitense (Palatka, n. 1884 - Atlantic City, † 1964)
- John McGraw, giocatore di baseball e allenatore di baseball statunitense (Truxton, n. 1873 - New Rochelle, † 1934)
- Bid McPhee, giocatore di baseball e allenatore di baseball statunitense (Massena, n. 1859 - San Diego, † 1943)
- Johnny Mize, giocatore di baseball statunitense (Demorest, n. 1913 - Demorest, † 1993)
- Jack Morris, ex giocatore di baseball statunitense (Saint Paul, n. 1955)
- Bailey Ober, giocatore di baseball statunitense (Huntersville, n. 1995)
- Johnny Pesky, giocatore di baseball statunitense (Portland, n. 1919 - Danvers, † 2012)
- John Smoltz, ex giocatore di baseball statunitense (Warren, n. 1967)

## Giocatori di calcio a 5(1)
- John White, ex giocatore di calcio a 5 australiano (n. 1968)

## Giocatori di curling(7)
- John Robertson Aikman, giocatore di curling britannico (New Parks, n. 1860 - Hamilton, † 1948)
- John Ferguson, giocatore di curling canadese (Calgary, n. 1958)
- John Landsteiner, giocatore di curling statunitense (Mankato, n. 1990)
- John Leonard, giocatore di curling canadese (Québec, n. 1871 - Québec, † 1944)
- John McLeod, giocatore di curling britannico
- John Morris, giocatore di curling canadese (Winnipeg, n. 1978)
- John Shuster, giocatore di curling statunitense (Chisholm, n. 1982)

## Giocatori di freccette(1)
- John Henderson, giocatore di freccette scozzese (Aberdeen, n. 1973)

## Giocatori di lacrosse(3)
- Jack Broderick, giocatore di lacrosse canadese (Cornwall, n. 1875 - † 1957)
- Jack Flett, giocatore di lacrosse canadese (Kildonan, n. 1871 - West Vancouver, † 1932)
- Jack Sullivan, giocatore di lacrosse statunitense (Cobourg, n. 1870)

## Giocatori di poker(8)
- John Bonetti, giocatore di poker statunitense (New York, n. 1928 - Houston, † 2008)
- John Cernuto, giocatore di poker statunitense (Jersey City, n. 1944 - Las Vegas, † 2025)
- John Cynn, giocatore di poker statunitense (n. 1984)
- John Hennigan, giocatore di poker statunitense (Filadelfia, n. 1970)
- John Juanda, giocatore di poker indonesiano (Medan, n. 1971)
- Jack Keller, giocatore di poker statunitense (n. 1942 - Tunica, † 2003)
- John Phan, giocatore di poker vietnamita (Đà Nẵng, n. 1974)
- John Shipley, giocatore di poker inglese (Solihull, n. 1960)

## Giocatori di polo(1)
- John George Beresford, giocatore di polo irlandese (Dover, n. 1847 - Washington, † 1925)

## Giocatori di snooker(5)
- John Astley, giocatore di snooker inglese (Gateshead, n. 1989)
- John Higgins, giocatore di snooker scozzese (Wishaw, n. 1975)
- John Parrott, giocatore di snooker inglese (Liverpool, n. 1964)
- Jackie Rea, giocatore di snooker britannico (Dungannon, n. 1921 - Cheadle Hulme, † 2013)
- John Spencer, giocatore di snooker inglese (Radcliffe, n. 1935 - Bolton, † 2006)

## Giornalisti(34)
- John Allen, giornalista e scrittore statunitense (Hays, n. 1965)
- John Amery, giornalista e attivista britannico (Chelsea, n. 1912 - Wandsworth, † 1945)
- John Anderson, giornalista statunitense (Green Bay, n. 1965)
- John Brown Russwurm, giornalista e editore giamaicano (Port Antonio, n. 1799 - Capo Palmas, † 1851)
- John Bulloch, giornalista britannico (Penarth, n. 1928 - Oxford, † 2010)
- John Carlin, giornalista e scrittore britannico (Londra, n. 1956)
- John Coleman, giornalista e meteorologo statunitense (Alpine, n. 1934 - Las Vegas, † 2018)
- John Charles Daly, giornalista, conduttore radiofonico e conduttore televisivo statunitense (Johannesburg, n. 1914 - Chevy Chase, † 1991)
- John Dickens, giornalista inglese (n. 1785 - † 1851)
- John Dickerson, giornalista statunitense (n. 1968)
- John Fox Jr., giornalista e scrittore statunitense (Stony Point, n. 1862 - Big Stone Gap, † 1919)
- John Grogan, giornalista e romanziere statunitense (Detroit, n. 1957)
- John Harris, giornalista, scrittore e critico musicale inglese (Wilmslow, n. 1969)
- John Hersey, giornalista e scrittore statunitense (Tientsin, n. 1914 - Key West, † 1993)
- John Hill, giornalista e ex calciatore nordirlandese (Belfast, n. 1950)
- John Hooper, giornalista e scrittore britannico (Westminster, n. 1950)
- John King, giornalista e conduttore televisivo statunitense (Dorchester, n. 1963)
- John Shively Knight, giornalista e imprenditore statunitense (Bluefield, n. 1894 - Akron, † 1981)
- John Laughland, giornalista britannico (n. 1963)
- John Markoff, giornalista e scrittore statunitense (Oakland, n. 1949)
- J. R. Moehringer, giornalista e scrittore statunitense (New York, n. 1964)
- John Motson, giornalista, telecronista sportivo e opinionista britannico (Salford, n. 1945 - † 2023)
- John L. O'Sullivan, giornalista, editore e ambasciatore statunitense (n. 1813 - New York, † 1895)
- John Peel, giornalista, conduttore radiofonico e disc jockey britannico (Heswall, n. 1939 - Cusco, † 2004)
- John Pilger, giornalista e sceneggiatore australiano (Sydney, n. 1939 - Londra, † 2023)
- John Reed, giornalista statunitense (Portland, n. 1887 - Mosca, † 1920)
- John Mackinnon Robertson, giornalista e politico britannico (Isola di Arran, n. 1856 - Londra, † 1933)
- John Sandford, giornalista e scrittore statunitense (Cedar Rapids, n. 1944)
- John H. Secondari, giornalista, scrittore e produttore televisivo italiano (Roma, n. 1919 - New York, † 1975)
- John Sieg, giornalista tedesco (Detroit, n. 1903 - Berlino, † 1942)
- John Franklin Alexander Strong, giornalista e politico statunitense (Nuovo Brunswick, n. 1856 - Seattle, † 1929)
- John Randy Taraborrelli, giornalista e biografo statunitense (Filadelfia, n. 1956)
- John Thelwall, giornalista e poeta britannico (Londra, n. 1764 - Bath, † 1834)
- John Vignola, giornalista, critico musicale e conduttore radiofonico italiano (Spotorno, n. 1966)

## Giuristi(16)
- John Austin, giurista e filosofo britannico (Creeting Mill, n. 1790 - Weybridge, † 1859)
- John Bond, giurista e religioso inglese (Chard, n. 1612 - Swanage, † 1676)
- John Joseph Cremona, giurista e poeta maltese (Xagħra, n. 1918 - † 2020)
- John Fortescue, giurista e politico inglese (n. 1385 - † 1476)
- John T. Graves, giurista e matematico irlandese (Dublino, n. 1806 - Cheltenham, † 1870)
- John Mason, giurista britannico (Inghilterra, n. 1600 - Norwich, † 1672)
- John J. Parker, giurista e politico statunitense (Monroe, n. 1885 - Washington, † 1958)
- John Podesta, giurista e politico statunitense (Chicago, n. 1949)
- John Popham, giurista inglese (Huntworth, n. 1531 - Wellington, † 1607)
- John G. Roberts, giurista e avvocato statunitense (Buffalo, n. 1955)
- John Selden, giurista e politico inglese (Salvington, n. 1584 - Londra, † 1654)
- John Smart, giurista britannico
- John Somers, giurista e politico britannico (n. 1651 - † 1716)
- John Spotiswood, giurista britannico (n. 1667 - † 1728)
- John Paul Stevens, giurista statunitense (Chicago, n. 1920 - Fort Lauderdale, † 2019)
- John C. H. Wu, giurista e scrittore cinese (Ningbo, n. 1899 - Taipei, † 1986)

## Golfisti(9)
- John Brandt, golfista statunitense (St. Louis, n. 1883 - St. Louis, † 1950)
- Jack Cady, golfista statunitense (Illinois, n. 1866 - Minneapolis, † 1933)
- John Daly, golfista statunitense (Carmichael, n. 1966)
- John Daunt, golfista britannico (Muzaffarpur, n. 1865 - Kirribilli, † 1952)
- John Maxwell, golfista statunitense (Olena, n. 1871 - Keokuk, † 1906)
- Johnny Miller, golfista statunitense (San Francisco, n. 1947)
- John Rahm, golfista statunitense (Richmond, n. 1854 - Omaha, † 1935)
- J. J. Spaun, golfista statunitense (Los Angeles, n. 1990)
- John Watson, golfista statunitense

## Grecisti(1)
- John S. Traill, grecista e epigrafista canadese (n. 1939)

## Hockeisti su ghiaccio(42)
- Jack Adams, hockeista su ghiaccio e allenatore di hockey su ghiaccio canadese (n. 1894 - Detroit, † 1968)
- Terrance Amorosa, hockeista su ghiaccio canadese (Kirkland, n. 1994)
- Johnny Bent, hockeista su ghiaccio statunitense (Eagles Mere, n. 1908 - Lake Forest, † 2004)
- Don Blackburn, hockeista su ghiaccio e allenatore di hockey su ghiaccio canadese (Kirkland Lake, n. 1938 - Sarasota, † 2023)
- Johnny Bower, hockeista su ghiaccio canadese (Prince Albert, n. 1924 - Toronto, † 2017)
- John Brenneman, ex hockeista su ghiaccio canadese (Fort Erie, n. 1943)
- Johnny Bucyk, ex hockeista su ghiaccio canadese (Edmonton, n. 1935)
- Jack Cameron, hockeista su ghiaccio canadese (Ottawa, n. 1900 - Danville, † 1981)
- John Chase, hockeista su ghiaccio statunitense (Milton, n. 1906 - Marblehead, † 1994)
- John Cookman, hockeista su ghiaccio statunitense (Englewood, n. 1909 - Plattsburgh, † 1982)
- Jack Darragh, hockeista su ghiaccio canadese (Ottawa, n. 1890 - Ottawa, † 1924)
- Gerry Davey, hockeista su ghiaccio e allenatore di hockey su ghiaccio britannico (Barking, n. 1914 - Contea di Orange, † 1977)
- Jack Egers, hockeista su ghiaccio canadese (Sudbury, n. 1949 - Lively, † 2021)
- Jack Garrison, hockeista su ghiaccio statunitense (West Newton, n. 1909 - Cambridge, † 1988)
- Johnny Gaudreau, hockeista su ghiaccio statunitense (Salem, n. 1993 - Oldmans, † 2024)
- John Gibson, hockeista su ghiaccio statunitense (Pittsburgh, n. 1993)
- John Gobbi, ex hockeista su ghiaccio e dirigente sportivo svizzero (Faido, n. 1981)
- John Jakopin, ex hockeista su ghiaccio canadese (Toronto, n. 1975)
- Jack Johnson, hockeista su ghiaccio statunitense (Indianapolis, n. 1987)
- J. Bob Kelly, ex hockeista su ghiaccio canadese (Fort William, n. 1946)
- John Klingberg, hockeista su ghiaccio svedese (Göteborg, n. 1992)
- Art Langley, hockeista su ghiaccio statunitense (Melrose, n. 1896 - Eustis, † 1967)
- Jack Laviolette, hockeista su ghiaccio canadese (Belleville, n. 1879 - Montréal, † 1960)
- Johnny Lax, hockeista su ghiaccio statunitense (Arlington, n. 1911 - Cambridge, † 2001)
- John LeClair, ex hockeista su ghiaccio statunitense (St. Albans, n. 1969)
- John Lyons, hockeista su ghiaccio statunitense (Arlington, n. 1900 - Arlington, † 1971)
- Barry MacKenzie, ex hockeista su ghiaccio canadese (Toronto, n. 1941)
- Johnny Matchefts, hockeista su ghiaccio statunitense (Eveleth, n. 1931 - Colorado Springs, † 2013)
- John Mayasich, ex hockeista su ghiaccio statunitense (Eveleth, n. 1933)
- Bert McCaffrey, hockeista su ghiaccio canadese (Listowel, n. 1893 - Toronto, † 1955)
- John Miszuk, hockeista su ghiaccio canadese (Nalibaki, n. 1940 - Hamilton, † 2025)
- John Moore, hockeista su ghiaccio statunitense (Winnetka, n. 1990)
- John Norman, hockeista su ghiaccio svedese (Stoccolma, n. 1991)
- Jack O'Callahan, ex hockeista su ghiaccio statunitense (Charlestown, n. 1957)
- John Pohl, ex hockeista su ghiaccio statunitense (Rochester, n. 1979)
- Jack Porter, hockeista su ghiaccio canadese (Toronto, n. 1904 - Toronto, † 1997)
- John Tavares, hockeista su ghiaccio canadese (Mississauga, n. 1990)
- John Vanbiesbrouck, ex hockeista su ghiaccio statunitense (Detroit, n. 1963)
- John Vecchiarelli, ex hockeista su ghiaccio canadese (Toronto, n. 1964)
- John Vigilante, hockeista su ghiaccio e allenatore di hockey su ghiaccio statunitense (Dearborn, n. 1985 - Dearborn, † 2018)
- Colin White, ex hockeista su ghiaccio canadese (New Glasgow, n. 1977)
- John Wright, ex hockeista su ghiaccio canadese (Toronto, n. 1948)

## Hockeisti su prato(3)
- John Cockett, hockeista su prato britannico (Broadstairs, n. 1927 - Felsted, † 2020)
- Ross Gillespie, hockeista su prato e allenatore di hockey su prato neozelandese (Timaru, n. 1935 - Christchurch, † 2023)
- John Peake, hockeista su prato britannico (Cambridge, n. 1924 - † 2022)

## Illusionisti(1)
- John Henry Anderson, illusionista britannico (Aberdeen, n. 1814 - Darlington, † 1874)

## Illustratori(4)
- John White Alexander, illustratore statunitense (Allegheny City, n. 1856 - New York, † 1918)
- John Howe, illustratore canadese (Vancouver, n. 1957)
- John Leech, illustratore britannico (Londra, n. 1817 - Londra, † 1864)
- John Totleben, illustratore e fumettista statunitense (Erie, n. 1958)

## Immunologi(1)
- John Kappler, immunologo statunitense (Baltimora, n. 1943)

## Imprenditori(47)
- John Julius Angerstein, imprenditore russo (San Pietroburgo, n. 1732 - Londra, † 1823)
- John Jacob Astor I, imprenditore statunitense (Walldorf, n. 1763 - New York, † 1848)
- John Jacob Astor IV, imprenditore, inventore e scrittore statunitense (Rhinebeck, n. 1864 - Oceano Atlantico, † 1912)
- John Baskerville, imprenditore britannico (Luton, n. 1706 - † 1775)
- John C. Bowers, imprenditore, organista e religioso statunitense (Filadelfia, n. 1811 - Filadelfia, † 1873)
- John Broadwood, imprenditore scozzese (Cockburnspath, n. 1732 - Londra, † 1812)
- John Casablancas, imprenditore e dirigente d'azienda statunitense (New York, n. 1942 - Rio de Janeiro, † 2013)
- John Chisum, imprenditore statunitense (Contea di Hardeman, n. 1824 - Eureka Springs, † 1884)
- John Henry Davies, imprenditore inglese (Tutbury, n. 1864 - Llandudno, † 1927)
- John DeLorean, imprenditore statunitense (Detroit, n. 1925 - Summit, † 2005)
- John Deere, imprenditore statunitense (Rutland, n. 1804 - Moline, † 1886)
- John Diebold, imprenditore statunitense (Weehawken, n. 1926 - Bedford Hills, † 2005)
- John Elkann, imprenditore e dirigente d'azienda italiano (New York, n. 1976)
- John Elkington, imprenditore e economista britannico (Berkshire, n. 1949)
- John Peter Gassiot, imprenditore britannico (n. 1797 - † 1877)
- John Paul Getty III, imprenditore statunitense (Minneapolis, n. 1956 - Wormsley Park, † 2011)
- John Gokongwei, imprenditore cinese (Xiamen, n. 1926 - Manila, † 2019)
- John D. Hertz, imprenditore e filantropo statunitense (Sklabiňa, n. 1879 - Chicago, † 1961)
- John Houlding, imprenditore e politico britannico (n. 1833 - Cimiez, † 1902)
- John Jacob Astor III, imprenditore e filantropo statunitense (New York, n. 1822 - New York, † 1890)
- John Kluge, imprenditore tedesco (Chemnitz, n. 1914 - Charlottesville, † 2010)
- John Legere, imprenditore statunitense (n. 1958)
- John George Alexander Leishman, imprenditore e diplomatico statunitense (Pittsburgh, n. 1857 - Monte Carlo, † 1924)
- John Lombe, imprenditore inglese (Norwich, n. 1693 - † 1739)
- John Munro Longyear, imprenditore e politico statunitense (Lansing, n. 1850 - Brookline, † 1922)
- John McKenna, imprenditore, allenatore di calcio e rugbista a 15 irlandese (Monaghan, n. 1855 - Walton, † 1936)
- John O. Meusebach, imprenditore, naturalista e politico tedesco (Dillenburg, n. 1812 - Loyal Valley, † 1897)
- John Moody, imprenditore statunitense (n. 1868 - † 1958)
- John Moores, imprenditore e filantropo inglese (Barton-upon-Irwell, n. 1896 - Formby, † 1993)
- Jack Northrop, imprenditore statunitense (Newark, n. 1895 - Glendale, † 1981)
- John Paul Papanicolaou, imprenditore greco (n. 1949 - Atene, † 2010)
- John Paulson, imprenditore statunitense (New York City, n. 1955)
- John Phelan, imprenditore e funzionario statunitense (n. 1964)
- John Rabe, imprenditore tedesco (Amburgo, n. 1882 - Berlino, † 1950)
- Jack Rieley, imprenditore, produttore discografico e disc jockey statunitense (Milwaukee, n. 1942 - Berlino, † 2015)
- John Davison Rockefeller Jr., imprenditore statunitense (Cleveland, n. 1874 - Tucson, † 1960)
- John Davison Rockefeller, imprenditore statunitense (New York, n. 1839 - Ormond Beach, † 1937)
- John Sainsbury, imprenditore e filantropo inglese (n. 1927 - † 2022)
- John Shoffner, imprenditore, pilota automobilistico e ex astronauta statunitense (Fairbanks, n. 1955)
- John Studebaker, imprenditore statunitense (Gettysburg, n. 1833 - † 1917)
- John Sutter, imprenditore svizzero (Kandern, n. 1803 - Washington, † 1880)
- John Thain, imprenditore e banchiere statunitense (Antioch, n. 1955)
- John Borland Thayer, imprenditore statunitense (Filadelfia, n. 1862 - Oceano Atlantico, † 1912)
- Jack Tunney, imprenditore canadese (Toronto, n. 1935 - Waterdown, † 2004)
- John Walter, imprenditore britannico (Londra, n. 1738 - Teddington, † 1812)
- John T. Walton, imprenditore statunitense (n. 1946 - † 2005)
- John Willys, imprenditore statunitense (Canandaigua, n. 1873 - New York, † 1935)

## Impresari teatrali(1)
- John James Heidegger, impresario teatrale svizzero (Zurigo, n. 1666 - Richmond upon Thames, † 1749)

## Incisori(4)
- John Chartier, incisore e artigiano francese
- John Faber, incisore olandese (L'Aia, n. 1684 - Camden, † 1756)
- John Pye, incisore inglese (Birmingham, n. 1782 - Londra, † 1874)
- John Sartain, incisore britannico (Londra, n. 1808 - Filadelfia, † 1897)

## Informatici(19)
- John Backus, informatico e matematico statunitense (Filadelfia, n. 1924 - Ashland, † 2007)
- John Barnes, informatico britannico
- John Carmack, programmatore e autore di videogiochi statunitense (Kansas City, n. 1970)
- John Chambers, informatico e dirigente d'azienda statunitense (Charleston, n. 1949)
- John Cocke, informatico statunitense (Charlotte, n. 1925 - † 2002)
- John Domingue, informatico statunitense (n. 1961)
- John Thomas Draper, programmatore e hacker statunitense (Las Vegas, n. 1943)
- John Dunn, programmatore, compositore e artista statunitense (Filadelfia, n. 1943 - Fort Worth, Texas, † 2018)
- John Hopcroft, informatico statunitense (Seattle, n. 1939)
- John Koza, informatico statunitense (n. 1944)
- John E. Laird, informatico statunitense (Ann Arbor, n. 1954)
- John McAfee, programmatore britannico (Cinderford, n. 1945 - Sant Esteve Sesrovires, † 2021)
- John McCarthy, informatico statunitense (Boston, n. 1927 - Stanford, † 2011)
- John Ousterhout, informatico statunitense (Contea di Solano, n. 1954)
- John Schlag, informatico e effettista statunitense (Baltimora, n. 1960)
- John F. Sowa, informatico statunitense (Croton-on-Hudson, n. 1940)
- John Tobias, programmatore statunitense (Chicago, n. 1969)
- John Vlissides, informatico statunitense (n. 1961 - Mohegan Lake, † 2005)
- John Warnock, informatico, matematico e dirigente d'azienda statunitense (Salt Lake City, n. 1940 - † 2023)

## Ingegneri(41)
- John Aalberg, ingegnere statunitense (Chicago, n. 1897 - Los Angeles, † 1984)
- John Aird, ingegnere inglese (Londra, n. 1833 - Beaconsfield, † 1911)
- John D. Anderson, ingegnere aeronautico e scrittore statunitense (Lancaster, n. 1937)
- John F. Archard, ingegnere inglese (n. 1918 - † 1989)
- John Barber, ingegnere inglese (Greasley, n. 1734 - Nuneaton, † 1801)
- Jack Belrose, ingegnere canadese (Warner, n. 1926 - Ottawa, † 2024)
- John Newton Cooper, ingegnere, pilota automobilistico e imprenditore britannico (Surbiton, n. 1923 - Worthing, † 2000)
- John P. Costas, ingegnere statunitense (Wabash, n. 1923 - Wabash, † 2008)
- John Howard Dellinger, ingegnere statunitense (Cleveland, n. 1886 - † 1962)
- Presper Eckert, ingegnere statunitense (Filadelfia, n. 1919 - † 1995)
- John Barraclough Fell, ingegnere britannico (n. 1815 - † 1902)
- John Fowler, ingegnere inglese (Sheffield, n. 1817 - Bournemouth, † 1898)
- John Frost, ingegnere aeronautico britannico (Walton-on-Thames, n. 1915 - Auckland, † 1979)
- John Garand, ingegnere e militare canadese (Saint-Rémi, n. 1888 - Springfield, † 1974)
- John Josiah Guest, ingegnere e imprenditore gallese (Merthyr Tydfil, n. 1785 - † 1852)
- John Fillmore Hayford, ingegnere e geodeta statunitense (Rouses Point, n. 1868 - Evanston, † 1925)
- John L. Hennessy, ingegnere, informatico e dirigente d'azienda statunitense (n. 1952)
- John Philip Holland, ingegnere irlandese (Liscannor, n. 1840 - Newark, † 1914)
- John Caldwell Holt, ingegnere, scrittore e pedagogista statunitense (New York, n. 1923 - Boston, † 1985)
- John Houbolt, ingegnere statunitense (Altoona, n. 1919 - Scarborough, † 2014)
- John Kanzius, ingegnere statunitense (Washington, n. 1944 - Fort Myers, † 2009)
- John Kitzmiller, ingegnere, militare e attore statunitense (Battle Creek, n. 1913 - Roma, † 1965)
- J.P. Knight, ingegnere britannico (Nottingham, n. 1828 - Londra, † 1886)
- John Loudon McAdam, ingegnere scozzese (Ayr, n. 1756 - Moffat, † 1836)
- John Muir, ingegnere, naturalista e scrittore scozzese (Dunbar, n. 1838 - Los Angeles, † 1914)
- John Nordin, ingegnere svedese (n. 1887 - † 1983)
- John Robinson Pierce, ingegnere e scrittore di fantascienza statunitense (Des Moines, n. 1910 - Sunnyvale, † 2002)
- John R. Ragazzini, ingegnere statunitense (New York, n. 1912 - † 1988)
- John Joseph Rawlings, ingegnere e inventore britannico
- John Rennie il Vecchio, ingegnere scozzese (Phantassie, n. 1761 - Londra, † 1821)
- John Rennie il Giovane, ingegnere britannico (Londra, n. 1794 - Bengeo, † 1874)
- John Augustus Roebling, ingegnere prussiano (Mühlhausen, n. 1806 - New York, † 1869)
- John Saxby, ingegnere inglese (Brighton, n. 1821 - † 1913)
- John Scott Russell, ingegnere navale scozzese (Glasgow, n. 1808 - Isola di Wight, † 1882)
- John Smeaton, ingegnere e fisico britannico (Whitkirk, n. 1724 - Whitkirk, † 1792)
- John Isaac Thornycroft, ingegnere inglese (Roma, n. 1843 - Bembridge, † 1928)
- John Tippetts, ingegnere britannico (n. 1622 - † 1692)
- John George Trump, ingegnere e fisico statunitense (New York, n. 1907 - Boston, † 1985)
- John Wilkinson, ingegnere inglese (Clifton, n. 1728 - Londra, † 1808)
- John Wolfe Barry, ingegnere britannico (Londra, n. 1836 - Londra, † 1918)
- John Wyer, ingegnere inglese (Kidderminster, n. 1909 - Scottsdale, † 1989)

## Insegnanti(12)
- John Carey, docente, giornalista e critico letterario inglese (Londra, n. 1934)
- John Earl Coleman, insegnante statunitense (Tresckow, n. 1930 - † 2012)
- John Curulewski, insegnante, educatore e musicista statunitense (Chicago, n. 1950 - Chicago, † 1988)
- J. Duncan M. Derrett, insegnante e giurista britannico (n. 1922 - † 2012)
- John Dawson Dewhirst, insegnante britannico (Jesmond, n. 1952 - Cambogia, † 1978)
- John Mueller, docente statunitense (Saint Paul, n. 1937)
- John Rao, docente e storico statunitense (n. 1951)
- John Scopes, insegnante statunitense (Paducah, n. 1900 - Shreveport, † 1970)
- John Sedgwick, insegnante e generale statunitense (Cornwall, n. 1813 - Spotsylvania, † 1864)
- John Peter Sloan, insegnante, comico e cabarettista inglese (Birmingham, n. 1969 - Menfi, † 2020)
- Farrell Till, insegnante e giornalista statunitense (Wardell, n. 1933 - Canton, † 2012)
- John Joseph Woods, insegnante e compositore neozelandese (n. 1849 - † 1934)

## Inventori(19)
- John Logie Baird, inventore britannico (Helensburgh, n. 1888 - Bexhill-on-Sea, † 1946)
- J. Walter Christie, inventore e ingegnere statunitense (River Edge, n. 1865 - Falls Church, † 1944)
- John Boyd Dunlop, inventore e chirurgo britannico (Dreghorn, n. 1840 - Dublino, † 1921)
- John Ericsson, inventore, imprenditore e armatore svedese (Långban, n. 1803 - New York, † 1889)
- John Ambrose Fleming, inventore e ingegnere britannico (Lancaster, n. 1849 - Sidmouth, † 1945)
- John Robert Gregg, inventore, insegnante e linguista irlandese (Shantonagh, n. 1867 - New York, † 1948)
- John Hancock Hall, inventore statunitense (Portland, n. 1781 - Moberly, † 1841)
- John Harington, inventore, poeta e scrittore inglese (Kelston, n. 1561 - Kelston, † 1612)
- John Howell, inventore, imprenditore e scrittore britannico (Edimburgo, n. 1788 - Edimburgo, † 1863)
- John Wesley Hyatt, inventore statunitense (Starkey, n. 1837 - Short Hills, † 1920)
- John Kay, inventore inglese (Bury, n. 1704 - Francia, † 1780)
- John H. B. Latrobe, inventore e avvocato statunitense (Filadelfia, n. 1803 - Baltimora, † 1891)
- John Mahlon Marlin, inventore statunitense (Boston Neck, n. 1836 - New Haven, † 1901)
- John Mauchly, inventore e ingegnere statunitense (Cincinnati, n. 1907 - Ambler, † 1980)
- John Alfred Prestwich, inventore e progettista inglese (Kensington, n. 1874 - † 1952)
- John Roebuck, inventore, chimico e medico inglese (Sheffield, n. 1718 - Lancashire, † 1794)
- John Sheperd-Barron, inventore scozzese (Shillong, n. 1925 - Inverness, † 2010)
- John Starley, inventore e imprenditore inglese (Walthamstow, n. 1855 - † 1901)
- Henry Sturmey, inventore e imprenditore britannico (Norton-sub-Hamdon - Coventry, † 1930)

## Islamisti(3)
- John Louis Esposito, islamista statunitense (New York, n. 1940)
- John Marsden Beaumont Jones, islamista e storico britannico (Three Crosses, n. 1920 - Cipro, † 1992)
- John Spencer Trimingham, islamista britannico (Thorne, n. 1904 - Lingfield, † 1987)

## Ittiologi(2)
- Jack Garrick, ittiologo neozelandese (Hastings, n. 1928 - Hamilton, † 2018)
- John Ernest Randall, ittiologo statunitense (Los Angeles, n. 1924 - Kaneohe, † 2020)

## Karateka(1)
- John Jarvis, karateka neozelandese (Auckland, n. 1940)

## Latinisti(2)
- John E. B. Mayor, latinista, grecista e attivista britannico (Ceylon, n. 1825 - Cambridge, † 1910)
- J. P. Postgate, latinista e grecista britannico (Birmingham, n. 1853 - Cambridge, † 1926)

## Letterati(1)
- John Taylor, letterato e filologo classico inglese (Shrewsbury, n. 1704 - Londra, † 1766)

## Librettisti(1)
- John Weidman, librettista statunitense (New York, n. 1946)

## Linguisti(7)
- John A. Bateman, linguista e semiologo britannico (Londra, n. 1957)
- John Cunnison Catford, linguista scozzese (Edimburgo, n. 1917 - Shoreline, † 2009)
- John Chadwick, linguista e filologo classico britannico (Londra, n. 1920 - Cambridge, † 1998)
- John Grinder, linguista e filosofo statunitense (Detroit, n. 1940)
- John McHardy Sinclair, linguista e lessicografo britannico (n. 1933 - † 2007)
- John Minsheu, linguista e lessicografo inglese (Londra, n. 1560 - Londra, † 1627)
- John Bassett Trumper, linguista britannico (Cardiff, n. 1944)

## Liutai(1)
- John D'Angelico, liutaio statunitense (Little Italy, n. 1905 - Manhattan, † 1964)

## Lottatori(8)
- John Cardwell, lottatore statunitense (n. 1886 - Columbia, † 1907)
- Yianni Diakomihalis, lottatore statunitense (Rochester, n. 1999)
- John Hein, lottatore statunitense (New York, n. 1886 - New York, † 1963)
- John Nyman, lottatore svedese (Sundsvall, n. 1908 - Sundsvall, † 1977)
- John Peterson, ex lottatore statunitense (Cumberland, n. 1948)
- John Slim, lottatore britannico (Wandsworth, n. 1885 - Wandsworth, † 1966)
- John Smith, ex lottatore statunitense (Oklahoma City, n. 1965)
- John Spellman, lottatore statunitense (Middletown, n. 1899 - Mhangura, † 1966)

## Lunghisti(5)
- John Dale Bennett, ex lunghista statunitense (Grand Forks, n. 1930)
- John Biller, lunghista, altista e discobolo statunitense (n. 1877 - New York, † 1934)
- Percy Hagerman, lunghista e triplista canadese (Hamilton, n. 1881 - † 1960)
- John Moffitt, ex lunghista statunitense (Winnsboro, n. 1980)
- John Oxley, lunghista statunitense (Marion, n. 1881 - Morris, † 1925)

## Mafiosi(16)
- John Alite, mafioso e collaboratore di giustizia statunitense (New York, n. 1962)
- John Barbato, mafioso statunitense (Jersey City, n. 1934 - Staten Island, † 2025)
- John Carneglia, mafioso statunitense (New York, n. 1945)
- John D'Amato, mafioso statunitense (New York, n. 1940 - New York, † 1992)
- John D'Amico, mafioso statunitense (New York, n. 1937 - New York, † 2023)
- John DeRoss, mafioso statunitense (Brooklyn, n. 1937)
- John Franzese Jr., mafioso statunitense (New York, n. 1960)
- Sonny Franzese, mafioso italiano (Napoli, n. 1917 - New York, † 2020)
- John Gambino, mafioso italiano (Palermo, n. 1940 - New York, † 2017)
- John Gotti, mafioso statunitense (New York, n. 1940 - Springfield, † 2002)
- John Gotti Jr., mafioso statunitense (Queens, n. 1964)
- John Martorano, mafioso e collaboratore di giustizia statunitense (Somerville, n. 1940)
- John Ormento, mafioso statunitense (New York, n. 1912 - New York, † 1974)
- John Roselli, mafioso italiano (Esperia, n. 1905 - Miami, † 1976)
- John Scalish, mafioso statunitense (Cleveland, n. 1912 - Cleveland, † 1976)
- John Shea, mafioso e collaboratore di giustizia statunitense (n. 1965)

## Magistrati(5)
- John Bradshaw, magistrato e politico inglese (Stockport, n. 1602 - Londra, † 1659)
- John Exton, magistrato inglese (n. 1600 - † 1668)
- John Gayle, magistrato e politico statunitense (Sumter, n. 1792 - Mobile, † 1859)
- John Latham, magistrato e politico australiano (Ascot Vale, n. 1877 - Richmond, † 1964)
- John Maunsell, magistrato inglese († 1265)

## Maratoneti(10)
- John Burra, ex maratoneta tanzaniano (n. 1965)
- John Foy, maratoneta statunitense (Cootehill, n. 1882 - Queens, † 1960)
- John Furla, maratoneta statunitense (Tripoli, n. 1870 - Saint Louis, † 1938)
- Johnny Hayes, maratoneta statunitense (New York, n. 1886 - Englewood, † 1965)
- Jack Holden, maratoneta britannico (Bilston, n. 1907 - Cockermouth, † 2004)
- John Lordan, maratoneta statunitense (Murragh, n. 1876 - Cambridge, † 1937)
- John Kagwe, ex maratoneta keniota (n. 1969)
- John Kelai, ex maratoneta keniota (n. 1976)
- John Korir, maratoneta keniota (n. 1996)
- John Treacy, ex maratoneta e mezzofondista irlandese (Villierstown, n. 1957)

## Marciatori(2)
- John Ljunggren, marciatore svedese (Forsheda, n. 1919 - Bor, † 2000)
- John Mikaelsson, marciatore svedese (Kristinehamn, n. 1913 - Contea di Placer, † 1987)

## Martellisti(1)
- John DeWitt, martellista statunitense (Phillipsburg, n. 1881 - New York, † 1930)

## Matematici(36)
- John Couch Adams, matematico britannico (Lidcot, n. 1819 - Cambridge, † 1892)
- John Frank Adams, matematico inglese (Woolwich, n. 1930 - Brampton, † 1989)
- John M. Ball, matematico britannico (Farnham, n. 1948)
- John Godolphin Bennett, matematico e ingegnere britannico (Londra, n. 1897 - Sherborne, † 1974)
- John Charles Butcher, matematico neozelandese (n. 1933)
- John William Scott Cassels, matematico britannico (Durham, n. 1922 - † 2015)
- John Collins, matematico inglese (Oxford, n. 1625 - Londra, † 1683)
- John Conway, matematico britannico (Liverpool, n. 1937 - Princeton, † 2020)
- John Craig, matematico e teologo scozzese (Dumfries, n. 1663 - † 1731)
- John Dee, matematico, geografo e alchimista inglese (Londra, n. 1527 - Mortlake, † 1608)
- John Charles Fields, matematico canadese (Hamilton, n. 1863 - Toronto, † 1932)
- John Friedlander, matematico canadese (Toronto, n. 1941)
- John Hadley, matematico britannico (Londra, n. 1682 - Londra, † 1744)
- John Keill, matematico scozzese (Edimburgo, n. 1671 - Oxford, † 1721)
- John George Kemeny, matematico e informatico ungherese (Budapest, n. 1926 - Hanover, † 1992)
- John Landen, matematico inglese (Peakirk, n. 1719 - † 1790)
- John Lennard-Jones, matematico, fisico e chimico britannico (Leigh, n. 1894 - Stoke-on-Trent, † 1954)
- John Lennox, matematico e scrittore nordirlandese (Armagh, n. 1943)
- John Leslie, matematico e fisico scozzese (Lower Largo, n. 1766 - Fife, † 1832)
- John Edensor Littlewood, matematico britannico (Rochester, n. 1885 - Cambridge, † 1977)
- John Machin, matematico e astronomo inglese (n. 1680 - Londra, † 1751)
- John Milnor, matematico statunitense (Orange, n. 1931)
- John Müller, matematico, ingegnere e educatore tedesco (n. 1699 - † 1784)
- John Nash, matematico statunitense (Bluefield, n. 1928 - Monroe, † 2015)
- Nepero, matematico, astronomo e fisico scozzese (Merchiston Castle, n. 1550 - Edimburgo, † 1617)
- John von Neumann, matematico, fisico e informatico ungherese (Budapest, n. 1903 - Washington, † 1957)
- John Allen Paulos, matematico statunitense (Chicago, n. 1945)
- John Pell, matematico e linguista inglese (Southwick, n. 1611 - Westminster, † 1685)
- John Playfair, matematico e filosofo scozzese (Forfarshire, n. 1748 - Burntisland, † 1819)
- John Pople, matematico e chimico britannico (Burnham-on-Sea, n. 1925 - Sarasota, † 2004)
- John Tate, matematico statunitense (Minneapolis, n. 1925 - Lexington, † 2019)
- John Griggs Thompson, matematico statunitense (Ottawa, n. 1932)
- John Francis Toland, matematico irlandese (Derry, n. 1949)
- John Venn, matematico e statistico inglese (Kingston upon Hull, n. 1834 - Cambridge, † 1923)
- John Henry Constantine Whitehead, matematico britannico (Madras, n. 1904 - Princeton, † 1960)
- John Wilson, matematico inglese (Applethwaite, n. 1741 - Kendal, † 1793)

## Medici(36)
- John Abercrombie, medico scozzese (Aberdeen, n. 1781 - Edimburgo, † 1844)
- John R. Adler, medico statunitense (Yonkers, n. 1954)
- John Alcindor, medico e attivista trinidadiano (Port of Spain, n. 1873 - Londra, † 1924)
- John Belchier, medico inglese (Kingston upon Thames, n. 1706 - † 1785)
- John Billings, medico australiano (Melbourne, n. 1918 - Richmond, † 2007)
- John Bonica, medico e wrestler statunitense (Filicudi, n. 1917 - Rochester, † 1994)
- John Braxton Hicks, medico inglese (Rye, n. 1823 - † 1897)
- John Brown, medico scozzese (n. 1735 - Londra, † 1788)
- John Caius, medico inglese (Norwich, n. 1510 - Londra, † 1573)
- John C. Bennett, medico statunitense (Fairhaven, n. 1804 - Polk City, † 1867)
- John Cope, medico e esploratore britannico (n. 1893 - † 1947)
- John Edwards, medico e biologo inglese (n. 1928 - † 2007)
- John Elliotson, medico e chirurgo inglese (Londra, n. 1791 - Londra, † 1868)
- John Floyer, medico inglese (Hints Hall, n. 1649 - † 1734)
- John Hall-Edwards, medico britannico (Birmingham, n. 1858 - Birmingham, † 1926)
- John Hope, medico e botanico britannico (Edimburgo, n. 1725 - Edimburgo, † 1786)
- John Hunter, medico britannico (Long Calderwood, n. 1728 - Londra, † 1793)
- John Huxham, medico britannico (Totnes, n. 1692 - Plymouth, † 1768)
- John Ioannidis, medico e epidemiologo greco (New York, n. 1965)
- John Jeffries, medico e scienziato statunitense (Boston, n. 1745 - Boston, † 1819)
- John Jonston, medico, biologo e botanico polacco (Szamotuły, n. 1603 - Legnica, † 1675)
- John Harvey Kellogg, medico statunitense (Tyrone, n. 1852 - Battle Creek, † 1943)
- John Langdon Down, medico britannico (Torpoint, n. 1828 - Teddington, † 1896)
- John Latham, medico e naturalista inglese (n. 1740 - † 1837)
- John James Rickard Macleod, medico britannico (Clunie, n. 1876 - Aberdeen, † 1935)
- John Mayow, medico britannico (Bree, n. 1641 - Londra, † 1679)
- John A. McDougall, medico e saggista statunitense (Detroit, n. 1947 - Portland, † 2024)
- John Putnam Merrill, medico statunitense (Hartford, n. 1917 - Hope Town, † 1984)
- John Polidori, medico, scrittore e poeta britannico (Londra, n. 1795 - Londra, † 1821)
- John Simon, medico inglese (Londra, n. 1816 - Londra, † 1904)
- John Snow, medico e epidemiologo britannico (York, n. 1813 - Londra, † 1858)
- John Taylor, medico inglese (Norwich, n. 1703 - Roma, † 1770)
- John Templeton Jr., medico statunitense (New York City, n. 1940 - Bryn Mawr, † 2015)
- John Henry Tilden, medico statunitense (Van Burenburg, n. 1851 - Denver, † 1940)
- John Collins Warren, medico statunitense (Boston, n. 1778 - Boston, † 1856)
- John Whitridge Williams, medico statunitense (Baltimora, n. 1866 - † 1931)

## Mercanti(5)
- John Cary, mercante, scrittore e economista inglese (n. 1649 - † 1720)
- John Pitkin, mercante inglese
- John Shakespeare, mercante britannico (Snitterfield, n. 1531 - Stratford-upon-Avon, † 1601)
- John Weskett, mercante e saggista inglese
- John Wolstenholme, mercante inglese (Stanmore, n. 1562 - Stanmore, † 1639)

## Mezzofondisti(24)
- John Anderson, ex mezzofondista britannico (n. 1936)
- John Bray, mezzofondista statunitense (Middleport, n. 1875 - San Francisco, † 1945)
- Jerry Cornes, mezzofondista britannico (Darjeeling, n. 1910 - Winchester, † 2001)
- John Cregan, mezzofondista statunitense (Schenectady, n. 1878 - Filadelfia, † 1965)
- John Davies, mezzofondista neozelandese (Londra, n. 1938 - Auckland, † 2003)
- John Eisele, mezzofondista e siepista statunitense (Newark, n. 1884 - Newark, † 1933)
- John Eke, mezzofondista svedese (Högby, n. 1886 - Pennsylvania, † 1964)
- Johnny Gray, ex mezzofondista statunitense (Los Angeles, n. 1960)
- John Gray, mezzofondista statunitense (Filadelfia, n. 1894 - Filadelfia, † 1942)
- John Heymans, mezzofondista belga (n. 1998)
- Henry Jonsson, mezzofondista svedese (n. 1912 - Stoccolma, † 2001)
- Johnny Joyce, mezzofondista statunitense (Galway, n. 1876 - Montgomery, † 1957)
- John Kanyi, ex mezzofondista keniota (n. 1980)
- John Kariuki, ex mezzofondista keniota (n. 1986)
- John Kibowen, ex mezzofondista e maratoneta keniota (n. 1969)
- John Korir, ex mezzofondista keniota (Kiramwok, n. 1981)
- Jack Lovelock, mezzofondista e medico neozelandese (Crushington, n. 1910 - New York, † 1949)
- John Mayock, ex mezzofondista britannico (Barnsley, n. 1970)
- John Ngugi, ex mezzofondista keniota (Nyahururu, n. 1962)
- John Robson, ex mezzofondista britannico (Kelso, n. 1957)
- John Walker, ex mezzofondista neozelandese (Papakura, n. 1952)
- John Whetton, ex mezzofondista britannico (Mansfield, n. 1941)
- John Woodruff, mezzofondista statunitense (Connellsville, n. 1915 - Fountain Hills, † 2007)
- John Zander, mezzofondista svedese (Stoccolma, n. 1890 - Stoccolma, † 1967)

## Micologi(2)
- John Leonard Eriksson, micologo svedese (Hagfors, n. 1921 - Göteborg, † 1995)
- John Axel Nannfeldt, micologo e botanico svedese (Trelleborg, n. 1904 - Uppsala, † 1985)

## Mineralogisti(1)
- John Mawe, mineralogista inglese (Derby, n. 1764 - † 1829)

## Missionari(8)
- John Bradburne, missionario inglese (Skirwith, n. 1921 - Mutoko, † 1979)
- John Eliot, missionario britannico (Widford, n. 1604 - Roxbury, † 1690)
- John Nicol Farquhar, missionario e orientalista britannico (Aberdeen, n. 1861 - Manchester, † 1929)
- John Joseph McCarthy, missionario e arcivescovo cattolico irlandese (Milltown Malbay, n. 1896 - Dublino, † 1983)
- John Patteson, missionario e vescovo anglicano britannico (Londra, n. 1827 - Nukapu, † 1871)
- John Reddington, missionario e vescovo cattolico irlandese (Athlone, n. 1910 - Dublino, † 1994)
- John Baptist Rosenthal, missionario e vescovo cattolico tedesco (Oberveischede, n. 1903 - Olpe, † 1975)
- John Williams, missionario inglese (Londra, n. 1796 - Erromango, † 1839)

## Monaci cristiani(1)
- John Main, monaco cristiano britannico (Londra, n. 1926 - Montréal, † 1982)

## Montatori(3)
- John Gilbert, montatore neozelandese
- John Gilroy, montatore statunitense (Santa Monica, n. 1959)
- John Refoua, montatore statunitense (New York, n. 1964 - † 2023)

## Multiplisti(2)
- Ken Doherty, multiplista statunitense (Detroit, n. 1905 - Lancaster, † 1996)
- John Holloway, multiplista britannico (Cappauniac, n. 1878 - Topeka, † 1950)

## Musicisti(37)
- John Adson, musicista e compositore inglese († 1640)
- John Baker Saunders, musicista statunitense (Montgomery, n. 1954 - Seattle, † 1999)
- John Benitez, musicista, produttore discografico e disc jockey statunitense (New York, n. 1957)
- Tim Bogert, musicista statunitense (New York, n. 1944 - San Diego, † 2021)
- Jack Bruce, musicista, compositore e cantante britannico (Bishopbriggs, n. 1943 - Suffolk, † 2014)
- John Valentine Carruthers, musicista britannico (Wortley, n. 1958)
- John Carter, musicista e compositore statunitense (Fort Worth, n. 1929 - New York, † 1991)
- John Connolly, musicista statunitense (Atlanta, n. 1967)
- John Crosby, musicista, direttore d'orchestra e direttore artistico statunitense (Bronxville, n. 1926 - Rancho Mirage, † 2002)
- Jack Dangers, musicista britannico (Swindon, n. 1965)
- John Doe, musicista, attore e cantautore statunitense (Decatur, n. 1954)
- John Edwards, musicista inglese (Londra, n. 1953)
- John Elefante, musicista, produttore discografico e cantautore statunitense (Levittown, n. 1958)
- John Farrar, musicista e compositore australiano (Melbourne, n. 1946)
- Johnny Flynn, musicista, cantante e attore sudafricano (Johannesburg, n. 1983)
- John French, musicista statunitense (San Bernardino, n. 1948)
- John Grant, musicista e cantautore statunitense (Denver, n. 1968)
- John Haggerty, musicista statunitense (Chicago, n. 1960)
- John Haughm, musicista statunitense (Butte, n. 1975)
- John Hawkins, musicista, saggista e musicologo inglese (Londra, n. 1719 - Londra, † 1789)
- John Jackson, musicista statunitense (Woodville, n. 1924 - Fairfax, † 2002)
- John Jorgenson, musicista e polistrumentista statunitense (Madison, n. 1956)
- John Keeble, musicista britannico (Londra, n. 1959)
- Les Humphries, musicista e cantante britannico (Londra, n. 1940 - Basingstoke, † 2007)
- John Maus, musicista statunitense (Austin, n. 1980)
- John McKay, musicista britannico
- John Mellencamp, musicista, cantante e compositore statunitense (Seymour, n. 1951)
- John Jacob Niles, musicista, cantautore e compositore statunitense (Louisville, n. 1892 - Lexington, † 1980)
- John Parish, musicista, cantautore e produttore discografico britannico (Yeovil, n. 1959)
- John Payne, musicista e cantante britannico (n. 1958)
- John Popper, musicista e cantautore statunitense (Chardon, n. 1967)
- John Sheahan, musicista e polistrumentista irlandese (Dublino, n. 1939)
- John Squire, musicista inglese (Broadheath, n. 1962)
- John Surman, musicista britannico (Tavistock, n. 1944)
- John Vanderslice, musicista, cantautore e produttore discografico statunitense (Gainesville, n. 1967)
- Sonny Boy Williamson I, musicista statunitense (Jackson, n. 1914 - Chicago, † 1948)
- John Butler, musicista australiano (Torrance, n. 1975)

## Musicologi(4)
- J. P. E. Harper-Scott, musicologo e docente britannico (Easington, n. 1977)
- John Merrill Knapp, musicologo statunitense (New York, n. 1914 - New York, † 1993)
- John Francis Toye, musicologo inglese (Winchester, n. 1883 - Firenze, † 1964)
- John Tyrrell, musicologo britannico (Salisbury, n. 1942 - Cardiff, † 2018)

## Naturalisti(13)
- John Bachman, naturalista statunitense (Rhinebeck, n. 1790 - Columbia, † 1874)
- John Blackwall, naturalista e aracnologo britannico (n. 1790 - Llanrwst, † 1881)
- John Ellis, naturalista, mercante e botanico britannico (Irlanda, n. 1710 - Londra, † 1776)
- John Fleming, naturalista, zoologo e geologo britannico (Bathgate, n. 1785 - Edimburgo, † 1857)
- John Alexander Harvie-Brown, naturalista e ornitologo scozzese (Larbert, n. 1844 - Dunipace, † 1916)
- John Eatton Le Conte, naturalista, entomologo e botanico statunitense (Shrewsbury, n. 1784 - † 1860)
- John Frederick Miller, naturalista e illustratore inglese (n. 1759 - † 1796)
- John Nietner, naturalista e entomologo tedesco (Potsdam - † 1874)
- John Ray, naturalista britannico (Black Notley, n. 1627 - Black Notley, † 1705)
- John Reeves, naturalista inglese (n. 1774 - † 1856)
- John Richardson, naturalista, chirurgo e esploratore scozzese (Dumfries, n. 1787 - Lake District, † 1865)
- John Tradescant il Vecchio, naturalista e botanico britannico († 1638)
- John Walker, naturalista, botanico e chimico scozzese (Canongate, n. 1731 - Edimburgo, † 1803)

## Navigatori(9)
- John Adams, marinaio britannico (Hackney, n. 1767 - Isole Pitcairn, † 1829)
- John King Davis, navigatore e esploratore britannico (Kew, n. 1884 - Toorak, † 1967)
- John Davis, navigatore e esploratore britannico (n. 1784)
- John Hamilton, marinaio britannico (n. 1714 - Portsmouth, † 1755)
- John Meares, navigatore e esploratore britannico (Dublino - Bath, † 1809)
- John Newton, marinaio, presbitero e attivista inglese (Wapping, n. 1725 - Londra, † 1807)
- John Saris, navigatore e mercante britannico († 1643)
- John Strong, marinaio britannico
- John Vincent, marinaio e esploratore britannico (Birmingham, n. 1879 - Grimsby, † 1941)

## Neurologi(3)
- John Hughlings Jackson, neurologo britannico (Providence Green, n. 1835 - Londra, † 1911)
- John H. Noseworthy, neurologo statunitense (Melrose, n. 1951)
- John Rittmeister, neurologo e psicoanalista tedesco (Amburgo, n. 1898 - Berlino, † 1943)

## Neuroscienziati(2)
- John Carew Eccles, neurofisiologo e filosofo australiano (Melbourne, n. 1903 - Tenero-Contra, † 1997)
- John Farquhar Fulton, neurofisiologo e biografo statunitense (Saint Paul, n. 1899 - Hamden, † 1960)

## Numismatici(3)
- John Yonge Akerman, numismatico e antiquario britannico (n. 1806 - † 1873)
- John Allan, numismatico britannico (Bolton, n. 1884 - Edimburgo, † 1955)
- John Norton, numismatico e politico britannico (Firenze, n. 1855 - Londra, † 1943)

## Nuotatori(29)
- John Besford, nuotatore britannico (Manchester, n. 1911 - † 1993)
- John Davies, nuotatore australiano (Willoughby, n. 1929 - Pasadena, † 2020)
- John Derbyshire, nuotatore e pallanuotista britannico (Manchester, n. 1878 - Baslow, † 1938)
- John Devitt, nuotatore australiano (Granville, n. 1937 - † 2023)
- John Ferris, nuotatore statunitense (Sacramento, n. 1949 - Walnut Creek, † 2020)
- John Flanagan, ex nuotatore statunitense (Honolulu, n. 1975)
- Sandy Gilchrist, ex nuotatore canadese (Ocean Falls, n. 1945)
- Dave Gillanders, ex nuotatore statunitense (New York, n. 1939)
- Jack Hatfield, nuotatore e pallanuotista britannico (Stokesley, n. 1893 - Middlesbrough, † 1965)
- John Hayres, ex nuotatore australiano (n. 1938)
- John Hencken, ex nuotatore statunitense (Culver City, n. 1954)
- Jon Henricks, ex nuotatore australiano (Nairn, n. 1935)
- John Jarvis, nuotatore e pallanuotista britannico (Leicester, n. 1872 - St. Pancras, † 1933)
- John Johnsen, nuotatore norvegese (Oslo, n. 1892 - Oslo, † 1984)
- John Kamyuka, ex nuotatore botswano (Jwaneng, n. 1989)
- John Kinsella, ex nuotatore statunitense (n. 1952)
- John Konrads, nuotatore australiano (Riga, n. 1942 - Brisbane, † 2021)
- John Kulasalu, ex nuotatore australiano (n. 1956)
- Scott Leary, nuotatore statunitense (Shasta, n. 1881 - San Francisco, † 1958)
- John Macionis, nuotatore statunitense (Filadelfia, n. 1916 - Charlottesville, † 2012)
- John Marshall, nuotatore australiano (Bondi, n. 1930 - Melbourne, † 1957)
- John Mills, ex nuotatore britannico (n. 1953)
- John Monckton, nuotatore australiano (Armidale, n. 1938 - Fisherman's Reach, † 2017)
- John Murphy, ex nuotatore statunitense (n. 1953)
- John Mykkanen, ex nuotatore statunitense (Anaheim, n. 1966)
- John Naber, ex nuotatore statunitense (Evanston, n. 1956)
- John Nelson, ex nuotatore statunitense (Chicago, n. 1948)
- John Ryan, ex nuotatore australiano (n. 1944)
- John Arthur Trudgen, nuotatore inglese (Londra, n. 1852 - † 1902)

## Oboisti(1)
- John de Lancie, oboista e manager statunitense (Berkeley, n. 1921 - Walnut Creek, † 2002)

## Oceanografi(1)
- John Murray, oceanografo britannico (Cobourg, n. 1841 - Kirkliston, † 1914)

## Orafi(1)
- John Emes, orafo, incisore e pittore britannico (Derby, n. 1762 - Londra, † 1810)

## Organari(1)
- John Abbey, organaro inglese (Wilton Northants, n. 1785 - Versailles, † 1859)

## Organisti(6)
- John Alcock, organista inglese (Londra, n. 1715 - Lichfield, † 1806)
- John Alcock, organista inglese (Londra, n. 1740 - Walsall, † 1791)
- John Blitheman, organista e compositore inglese (Londra, † 1591)
- John Blow, organista e compositore inglese (Newark-on-Trent, n. 1649 - Westminster, † 1708)
- John Goss, organista e compositore inglese (Fareham, n. 1800 - Brixton, † 1880)
- John Rutter, organista, compositore e direttore di coro inglese (Londra, n. 1945)

## Orientalisti(2)
- John Richardson, orientalista e linguista britannico († 1795)
- John Woodroffe, orientalista britannico (n. 1865 - † 1936)

## Ornitologi(7)
- John James Audubon, ornitologo, illustratore e pittore statunitense (Les Cayes, n. 1785 - New York, † 1851)
- John Cassin, ornitologo statunitense (Providence, n. 1816 - Filadelfia, † 1869)
- John Gould, ornitologo e naturalista britannico (Lyme Regis, n. 1804 - Londra, † 1881)
- John Henry Gurney, ornitologo e banchiere britannico (Norwich, n. 1819 - Norwich, † 1890)
- John Kirk Townsend, ornitologo e naturalista statunitense (Filadelfia, n. 1809 - Washington, † 1851)
- John Wolley, ornitologo britannico (Matlock, n. 1823 - † 1859)
- John Todd Zimmer, ornitologo statunitense (Bridgeport, n. 1889 - White Plains, † 1957)

## Orologiai(3)
- John Ellicott, orologiaio inglese (n. 1706 - † 1772)
- John Harrison, orologiaio e inventore inglese (Foulby, n. 1693 - Londra, † 1776)
- John Whitehurst, orologiaio e scienziato britannico (Derby, n. 1713 - Londra, † 1788)

## Ostacolisti(9)
- John Akii-Bua, ostacolista ugandese (Lira, n. 1949 - Kampala, † 1997)
- Bryan Bronson, ex ostacolista statunitense (Jasper, n. 1972)
- John Collier, ostacolista statunitense (n. 1907 - † 1984)
- John Cooper, ostacolista e velocista britannico (Bromyard, n. 1940 - Ermenonville, † 1974)
- John Garrels, ostacolista, pesista e discobolo statunitense (Bay City, n. 1885 - Grosse Ile Township, † 1956)
- John Holland, ostacolista neozelandese (Auckland, n. 1926 - † 1990)
- John Loaring, ostacolista e velocista canadese (Winnipeg, n. 1915 - Windsor, † 1969)
- John Norton, ostacolista statunitense (Santa Clara, n. 1893 - New York, † 1979)
- John Sherwood, ex ostacolista britannico (Selby, n. 1945)

## Ottici(4)
- John Cuff, ottico inglese (n. 1708 - † 1772)
- John Marshall, ottico inglese (n. 1663 - † 1712)
- John Troughton, ottico inglese
- John Yarwell, ottico inglese (Inghilterra - † 1708)

## Paleontologi(5)
- John Desmond Clark, paleontologo britannico (Londra, n. 1916 - Oakland, † 2002)
- John Bell Hatcher, paleontologo statunitense (Cooperstown, n. 1861 - Pittsburgh, † 1904)
- Jack Horner, paleontologo statunitense (Shelby, n. 1946)
- John Ostrom, paleontologo statunitense (New York, n. 1928 - Lichtfield, † 2005)
- John West Wells, paleontologo, biologo e geologo statunitense (Filadelfia, n. 1907 - Ithaca, † 1994)

## Pallanuotisti(17)
- Jack Budd, pallanuotista britannico (Fulham, n. 1899 - Westminster, † 1952)
- Pat Convery, pallanuotista irlandese (n. 1896 - Belfast, † 1968)
- Jack Ferguson, pallanuotista australiano (Sydney, n. 1922 - Gold Coast, † 1993)
- Jack Ferguson, pallanuotista britannico (Motherwell, n. 1930 - Broughty Ferry, † 2025)
- Jake Foster, pallanuotista australiano (Shanghai, n. 1931 - † 2013)
- Jack Frendo Azzopardi, pallanuotista maltese (n. 1915 - Sliema, † 1981)
- Ian Johnson, pallanuotista britannico (Motherwell, n. 1930 - Motherwell, † 2001)
- Jack Jones, pallanuotista britannico (Cheltenham, n. 1925 - Cheltenham, † 2016)
- Jack King, pallanuotista australiano (n. 1910 - Sydney, † 2000)
- John Norton, pallanuotista statunitense (New York, n. 1899 - Lebanon, † 1987)
- John O'Brien, pallanuotista australiano (Melbourne, n. 1931 - † 2020)
- John Parker, ex pallanuotista statunitense (Newport, n. 1946)
- Runor Sandström, pallanuotista svedese (Solna, n. 1909 - Boo, † 1985)
- John Siman, ex pallanuotista statunitense (Long Beach, n. 1952)
- Jack Spargo, ex pallanuotista statunitense (Hermosa Beach, n. 1931)
- John Vargas, ex pallanuotista e allenatore di pallanuoto statunitense (Fullerton, n. 1961)
- Johnnie van Gent, pallanuotista sudafricano (Johannesburg, n. 1930)

## Pallavolisti(3)
- John Hatch, pallavolista statunitense (Mesa, n. 1996)
- John Klanac, ex pallavolista e allenatore di pallavolo statunitense (Buffalo, n. 1988)
- John Perrin, pallavolista canadese (Creston, n. 1989)

## Parolieri(4)
- John Bettis, paroliere e compositore statunitense (Long Beach, n. 1946)
- Johnny Burke, paroliere statunitense (Antioch, n. 1908 - New York, † 1964)
- John DeVries, paroliere e illustratore statunitense (Wayne, n. 1915 - USA, † 1992)
- Johnny Mercer, paroliere, compositore e cantante statunitense (Savannah, n. 1909 - Los Angeles, † 1976)

## Pastori protestanti(11)
- John Bull, pastore protestante, medico e politico statunitense (Virginia, n. 1803 - Rothville, † 1863)
- John Chilembwe, pastore protestante malawiano (Sangano, n. 1871 - Blantyre, † 1915)
- John Clarke, pastore protestante britannico (Westhope, n. 1609 - Newport, † 1676)
- John Flynn, pastore protestante australiano (Moliagul, n. 1880 - Sydney, † 1951)
- John Harper, pastore protestante scozzese (Houston, n. 1872 - Oceano Atlantico, † 1912)
- John Harvard, pastore protestante britannico (Southwark, n. 1607 - Charlestown, † 1638)
- Derek Jones, pastore protestante e politico britannico (Wallasey, n. 1927 - † 2013)
- John Osteen, pastore protestante statunitense (Fort Worth, n. 1921 - Houston, † 1999)
- J. Dwight Pentecost, pastore protestante e teologo statunitense (Chester, n. 1915 - Dallas, † 2014)
- John Bunyan Reeve, pastore protestante statunitense (Mattituck, n. 1831 - Filadelfia, † 1916)
- John Taylor, pastore protestante inglese (Milnthorpe, n. 1808 - Kaysville, † 1887)

## Patologi(1)
- John Burton Cleland, patologo e naturalista australiano (Norwood, n. 1878 - Adelaide, † 1971)

## Pattinatori artistici su ghiaccio(6)
- John Curry, pattinatore artistico su ghiaccio britannico (Birmingham, n. 1949 - Binton, † 1994)
- Jack Dunn, pattinatore artistico su ghiaccio britannico (Royal Tunbridge Wells, n. 1917 - Hollywood, † 1938)
- Donald McPherson, pattinatore artistico su ghiaccio canadese (Windsor, n. 1945 - Monaco di Baviera, † 2001)
- John Nicks, ex pattinatore artistico su ghiaccio britannico (Brighton, n. 1929)
- John Page, pattinatore artistico su ghiaccio britannico (Brooklands, n. 1900 - Manchester, † 1947)
- John Zimmerman, ex pattinatore artistico su ghiaccio statunitense (Birmingham, n. 1973)

## Pattinatori di short track(3)
- J.R. Celski, pattinatore di short track statunitense (Monterey, n. 1990)
- John Coyle, ex pattinatore di short track statunitense (West Bloomfield, n. 1968)
- John Paul Kepka, ex pattinatore di short track statunitense (Saint Louis, n. 1984)

## Pattinatori di velocità su ghiaccio(2)
- John O'Neil Farrell, pattinatore di velocità su ghiaccio statunitense (Hammond, n. 1906 - Evergreen Park, † 1994)
- Jack Shea, pattinatore di velocità su ghiaccio statunitense (n. 1910 - † 2002)

## Pediatri(1)
- John Cheyne, pediatra scozzese (Leith, n. 1777 - Buckinghamshire, † 1836)

## Percussionisti(2)
- John Bergamo, percussionista e compositore statunitense (Englewood, n. 1940 - Stati Uniti d'America, † 2013)
- John Mahon, percussionista statunitense (Canton, n. 1955)

## Personaggi televisivi(1)
- John Melendez, personaggio televisivo statunitense (Massapequa, n. 1965)

## Pesisti(4)
- John Brenner, ex pesista e discobolo statunitense (n. 1961)
- John Godina, ex pesista e discobolo statunitense (Fort Sill, n. 1972)
- Jack Guiney, pesista statunitense (n. 1882 - Bryn Mawr, † 1912)
- John Kuck, pesista statunitense (Wilson, n. 1905 - Wilson, † 1986)

## Pianisti(9)
- John Browning, pianista statunitense (Denver, n. 1933 - Sister Bay, † 2003)
- Calvin Jackson, pianista e compositore statunitense (Filadelfia, n. 1919 - Encinitas, † 1985)
- Howard Jones, pianista, tastierista e cantante britannico (Southampton, n. 1955)
- John Lewis, pianista statunitense (La Grange, n. 1920 - New York, † 2001)
- John Lowe, pianista britannico (Liverpool, n. 1942 - Liverpool, † 2024)
- John Ogdon, pianista inglese (Mansfield Woodhouse, n. 1937 - † 1989)
- John Taylor, pianista e compositore britannico (Manchester, n. 1942 - Angers, † 2015)
- John Tesh, pianista, compositore e personaggio televisivo statunitense (Garden City, n. 1952)
- John Tilbury, pianista inglese (Tokyo, n. 1936)

## Piloti automobilistici(37)
- John Andretti, pilota automobilistico statunitense (Bethlehem, n. 1963 - Mooresville, † 2020)
- Johnny Baldwin, pilota automobilistico statunitense (Fresno, n. 1922 - Sonora, † 2000)
- Skip Barber, pilota di Formula 1 statunitense (Filadelfia, n. 1936)
- John Barber, pilota automobilistico britannico (Little Marlow, n. 1929 - Palma di Maiorca, † 2015)
- John Bennett, pilota automobilistico britannico (Salisbury, n. 2003)
- John Trevor Blokdyk, pilota automobilistico sudafricano (Krugersdorp, n. 1935 - Hekpoort, † 1995)
- Johnny Boyd, pilota automobilistico statunitense (Fresno, n. 1926 - Fresno, † 2003)
- Jack Brabham, pilota automobilistico, imprenditore e dirigente sportivo australiano (Hurstville, n. 1926 - Gold Coast, † 2014)
- John Cannon, pilota automobilistico canadese (Londra, n. 1937 - Quemado, † 1999)
- John Cleland, pilota automobilistico britannico (Wishaw, n. 1952)
- John Cobb, pilota automobilistico britannico (Esher, n. 1899 - Loch Ness, † 1952)
- John Cordts, pilota di Formula 1 canadese (Amburgo, n. 1935)
- Jack Fairman, pilota automobilistico inglese (Horley, n. 1913 - Rugby, † 2002)
- John Fitch, pilota automobilistico e ingegnere statunitense (Indianapolis, n. 1917 - Lime Rock, † 2012)
- John Fitzpatrick, pilota automobilistico britannico (Birmingham, n. 1943)
- John Force, pilota automobilistico statunitense (Bell Gardens, n. 1949)
- Mike Hawthorn, pilota automobilistico britannico (Mexborough, n. 1929 - Guildford, † 1959)
- Johnny Herbert, ex pilota automobilistico britannico (Brentwood, n. 1964)
- John Love, pilota automobilistico zimbabwese (Bulawayo, n. 1924 - Bulawayo, † 2005)
- Johnny Mantz, pilota automobilistico statunitense (Hebron, n. 1918 - Ojai, † 1972)
- Johnny Mauro, pilota automobilistico statunitense (Denver, n. 1910 - Golden, † 2003)
- Johnny McDowell, pilota automobilistico statunitense (Delavan, n. 1915 - Milwaukee, † 1952)
- Jack McGrath, pilota automobilistico statunitense (Los Angeles, n. 1919 - Phoenix, † 1955)
- John McNicol, pilota automobilistico sudafricano (Johannesburg, n. 1942 - Klip River, † 2001)
- John Miles, pilota automobilistico britannico (Londra, n. 1943 - Norwich, † 2018)
- Brian Naylor, pilota automobilistico britannico (Salford, n. 1923 - Marbella, † 1989)
- John Nicholson, pilota automobilistico neozelandese (Auckland, n. 1941 - Clarks Beach, † 2017)
- Johnnie Parsons, pilota automobilistico statunitense (Los Angeles, n. 1918 - Van Nuys, † 1984)
- John Rhodes, pilota automobilistico britannico (Wolverhampton, n. 1927)
- Johnny Rutherford, pilota automobilistico statunitense (Coffeyville, n. 1938)
- Jackie Stewart, ex pilota automobilistico scozzese (Dumbarton, n. 1939)
- John Taylor, pilota automobilistico britannico (Anstrey presso Leicester, n. 1933 - Coblenza, † 1966)
- Johnny Thomson, pilota automobilistico statunitense (Lowell, n. 1922 - Allentown, † 1960)
- Desmond Titterington, pilota automobilistico britannico (Cultra, n. 1928 - Dundee, † 2002)
- Johnnie Tolan, pilota automobilistico statunitense (Victor, n. 1917 - Redondo Beach, † 1986)
- John Watson, ex pilota automobilistico britannico (Belfast, n. 1946)
- John Woolfe, pilota automobilistico inglese (Londra, n. 1937 - Le Mans, † 1969)

## Piloti motociclistici(14)
- Doug Chandler, pilota motociclistico statunitense (Salinas, n. 1965)
- John Dodds, pilota motociclistico australiano (Brisbane, n. 1943 - Brisbane, † 2024)
- John Hartle, pilota motociclistico britannico (Chapel-en-le-Frith, n. 1933 - Scarborough, † 1968)
- John Hopkins, pilota motociclistico statunitense (Ramona, n. 1983)
- John Kocinski, pilota motociclistico statunitense (Little Rock, n. 1968)
- John Laverty, pilota motociclistico britannico (Belfast, n. 1982)
- John McGuinness, pilota motociclistico britannico (Morecambe, n. 1972)
- John McPhee, pilota motociclistico britannico (Oban, n. 1994)
- John Newbold, pilota motociclistico britannico (Jacksdale, n. 1952 - Coleraine, † 1982)
- John Reynolds, pilota motociclistico britannico (Nottingham, n. 1963)
- John Surtees, pilota motociclistico e pilota automobilistico britannico (Tatsfield, n. 1934 - Londra, † 2017)
- Jock Taylor, pilota motociclistico britannico (Pencaitland, n. 1954 - Imatra, † 1982)
- Jock West, pilota motociclistico britannico (Belvedere, n. 1909 - † 2004)
- John Williams, pilota motociclistico britannico (n. 1946 - Dundrod, † 1978)

## Pionieri dell'aviazione(2)
- John Damian, pioniere dell'aviazione, alchimista e medico italiano (Lombardia)
- John Cyril Porte, pioniere dell'aviazione e ufficiale britannico (Bandon, n. 1884 - Brighton, † 1919)

## Pirati(5)
- John Bowen, pirata bermudiano (Bermuda - Isole Mascarene, † 1704)
- John Coxon, pirata inglese (Inghilterra)
- John Phillips, pirata inglese (Bristol - Nuova Scozia, † 1724)
- John Quelch, pirata inglese (Londra, n. 1666 - Boston, † 1704)
- Calico Jack, pirata britannico (Bristol, n. 1682 - Port Royal, † 1720)

## Pistard(5)
- John Archibald, pistard e ciclista su strada britannico (Edimburgo, n. 1990)
- John Geddes, ex pistard e ciclista su strada britannico (Liverpool, n. 1936)
- Jack King, pistard australiano (Roma, n. 1897 - † 1983)
- John Henry Lake, pistard statunitense (Staten Island, n. 1877)
- Jack Sibbit, pistard britannico (Ancoats, n. 1895 - Manchester, † 1950)

## Poeti(45)
- John Ashbery, poeta statunitense (Rochester, n. 1927 - Hudson, † 2017)
- John Barbour, poeta scozzese (Aberdeen, n. 1320 - Aberdeen, † 1395)
- John Barlas, poeta e politico britannico (Burma, n. 1860 - † 1914)
- John Perry Barlow, poeta, saggista e attivista statunitense (Cora, n. 1947 - San Francisco, † 2018)
- John Beaumont, poeta inglese (Grace Dieu Manor, n. 1583 - Londra, † 1627)
- John Berryman, poeta statunitense (McAlester, n. 1914 - Minneapolis, † 1972)
- John Betjeman, poeta britannico (Highgate, n. 1906 - Trebetherick, † 1984)
- John Burnside, poeta e scrittore britannico (Dunfermline, n. 1955 - Dunfermline, † 2024)
- John Burroughs, poeta e naturalista statunitense (Roxbury, n. 1837 - Kingsville, † 1921)
- John Byrom, poeta e inventore inglese (Manchester, n. 1692 - Manchester, † 1763)
- John Ciardi, poeta e traduttore statunitense (Boston, n. 1916 - Metuchen, † 1986)
- John Clare, poeta inglese (Helpston, n. 1793 - Northampton, † 1864)
- J. P. Clark, poeta e drammaturgo nigeriano (Kiagbodo, n. 1935 - Kiagbodo, † 2020)
- John Clellon Holmes, poeta statunitense (New York, n. 1926 - † 1988)
- John Cleveland, poeta inglese (Loughborough, n. 1613 - Londra, † 1658)
- John Cooper Clarke, poeta inglese (Salford, n. 1949)
- John Denham, poeta irlandese (Dublino, n. 1615 - Londra, † 1669)
- John Donne, poeta, religioso e saggista inglese (Londra, n. 1572 - Londra, † 1631)
- John Drinkwater, poeta, drammaturgo e critico letterario inglese (Leytonstone, n. 1882 - Londra, † 1937)
- John Dryden, poeta, drammaturgo e critico letterario inglese (Aldwincle, n. 1631 - Londra, † 1700)
- John Dyer, poeta gallese (Aberglasney, n. 1699 - Coningsby, † 1757)
- John Fitchett, poeta inglese (Liverpool, n. 1776 - Warrington, † 1838)
- John Gould Fletcher, poeta statunitense (Little Rock, n. 1886 - Little Rock, † 1950)
- John Gay, poeta e drammaturgo britannico (Barnstaple, n. 1685 - Londra, † 1732)
- John Gian, poeta e artista italiano (Vicenza, n. 1949)
- John Giorno, poeta e attore statunitense (New York, n. 1936 - New York, † 2019)
- John Gower, poeta britannico (n. 1330 - † 1408)
- John Heywood, poeta, drammaturgo e aforista inglese (Londra, n. 1497 - Malines, † 1580)
- John Hollander, poeta statunitense (New York City, n. 1929 - Branford, † 2013)
- Robinson Jeffers, poeta statunitense (Allegheny City, n. 1887 - Carmel-by-the-Sea, † 1962)
- John Keats, poeta britannico (Londra, n. 1795 - Roma, † 1821)
- John Lydgate, poeta inglese (Lidgate - Bury St Edmunds)
- John Marston, poeta, drammaturgo e scrittore inglese (Coventry, n. 1576 - † 1634)
- John Masefield, poeta e scrittore inglese (Ledbury, n. 1878 - Abingdon, † 1967)
- John McCrae, poeta, medico e militare canadese (Guelph, n. 1872 - Boulogne-sur-Mer, † 1918)
- John Boyle O'Reilly, poeta, scrittore e attivista irlandese (Dowth Castle, n. 1844 - Hull, † 1890)
- John Oldham, poeta inglese (Shipton Moyne, n. 1653 - Holm Pierrepont, † 1683)
- John Philips, poeta inglese (Bampton, n. 1676 - Hereford, † 1709)
- John Crowe Ransom, poeta statunitense (Pulaski, n. 1888 - Gambier, † 1974)
- John Sinclair, poeta, attivista e cantante statunitense (Flint, n. 1941 - Detroit, † 2024)
- John Skelton, poeta inglese († 1529)
- Allen Tate, poeta e critico letterario statunitense (Winchester, n. 1899 - Nashville, † 1979)
- John Trumbull, poeta e saggista statunitense (Waterburg, n. 1750 - Detroit, † 1831)
- John Greenleaf Whittier, poeta e giornalista statunitense (Haverhill, n. 1807 - Hampton Falls, † 1892)
- John Wolcot, poeta britannico (Kingsbridge, n. 1738 - Somerstown, † 1819)

## Polistrumentisti(2)
- John Paul Jones, polistrumentista e compositore britannico (Sidcup, n. 1946)
- John McCusker, polistrumentista, compositore e produttore discografico scozzese (Bellshill, n. 1973)

## Politologi(3)
- John Dunn, politologo britannico (n. 1940)
- John Ikenberry, politologo statunitense (n. 1954)
- John Mearsheimer, politologo statunitense (n. 1947)

## Poliziotti(4)
- John E. Douglas, poliziotto e ex militare statunitense (New York, n. 1945)
- William Nott-Bower, poliziotto britannico (York, n. 1849 - † 1939)
- John Stevens, barone Stevens di Kirkwhelpington, poliziotto britannico (n. 1942)
- John Willson Vermillion, poliziotto e pistolero statunitense (n. 1842 - † 1911)

## Predicatori(7)
- John Broadus, predicatore e teologo statunitense (Culpeper, n. 1827 - Louisville, † 1895)
- John Bunyan, predicatore, teologo e scrittore inglese (Elstow, n. 1628 - Londra, † 1688)
- John Cotton, predicatore inglese (Derby, n. 1585 - Boston, † 1652)
- John M'Clintock e James Strong, predicatore statunitense
- John Owen, predicatore e teologo inglese (Stadhampton, n. 1616 - Ealing, † 1683)
- John Piper, predicatore statunitense (Chattanooga, n. 1946)
- John Smyth, predicatore e teologo inglese (Nottinghamshire - Amsterdam, † 1612)

## Presbiteri(22)
- John Ball, presbitero inglese (St. Albans, n. 1338 - † 1381)
- John Barton, presbitero e biblista britannico (Londra, n. 1948)
- John Behr, presbitero e teologo britannico (n. 1966)
- John Boste, presbitero inglese (Dufton, n. 1544 - Dryburn, † 1594)
- John Chapman, presbitero britannico (Mid Suffolk, n. 1865 - † 1933)
- John Antony Cramer, presbitero, filologo classico e geografo britannico (Mitlödi, n. 1793 - Scarborough, † 1848)
- John Neale Dalton, presbitero inglese (Margate, n. 1839 - † 1931)
- John Chetwode Eustace, presbitero, scrittore e antiquario britannico (Irlanda - Napoli, † 1815)
- John Kemble, presbitero inglese (Herefordshire, n. 1599 - Hereford, † 1679)
- John Muddiman, presbitero e biblista britannico
- John Nolland, presbitero e biblista australiano (n. 1948)
- John William O'Malley, presbitero e storico statunitense (Tiltonsville, n. 1927 - Baltimora, † 2022)
- John Payne, presbitero inglese (Peterborough, n. 1550 - Chelmsford, † 1582)
- John Plessington, presbitero inglese (Garstang, n. 1637 - Boughton, † 1679)
- John Roberts, presbitero gallese (Trawsfynydd - Tyburn, † 1610)
- John Southworth, presbitero e missionario inglese (Samlesbury, n. 1592 - Tyburn, † 1654)
- John Spencer, presbitero e teologo inglese (Bocton, n. 1630 - Cambridge, † 1693)
- John Sullivan, presbitero irlandese (Dublino, n. 1861 - Dublino, † 1933)
- John Wallis, presbitero e matematico inglese (Ashford, n. 1616 - Oxford, † 1703)
- John White, presbitero, psichiatra e docente inglese (Liverpool, n. 1924 - Vancouver, † 2002)
- John F. Wippel, presbitero statunitense (Pomeroy, n. 1933 - Washington, † 2023)
- John de Ufford, presbitero inglese († 1349)

## Principi(1)
- John Windsor, principe britannico (Sandringham, n. 1905 - Sandringham, † 1919)

## Procuratori sportivi(1)
- John Sivebæk, procuratore sportivo e ex calciatore danese (Vejle, n. 1961)

## Produttori cinematografici(11)
- John Battsek, produttore cinematografico britannico (n. 1963)
- John Calley, produttore cinematografico statunitense (Jersey City, n. 1930 - Los Angeles, † 2011)
- John C. Donkin, produttore cinematografico e regista statunitense (n. 1961)
- John Goldwyn, produttore cinematografico e produttore televisivo statunitense (Los Angeles, n. 1958)
- John Grierson, produttore cinematografico, critico cinematografico e regista britannico (Deanston, n. 1898 - Bath, † 1972)
- John Lesher, produttore cinematografico statunitense (Pittsburgh, n. 1966)
- John Maxwell, produttore cinematografico inglese (Glasgow, n. 1877 - Witley, † 1940)
- John Meredyth Lucas, produttore cinematografico, sceneggiatore e regista statunitense (Los Angeles, n. 1919 - Newport Beach, † 2002)
- John Frank Rosenblum, produttore cinematografico, sceneggiatore e attore statunitense
- John Stone, produttore cinematografico e sceneggiatore statunitense (New York, n. 1888 - Los Angeles, † 1961)
- John Walker, produttore cinematografico statunitense (Elgin, n. 1956)

## Produttori discografici(14)
- John Carter Cash, produttore discografico, cantautore e produttore cinematografico statunitense (Nashville, n. 1970)
- Desmond Child, produttore discografico e compositore statunitense (Miami, n. 1953)
- John Congleton, produttore discografico e musicista statunitense (Lubbock, n. 1977)
- John Feldmann, produttore discografico, cantante e chitarrista statunitense (n. 1967)
- John Hammond, produttore discografico, musicista e critico musicale statunitense (New York, n. 1910 - New York, † 1987)
- John Jansen, produttore discografico statunitense (Connecticut, n. 1947)
- John Kalodner, produttore discografico statunitense
- John Keane, produttore discografico e musicista statunitense (Athens)
- John Kurzweg, produttore discografico e musicista statunitense (Florida, n. 1960)
- John Leckie, produttore discografico britannico (Londra, n. 1949)
- John Purdell, produttore discografico e musicista statunitense (San Diego, n. 1959 - Québec City, † 2003)
- John Shanks, produttore discografico e compositore statunitense (New York, n. 1961)
- John Simon, produttore discografico, musicista e compositore statunitense (Norwalk, n. 1941)
- Apashe, produttore discografico belga (Bruxelles, n. 1992)

## Produttori televisivi(2)
- John Stephens, produttore televisivo, sceneggiatore e scrittore statunitense
- John Wells, produttore televisivo, sceneggiatore e regista statunitense (Alexandria, n. 1956)

## Progettisti(2)
- John Barnard, progettista britannico (Londra, n. 1946)
- John Browning, progettista statunitense (Ogden, n. 1855 - Liegi, † 1926)

## Pseudoscienziati(1)
- John Hagelin, pseudoscienziato statunitense (Pittsburgh, n. 1954)

## Psichiatri(5)
- John Byng-Hall, psichiatra britannico (n. 1937 - † 2020)
- John Conolly, psichiatra britannico (Market Rasen, n. 1794 - Ealing, † 1866)
- John Allan Hobson, psichiatra statunitense (Hartford, n. 1933 - East Burke, † 2021)
- John A. Larson, psichiatra e inventore statunitense (n. 1892 - † 1983)
- John Edward Mack, psichiatra e saggista statunitense (New York, n. 1929 - Londra, † 2004)

## Psicoanalisti(1)
- John Cunningham Lilly, psicoanalista e neuroscienziato statunitense (Saint Paul, n. 1915 - Los Angeles, † 2001)

## Psicologi(13)
- John William Atkinson, psicologo statunitense (Jersey City, n. 1923 - † 2003)
- John Bowlby, psicologo, medico e psicoanalista britannico (Londra, n. 1907 - Isola di Skye, † 1990)
- John Darley, psicologo statunitense (Minneapolis, n. 1938 - Lawrenceville, † 2018)
- John Dollard, psicologo e sociologo statunitense (Menasha, n. 1900 - New Haven, † 1980)
- John Exner, psicologo statunitense (Syracuse, n. 1928 - † 2006)
- John Flügel, psicologo e psicoanalista britannico (Liverpool, n. 1884 - Londra, † 1955)
- John Karlin, psicologo sudafricano (Johannesburg, n. 1918 - Little Silver, † 2013)
- John Money, psicologo e sessuologo neozelandese (Morrinsville, n. 1921 - Towson, † 2006)
- John O'Keefe, psicologo statunitense (New York, n. 1939)
- John Sloboda, psicologo britannico (n. 1950)
- John Ridley Stroop, psicologo statunitense (Contea di Rutherford, n. 1897 - Parkersburg, † 1973)
- John Turner, psicologo britannico (Londra, n. 1947 - † 2011)
- John Watson, psicologo statunitense (Travelers Rest, n. 1878 - Woodbury, † 1958)

## Pubblicitari(1)
- John J. B. Wilson, pubblicitario statunitense (Chicago, n. 1954)

## Pugili(25)
- John Arthur, pugile sudafricano (Springs, n. 1929 - White River, † 2005)
- John Caldwell, pugile britannico (Belfast, n. 1938 - † 2009)
- John Riel Casimero, pugile filippino (Ormoc, n. 1990)
- Johnny Condon, pugile britannico (Shoreditch, n. 1889 - Shoreditch, † 1919)
- John Conteh, ex pugile e attore britannico (Liverpool, n. 1951)
- Johnny Coulon, pugile canadese (Toronto, n. 1889 - † 1973)
- John Daley, pugile statunitense (Newton, n. 1909 - † 1963)
- John Douglas, ex pugile guyanese (Georgetown, n. 1971)
- Johnny Douglas, pugile e crickettista britannico (Stoke Newington, n. 1882 - † 1930)
- John Fury, pugile irlandese (Galway, n. 1964)
- John Gully, pugile e politico inglese (Wick, n. 1783 - Durham, † 1863)
- Kid Williams, pugile danese (Copenaghen, n. 1893 - † 1973)
- John Jackson, pugile inglese (Londra, n. 1768 - Londra, † 1845)
- Jack Johnson, pugile statunitense (Galveston, n. 1878 - Raleigh, † 1946)
- Johnny Kilbane, pugile statunitense (Cleveland, n. 1889 - † 1957)
- John Henry Lewis, pugile statunitense (San Francisco, n. 1914 - † 1974)
- John M'Bumba, pugile francese (n. 1983)
- John McCormack, pugile britannico (Glasgow, n. 1935 - Paisley, † 2014)
- John McNally, pugile nordirlandese (Belfast, n. 1932 - Belfast, † 2022)
- John Mugabi, ex pugile ugandese (Kampala, n. 1960)
- John Joseph Nevin, pugile irlandese (Mullingar, n. 1989)
- John Ruiz, pugile statunitense (Methuen, n. 1972)
- John L. Sullivan, pugile statunitense (Roxbury, n. 1858 - Abington, † 1918)
- John Tate, pugile statunitense (Marion, n. 1955 - Knoxville, † 1998)
- Johnny Wright, pugile britannico (Londra, n. 1929 - Blandford Forum, † 2001)

## Rapper(7)
- Big Hawk, rapper statunitense (Houston, n. 1969 - Houston, † 2006)
- Pigeon John, rapper statunitense (Omaha, n. 1972)
- Wordsplayed, rapper nigeriano (Nigeria, n. 1979)
- Fabolous, rapper e attore statunitense (Brooklyn, n. 1977)
- Bonez MC, rapper tedesco (Amburgo, n. 1985)
- Ras Kass, rapper e attore statunitense (Watts, n. 1976)
- John Reuben, rapper statunitense (Columbus, n. 1979)

## Registi teatrali(7)
- John Barton, regista teatrale inglese (Londra, n. 1928 - Londra, † 2018)
- John Caird, regista teatrale britannico (Edmonton, n. 1948)
- John Doyle, regista teatrale scozzese (n. 1953)
- John Hirsch, regista teatrale ungherese (Siófok, n. 1930 - Toronto, † 1989)
- John Rando, regista teatrale statunitense
- John Retallack, regista teatrale e direttore artistico britannico (n. 1950)
- John Tiffany, regista teatrale britannico (n. 1971)

## Religiosi(19)
- John Ballard, religioso inglese (Londra, † 1586)
- John Carver, religioso britannico (Colonia di Plymouth, † 1621)
- John Conant, religioso e teologo inglese (Bicton, n. 1608 - † 1693)
- John Connolly, religioso e vescovo cattolico irlandese (Monknewtown, n. 1751 - New York, † 1825)
- John Craig, religioso scozzese (Aberdeen, n. 1512 - † 1600)
- John Edward Critien, religioso e storico dell'arte maltese (Sliema, n. 1949 - Roma, † 2022)
- John Nelson Darby, religioso inglese (Westminster, n. 1800 - Bournemouth, † 1882)
- John Timothy Dunlap, religioso e avvocato canadese (Ottawa, n. 1957)
- John Dury, religioso e scrittore scozzese (Edimburgo, n. 1596 - Kassel, † 1680)
- John Erskine of Dun, religioso scozzese (Dun, n. 1509 - † 1591)
- John Flavel, religioso britannico (Bromsgrove, n. 1620 - Exeter, † 1691)
- John Baconthorpe, religioso e filosofo britannico (Baconsthorpe, n. 1290 - Londra, † 1346)
- J. Gordon Melton, religioso statunitense (Birmingham, n. 1942)
- John Owen, religioso e scacchista inglese (Staffordshire, n. 1827 - Twickenham, † 1901)
- John Robinson, religioso britannico (Sturton le Steeple, n. 1576 - Leida, † 1625)
- John Rogers, religioso, traduttore e teologo inglese (Deritend - Londra, † 1555)
- John Stone, religioso e teologo inglese (Canterbury - Canterbury, † 1539)
- John Michael Talbot, religioso, compositore e chitarrista statunitense (Oklahoma City, n. 1954)
- Ian Maclaren, religioso e scrittore britannico (Manningtree, n. 1850 - Mount Pleasant, † 1907)

## Retori(1)
- John Wayne Todd, oratore statunitense (n. 1949 - † 2007)

## Rivoluzionari(3)
- John Frost, rivoluzionario britannico (Newport, n. 1784 - Stapleton, † 1877)
- John Laurens, rivoluzionario, militare e diplomatico statunitense (Charleston, n. 1754 - Beaufort, † 1782)
- John MacBride, rivoluzionario irlandese (Westport, n. 1868 - Dublino, † 1916)

## Rugbisti a 13(4)
- John Bentley, rugbista a 13 e rugbista a 15 britannico (Dewsbury, n. 1966)
- John Cootes, rugbista a 13, imprenditore e presbitero australiano (Newcastle, n. 1941)
- John Kirwan, rugbista a 13, rugbista a 15 e allenatore di rugby a 15 neozelandese (Auckland, n. 1964)
- John Timu, ex rugbista a 13, ex rugbista a 15 e imprenditore neozelandese (Dannevirke, n. 1969)

## Rugbisti a 15(32)
- John Barclay, ex rugbista a 15 britannico (Hong Kong, n. 1986)
- John Beattie, ex rugbista a 15 britannico (Glasgow, n. 1985)
- John Bevan, rugbista a 15 e allenatore di rugby a 15 gallese (Neath, n. 1948 - † 1986)
- Bakkies Botha, ex rugbista a 15 sudafricano (Newcastle, n. 1979)
- John Carleton, rugbista a 15 britannico (Wigan, n. 1955)
- John Connolly, ex rugbista a 15 e allenatore di rugby a 15 australiano (Brisbane, n. 1951)
- John Drake, rugbista a 15 e giornalista neozelandese (Auckland, n. 1959 - Mount Maunganui, † 2008)
- John Eales, ex rugbista a 15 e imprenditore australiano (Brisbane, n. 1970)
- John Flett, ex rugbista a 15 australiano (Manly, n. 1963)
- John Gallagher, rugbista a 15 neozelandese (Londra, n. 1964)
- Dick Greenwood, ex rugbista a 15 e allenatore di rugby a 15 inglese (Macclesfield, n. 1940)
- John Hart, ex rugbista a 15 inglese (Londra, n. 1982)
- John Hart, ex rugbista a 15, allenatore di rugby a 15 e dirigente sportivo neozelandese (Auckland, n. 1946)
- John Hayes, ex rugbista a 15 irlandese (Limerick, n. 1973)
- John Kelly, ex rugbista a 15, dirigente d'azienda e dirigente sportivo irlandese (Dublino, n. 1974)
- Jack Kyle, rugbista a 15 e medico britannico (Belfast, n. 1926 - Bryansford, † 2014)
- John Lecky, rugbista a 15 neozelandese (Auckland, n. 1863 - Auckland, † 1917)
- John Mallett, ex rugbista a 15 e allenatore di rugby a 15 britannico (Lincoln, n. 1970)
- Syd Millar, rugbista a 15, allenatore di rugby a 15 e dirigente sportivo britannico (Ballymena, n. 1934 - † 2023)
- John Mitchell, ex rugbista a 15 e allenatore di rugby a 15 neozelandese (Hawera, n. 1964)
- Stuart Moffat, ex rugbista a 15 britannico (Edimburgo, n. 1977)
- John Muldoon, rugbista a 15 statunitense (LuogoNascitaLink=Ione, n. 1896 - Napa, † 1944)
- John Poland, rugbista a 15 irlandese (Cork, n. 1996)
- John Pullin, rugbista a 15 inglese (Aust, n. 1941 - Bristol, † 2021)
- John Robbie, rugbista a 15 e conduttore radiofonico irlandese (Dublino, n. 1955)
- John Roe, ex rugbista a 15 e medico australiano (Brisbane, n. 1977)
- John Smit, ex rugbista a 15 sudafricano (Pietersburg, n. 1978)
- John Spencer, rugbista a 15, dirigente sportivo e avvocato britannico (Grassington, n. 1947)
- John Taylor, ex rugbista a 15 gallese (Watford, n. 1946)
- J. P. R. Williams, rugbista a 15, tennista e chirurgo britannico (Bridgend, n. 1949 - Cardiff, † 2024)
- J.J. Williams, rugbista a 15 gallese (Nantyffyllon, n. 1948 - † 2020)
- John Yapp, rugbista a 15 gallese (Cardiff, n. 1983)

## Saggisti(7)
- John Marco Allegro, saggista e docente britannico (Londra, n. 1923 - † 1988)
- John Stewart Allitt, saggista e musicologo inglese (Calais, n. 1934 - Coventry, † 2007)
- John Edward Courtenay Bodley, saggista inglese (Hanley, n. 1853 - Cuckfield, † 1925)
- John Alexander Fuller Maitland, saggista e musicologo inglese (Londra, n. 1856 - † 1936)
- John Gribbin, saggista britannico (Maidstone, n. 1946)
- John Nicolò Martin, saggista inglese (Milano, n. 1963)
- John Perkins, saggista statunitense (Hanover, n. 1945)

## Saltatori con gli sci(1)
- John Broman, ex saltatore con gli sci statunitense (n. 1958)

## Sassofonisti(12)
- John Butcher, sassofonista inglese (Brighton, n. 1954)
- Johnny Colla, sassofonista e chitarrista statunitense (Sacramento, n. 1952)
- John Coltrane, sassofonista e compositore statunitense (Hamlet, n. 1926 - New York, † 1967)
- John Dankworth, sassofonista, musicista e compositore britannico (Londra, n. 1927 - Londra, † 2010)
- John Gilmore, sassofonista statunitense (Summit, n. 1931 - Filadelfia, † 1995)
- John Harle, sassofonista e compositore inglese (Newcastle upon Tyne, n. 1956)
- John Helliwell, sassofonista britannico (Todmorden, n. 1945)
- John Pål Inderberg, sassofonista e compositore norvegese (Steinkjer, n. 1950)
- John Klemmer, sassofonista, compositore e paroliere statunitense (Chicago, n. 1946)
- Jackie McLean, sassofonista e compositore statunitense (New York, n. 1931 - † 2006)
- John Neely, sassofonista statunitense (Chicago, n. 1930 - Richton Park, † 1994)
- John Tchicai, sassofonista e compositore danese (Copenaghen, n. 1936 - Perpignano, † 2012)

## Scacchisti(14)
- John W. Baird, scacchista statunitense (New York, n. 1852 - † 1917)
- John M. Burke, scacchista statunitense (New Jersey, n. 2001)
- John Cochrane, scacchista e avvocato scozzese (Scozia, n. 1798 - Londra, † 1878)
- John W. Collins, scacchista statunitense (Newburgh, n. 1912 - New York, † 2001)
- John Emms, scacchista britannico (n. 1967)
- John Fedorowicz, scacchista statunitense (New York, n. 1958)
- John Grefe, scacchista statunitense (Hoboken, n. 1947 - San Francisco, † 2013)
- John Nunn, scacchista e compositore di scacchi inglese (Londra, n. 1955)
- John O'Hanlon, scacchista irlandese (Portadown, n. 1876 - Dublino, † 1960)
- John Peters, scacchista statunitense (Boston, n. 1951)
- John Shaw, scacchista scozzese (n. 1968)
- John Watson, scacchista e scrittore statunitense (Milwaukee, n. 1951)
- John van der Wiel, scacchista olandese (Leida, n. 1959)
- John Wisker, scacchista e giornalista inglese (Kingston upon Hull, n. 1846 - Melbourne, † 1884)

## Sceneggiatori(15)
- John August, sceneggiatore, regista e produttore cinematografico statunitense (Boulder, n. 1970)
- John Brancato e Michael Ferris, sceneggiatore statunitense (n. 1958)
- John Briley, sceneggiatore statunitense (Kalamazoo, n. 1925 - New York, † 2019)
- Jay Cocks, sceneggiatore statunitense (n. 1944)
- John Gatins, sceneggiatore, regista e attore statunitense (Manhattan, n. 1968)
- John Hamburg, sceneggiatore e regista statunitense (New York, n. 1970)
- John Michael Hayes, sceneggiatore e giornalista statunitense (Worcester, n. 1919 - Hanover, † 2008)
- John Hodge, sceneggiatore e drammaturgo britannico (Glasgow, n. 1964)
- John W. Kellette, sceneggiatore e musicista statunitense (Lowell, n. 1873 - Worcester, † 1922)
- John Logan, sceneggiatore e drammaturgo statunitense (San Diego, n. 1961)
- John Lynch, sceneggiatore statunitense (New York, n. 1870 - Los Angeles, † 1936)
- John Morris, sceneggiatore, produttore cinematografico e regista statunitense
- John A. Russo, sceneggiatore e regista statunitense (Clarion, n. 1939)
- John J. Strauss, sceneggiatore statunitense (Brentwood, n. 1957)
- John A. Waldron, sceneggiatore, produttore cinematografico e regista statunitense (Utica, n. 1891 - Los Angeles, † 1947)

## Scenografi(16)
- John Barry, scenografo britannico (Londra, n. 1935 - Londra, † 1979)
- John Box, scenografo britannico (Londra, n. 1920 - Londra, † 2005)
- John Bryan, scenografo britannico (Londra, n. 1911 - Surrey, † 1969)
- John DeCuir, scenografo statunitense (San Francisco, n. 1918 - Santa Monica, † 1991)
- John DuCasse Schulze, scenografo statunitense (Nokomis, n. 1876 - Hollywood, † 1943)
- John B. Goodman, scenografo statunitense (Denver, n. 1901 - Los Angeles, † 1991)
- John Graysmark, scenografo statunitense (Londra, n. 1935 - Los Angeles, † 2010)
- John Harkrider, scenografo e costumista statunitense (Abilene, n. 1899 - Los Angeles, † 1982)
- John Hughes, scenografo statunitense (Kansas City, n. 1882 - Los Angeles, † 1954)
- John McCarthy Jr., scenografo statunitense (California, n. 1912 - San Bernardino, † 1994)
- John P. Austin, scenografo statunitense (Anderson, n. 1906 - Riverside, † 1997)
- John Victor Mackay, scenografo statunitense (n. 1891 - Los Angeles, † 1945)
- John Meehan, scenografo statunitense (Tehachapi, n. 1902 - † 1963)
- John Myhre, scenografo statunitense (n. 1959)
- John Napier, scenografo e costumista britannico (Londra, n. 1944)
- Michael Stringer, scenografo, pittore e illustratore britannico (Singapore, n. 1924 - Eastbourne, † 2004)

## Schermidori(8)
- John Andru, schermidore canadese (Toronto, n. 1932 - † 2003)
- Thomas Balla, ex schermidore statunitense (Budapest, n. 1936)
- John Friedberg, ex schermidore statunitense (Baltimora, n. 1961)
- John Emrys Lloyd, schermidore britannico (Edmonton, n. 1905 - Henley-on-Thames, † 1987)
- John Nonna, ex schermidore statunitense (New York, n. 1948)
- John Pelling, schermidore britannico (Londra, n. 1936 - † 2023)
- John Pezza, ex schermidore italiano (Milano, n. 1952)
- John Sandwall, schermidore svedese (Åseda, n. 1917 - † 1980)

## Sciatori alpini(8)
- John Buxman, ex sciatore alpino statunitense (n. 1960)
- John Hilland, ex sciatore alpino canadese
- Jack Miller, ex sciatore alpino statunitense (Boulder, n. 1965)
- John Moulder-Brown, ex sciatore alpino britannico (Londra, n. 1978)
- John Piccard, ex sciatore alpino francese (n. 1965)
- John Egil Skajem, ex sciatore alpino norvegese (n. 1963)
- John Sylliåsen, ex sciatore alpino norvegese (n. 1956)
- John Teague, ex sciatore alpino statunitense (Norwich, n. 1958)

## Sciatori freestyle(1)
- John Teller, sciatore freestyle statunitense (Mammoth Lakes, n. 1983)

## Scienziati(5)
- John Renshaw Carson, scienziato statunitense (Pittsburgh, n. 1886 - New Hope, † 1940)
- John Theophilus Desaguliers, scienziato e religioso inglese (La Rochelle, n. 1683 - Covent Garden, † 1744)
- John William Draper, scienziato, filosofo e fisico britannico (St. Helens, n. 1811 - Hastings-on-Hudson, † 1882)
- John Bennet Lawes, scienziato inglese (Harpenden, n. 1814 - † 1900)
- John Henry Pepper, scienziato e inventore britannico (Westminster, n. 1821 - Leytonstone, † 1900)

## Scrittori di fantascienza(5)
- John Barnes, autore di fantascienza statunitense (n. 1957)
- John Bree, scrittore di fantascienza italiano (Modena, n. 1935 - Torino, † 2011)
- John Brunner, autore di fantascienza britannico (Preston Crowmarsh, n. 1934 - Glasgow, † 1995)
- John W. Campbell, autore di fantascienza e curatore editoriale statunitense (Newark, n. 1910 - Mountainside, † 1971)
- John Russell Fearn, autore di fantascienza britannico (Worsley, n. 1908 - † 1960)

## Scultori(8)
- John Bacon, scultore inglese (Londra, n. 1740 - Londra, † 1799)
- John Balistreri, scultore e ceramista statunitense (Thornton, n. 1962)
- John Flaxman, scultore e disegnatore britannico (York, n. 1755 - Londra, † 1826)
- John Henry Foley, scultore irlandese (Dublino, n. 1818 - Londra, † 1874)
- John Gibson, scultore britannico (Conwy, n. 1790 - Roma, † 1866)
- John Hogan, scultore irlandese (Tallow, n. 1800 - Dublino, † 1858)
- John Thomas, scultore e architetto inglese (Chalford, n. 1813 - Londra, † 1862)
- John Quincy Adams Ward, scultore statunitense (Urbana, n. 1830 - New York, † 1910)

## Siepisti(3)
- John Daly, siepista, mezzofondista e maratoneta britannico (Ballgluin, n. 1880 - New York, † 1969)
- John Disley, siepista britannico (Corris, n. 1928 - Londra, † 2016)
- Jack Rimmer, siepista e mezzofondista britannico (Ormskirk, n. 1878 - Liverpool, † 1962)

## Sindacalisti(1)
- John Mitchell, sindacalista statunitense (Braidwood, n. 1870 - New York, † 1919)

## Skater(1)
- Rodney Mullen, skater statunitense (Gainesville, n. 1966)

## Skeletonisti(3)
- John Crammond, skeletonista britannico (n. 1906 - † 1978)
- John Daly, skeletonista statunitense (Long Island, n. 1985)
- John Fairbairn, ex skeletonista canadese (London, n. 1983)

## Slittinisti(2)
- John Fennell, slittinista canadese (Calgary, n. 1995)
- Mike Hessel, ex slittinista statunitense (Portland, n. 1942)

## Sociologi(5)
- John Holloway, sociologo, filosofo e giurista irlandese (Dublino, n. 1947)
- John Victor Murra, sociologo e antropologo statunitense (Odessa, n. 1916 - Ithaca, † 2006)
- John Thibaut, sociologo e psicologo statunitense (n. 1917 - † 1986)
- John Thompson, sociologo britannico (Minneapolis, n. 1951)
- John Richard Urry, sociologo britannico (Londra, n. 1946 - Lancaster, † 2016)

## Sollevatori(2)
- John Davis, sollevatore statunitense (Smithtown, n. 1921 - Albuquerque, † 1984)
- John Terpak, sollevatore statunitense (Mayfield, n. 1912 - Springettsbury Township, † 1993)

## Sovrani(1)
- Giovanni di Scozia, sovrano normanno (Piccardia)

## Sportivi(1)
- John Brzenk, sportivo statunitense (McHenry, n. 1964)

## Statistici(5)
- John Arbuthnot, statistico, medico e scrittore scozzese (Inverbervie, n. 1667 - Londra, † 1735)
- John Graunt, statistico britannico (Londra, n. 1620 - Londra, † 1674)
- John Nelder, statistico britannico (Dulverton, n. 1924 - Luton, † 2010)
- John Gordon Skellam, statistico britannico (Staffordshire, n. 1914 - † 1979)
- John Wishart, statistico scozzese (Montrose, n. 1898 - Acapulco, † 1956)

## Stilisti(4)
- John Guida, stilista e illustratore italiano (Santa Maria Capua Vetere, n. 1888 - Roma, † 1951)
- John Richmond, stilista britannico (Manchester, n. 1960)
- John Rocha, stilista irlandese (Hong Kong, n. 1953)
- John Varvatos, stilista statunitense (Detroit, n. 1959)

## Storici(38)
- John Boswell, storico statunitense (Boston, n. 1947 - New Haven, † 1994)
- John Hill Burton, storico scozzese (Aberdeen, n. 1809 - Morton House, † 1881)
- John Bagnell Bury, storico, filologo e filosofo irlandese (Clontibret, n. 1861 - Roma, † 1927)
- John Coffey, storico e docente inglese (n. 1969)
- Juan Cole, storico, orientalista e opinionista statunitense (Albuquerque, n. 1952)
- John S. Conway, storico inglese (n. 1929 - † 2017)
- John Emerich Edward Dalberg-Acton, storico e politico britannico (Napoli, n. 1834 - Tegernsee, † 1902)
- John Norman Davidson Kelly, storico e teologo inglese (Bridge of Allan, n. 1909 - Oxford, † 1997)
- John Day, storico statunitense (Evanston, n. 1924 - Parigi, † 2003)
- John Dickie, storico e conduttore televisivo britannico (Dundee, n. 1963)
- John Dickson, storico e saggista australiano (Sydney)
- John Elliott, storico britannico (Reading, n. 1930 - Oxford, † 2022)
- John Erickson, storico britannico (South Shields, n. 1929 - Edimburgo, † 2002)
- John Foot, storico britannico (Londra, n. 1964)
- John Lewis Gaddis, storico statunitense (Cotulla, n. 1941)
- John Man, storico e scrittore britannico (Tenterden, n. 1941)
- J. Arch Getty, storico statunitense (Louisiana, n. 1950 - † 2025)
- John Lewis Heilbron, storico statunitense (San Francisco, n. 1934 - Padova, † 2023)
- John Henderson, storico inglese (n. 1949)
- Christopher Hill, storico britannico (York, n. 1912 - Chipping Norton, † 2003)
- John Keegan, storico, insegnante e giornalista inglese (Clapham, n. 1934 - Kilmington, † 2012)
- John Kenrick, storico e traduttore inglese (Exeter, n. 1788 - York, † 1877)
- John Komlos, storico ungherese (Budapest, n. 1944)
- John Laband, storico e scrittore sudafricano (Johannesburg, n. 1947)
- John Edward Lloyd, storico gallese (n. 1861 - † 1947)
- John Morris, storico inglese (n. 1913 - † 1977)
- John Arthur Ruskin Munro, storico e archeologo britannico (Londra, n. 1864 - Oxford, † 1944)
- John Julius Norwich, storico e personaggio televisivo britannico (Oldham, n. 1929 - Londra, † 2018)
- John M. Riddle, storico statunitense (Lancaster, n. 1937)
- J. A. G. Roberts, storico e docente inglese (n. 1935)
- John Scheid, storico lussemburghese (Lussemburgo, n. 1946)
- John Van Seters, storico, biblista e orientalista canadese (Hamilton, n. 1935 - Waterloo, † 2025)
- John Stow, storico e antiquario inglese († 1605)
- John Toland, storico statunitense (La Crosse, n. 1912 - Danbury, † 2004)
- John Michael Wallace-Hadrill, storico britannico (Bromsgrove, n. 1916 - † 1985)
- John Wallis, storico e botanico inglese (Castlenook, n. 1714 - Norton, † 1793)
- John Wansbrough, storico e orientalista statunitense (Peoria, n. 1928 - † 2002)
- John D. Winters, storico e docente statunitense (McCool, n. 1916 - Ruston, † 1997)

## Storici dell'architettura(1)
- John Summerson, storico dell'architettura britannico (Darlington, n. 1904 - Londra, † 1992)

## Storici dell'arte(3)
- John Pope-Hennessy, storico dell'arte britannico (Londra, n. 1913 - Firenze, † 1994)
- John D. Skilton, storico dell'arte e militare statunitense (Cheshire, n. 1909 - Bridgeport, † 1992)
- John Spike, storico dell'arte statunitense (New York City, n. 1951)

## Storici della filosofia(1)
- John William Yolton, storico della filosofia statunitense (Birmingham, n. 1921 - Piscataway, † 2005)

## Storici della letteratura(1)
- Allardyce Nicoll, storico della letteratura inglese (Glasgow, n. 1894 - † 1976)

## Supercentenari(2)
- John Painter, supercentenario statunitense (Contea di Jackson, n. 1888 - Hermitage Springs, † 2001)
- John Tinniswood, supercentenario britannico (Liverpool, n. 1912 - Southport, † 2024)

## Tastieristi(7)
- John Bundrick, tastierista e pianista statunitense (Houston, n. 1948)
- John Evan, tastierista britannico (Blackpool, n. 1948)
- John Gosling, tastierista britannico (Paignton, n. 1948 - † 2023)
- John Kongos, tastierista e fisarmonicista sudafricano (Londra, n. 1981)
- John Locke, tastierista statunitense (Los Angeles, n. 1943 - Ojai, † 2006)
- John Medeski, tastierista e compositore statunitense (Louisville, n. 1965)
- John Sinclair, tastierista britannico (Wembley, n. 1952)

## Tennisti(41)
- John Andrews, ex tennista statunitense (Houston, n. 1952)
- John Jacob Astor, tennista britannico (New York, n. 1886 - Cannes, † 1971)
- John Austin, ex tennista statunitense (Long Beach, n. 1957)
- John Bartlett, ex tennista australiano (Woonona, n. 1948)
- John Pius Boland, tennista e politico britannico (Dublino, n. 1870 - Londra, † 1958)
- John Bromwich, tennista australiano (Sydney, n. 1918 - Geelong, † 1999)
- John Brown, ex tennista australiano (Melbourne, n. 1940)
- Don Budge, tennista e allenatore di tennis statunitense (Oakland, n. 1915 - Scranton, † 2000)
- John Cooper, ex tennista australiano (Alexandra, n. 1946)
- John Cottrill, ex tennista australiano (n. 1945)
- John Doeg, tennista statunitense (Guaymas, n. 1908 - Redding, † 1978)
- John Feaver, ex tennista britannico (Fleet, n. 1952)
- John Fraser, ex tennista australiano (Melbourne, n. 1935)
- John Frawley, ex tennista australiano (Redcliffe, n. 1965)
- John Colin Gregory, tennista britannico (Beverley, n. 1903 - All England Lawn Tennis and Croquet Club, † 1959)
- John Hartley, tennista britannico (Tong, n. 1849 - Knaresborough, † 1935)
- John Hawkes, tennista australiano (Geelong, n. 1899 - Geelong, † 1990)
- John Hennessey, tennista statunitense (Indianapolis, n. 1900 - Stuart, † 1981)
- John Isner, ex tennista statunitense (Greensboro, n. 1985)
- John James, ex tennista australiano (Adelaide, n. 1951)
- John Letts, ex tennista statunitense (Houston, n. 1964)
- John Lloyd, ex tennista britannico (Leigh-on-Sea, n. 1954)
- John Marks, ex tennista australiano (Sydney, n. 1952)
- John McCurdy, ex tennista australiano (Yarrawonga, n. 1960)
- John McEnroe, ex tennista, allenatore di tennis e commentatore televisivo statunitense (Wiesbaden, n. 1959)
- John Millman, ex tennista australiano (Brisbane, n. 1989)
- John Neely, tennista statunitense (Chicago, n. 1872 - New York, † 1941)
- John Newcombe, ex tennista australiano (Sydney, n. 1944)
- John Olliff, tennista e giornalista britannico (Londra, n. 1908 - Chiswick, † 1951)
- John Paish, ex tennista britannico (Croydon, n. 1948)
- Budge Patty, tennista statunitense (Fort Smith, n. 1924 - Losanna, † 2021)
- John Pearce, tennista australiano (Sydney, n. 1923 - † 1992)
- John Peers, tennista australiano (Melbourne, n. 1988)
- Tony Pickard, ex tennista e allenatore di tennis britannico (Ripley, n. 1934)
- John Sadri, ex tennista statunitense (Charlotte, n. 1956)
- John Trickey, ex tennista e allenatore di tennis australiano
- Stewart Tritle, tennista statunitense (Virginia City, n. 1871 - St. Petersburg, † 1947)
- John Van Ryn, tennista statunitense (Newport News, n. 1905 - Palm Beach, † 1999)
- John Whitlinger, ex tennista statunitense (Neenah, n. 1954)
- John Yuill, ex tennista sudafricano (Durban, n. 1948)
- John van Lottum, ex tennista olandese (Antananarivo, n. 1976)

## Tenori(9)
- John Aler, tenore statunitense (Baltimora, n. 1949 - Silver Spring, † 2022)
- John Aron, tenore australiano (Walcha, n. 1934 - Londra, † 1994)
- John Beard, tenore inglese (Hampton, † 1791)
- John Braham, tenore inglese (Londra - † 1856)
- John Coates, tenore inglese (Bradford, n. 1865 - Northwood, † 1941)
- John Keyes, tenore statunitense (n. 1964)
- John McCormack, tenore irlandese (Athlone, n. 1884 - Drumsna, † 1945)
- John Osborn, tenore statunitense (Sioux City, n. 1972)
- Sims Reeves, tenore inglese (Shooter's Hill, n. 1821 - Worthing, † 1900)

## Teologi(22)
- John Abernethy, teologo irlandese (Coleraine, n. 1680 - Dublino, † 1740)
- John Arrowsmith, teologo inglese (Gateshead, n. 1602 - Cambridge, † 1659)
- John Bolt, teologo statunitense (n. 1947)
- John Colet, teologo, umanista e presbitero inglese (Londra - Londra, † 1519)
- John Forbes, teologo scozzese (Aberdeen, n. 1593 - † 1648)
- John Foxe, teologo e storico britannico (Boston, n. 1516 - Londra, † 1587)
- John Gill, teologo britannico (Kettering, n. 1697 - † 1771)
- John Hick, teologo, filosofo e storico britannico (Scarborough, n. 1922 - Birmingham, † 2012)
- John Howe, teologo britannico (Loughborough, n. 1630 - Londra, † 1705)
- John Keble, teologo, poeta e religioso inglese (Fairford, n. 1792 - Bournemouth, † 1866)
- John Knox, teologo scozzese (Haddington, n. 1513 - Edimburgo, † 1572)
- John Haddon Leith, teologo e pastore protestante statunitense (Hodges, n. 1919 - Greenville, † 2002)
- John Lightfoot, teologo inglese (Stoke-on-Trent, n. 1602 - Ely, † 1675)
- John Mainwaring, teologo e scrittore inglese (n. 1724 - † 1807)
- John Mill, teologo e grecista inglese (Shap, n. 1645 - † 1707)
- Alec Motyer, teologo e biblista irlandese (Dublino, n. 1924 - Poynton, † 2016)
- John Preston, teologo e predicatore inglese (Heyford, n. 1587 - † 1628)
- John Rainolds, teologo e scrittore inglese (Pinhoe, n. 1549 - † 1607)
- John Revi Mathews, teologo indiano (Kerala, n. 1952)
- John Arthur Thomas Robinson, teologo inglese (Canterbury, n. 1919 - Arncliffe, † 1983)
- John Wesley, teologo inglese (Epworth, n. 1703 - Londra, † 1791)
- John Wyclif, teologo britannico (Hipswell - Lutterworth, † 1384)

## Tipografi(1)
- John Day, tipografo inglese (n. 1522 - Saffron Walden, † 1584)

## Tiratori a segno(4)
- John Larsen, tiratore a segno norvegese (n. 1913 - Oslo, † 1989)
- John Paine, tiratore a segno statunitense (Boston, n. 1870 - Weston, † 1951)
- John Postans, tiratore a segno britannico (Samford, n. 1869 - Colchester, † 1958)
- John Sundberg, tiratore a segno svedese (Gävle, n. 1920 - Jättendal, † 2004)

## Tiratori a volo(1)
- Bob Braithwaite, tiratore a volo britannico (n. 1923 - † 2015)

## Tiratori di fune(2)
- John Sewell, tiratore di fune britannico (Halfmorton, n. 1882 - Cambridge, † 1947)
- James Shepherd, tiratore di fune britannico (Bicknor, n. 1884 - Aston, † 1954)

## Traduttori(1)
- John Merlin Powis Smith, traduttore, biblista e orientalista britannico (Londra, n. 1866 - Chicago, † 1932)

## Triplisti(5)
- John Fuhrer, triplista e allenatore di football americano statunitense (La Harpe, n. 1880 - Lincoln, † 1972)
- John Herbert, ex triplista, ex bobbista e allenatore di atletica leggera britannico (n. 1962)
- Garfield MacDonald, triplista, lunghista e altista canadese (Lower South River, n. 1881 - Camden, † 1951)
- Jack Metcalfe, triplista, altista e lunghista australiano (n. 1912 - † 1994)
- Christian Olsson, ex triplista svedese (Göteborg, n. 1980)

## Trombettisti(2)
- Johnny Coles, trombettista statunitense (Trenton, n. 1926 - Filadelfia, † 1997)
- Dizzy Gillespie, trombettista, pianista e compositore statunitense (Cheraw, n. 1917 - Englewood, † 1993)

## Truccatori(1)
- John Chambers, truccatore statunitense (Chicago, n. 1922 - Woodland Hills, † 2001)

## Tuffatori(1)
- Keith Russell, tuffatore statunitense (Mesa, n. 1948)

## Urbanisti(1)
- John Nash, urbanista e architetto inglese (Lambeth, n. 1752 - Cowes, † 1835)

## Velisti(9)
- John Albrechtson, velista svedese (Göteborg, n. 1936 - Västra Frölunda, † 1985)
- John Aspin, velista britannico (n. 1877 - † 1960)
- Jack Cropp, velista neozelandese (Hokitika, n. 1927 - † 2016)
- John Cuneo, velista australiano (Brisbane, n. 1928 - † 2020)
- John Frederick Foster, velista, bobbista e dirigente sportivo americo-verginiano (Wallasey, n. 1938)
- John Mackenzie, velista britannico (Greenock, n. 1876 - † 1949)
- John Merricks, velista britannico (Leicester, n. 1971 - Castiglione della Pescaia, † 1997)
- John Scott, velista australiano (Mosman Park, n. 1934 - Perth, † 1993)
- Howard Taylor, velista britannico (Londra, n. 1861 - Melbourne, † 1925)

## Velocisti(21)
- John Ainsworth-Davis, velocista britannico (Aberystwyth, n. 1895 - Stockland, † 1976)
- John Archer, velocista britannico (Nottingham, n. 1921 - Cheltenham, † 1997)
- John Bartram, velocista australiano (Mount Barker, n. 1925 - Melbourne, † 2014)
- John Capel, ex velocista e giocatore di football americano statunitense (Brooksville, n. 1978)
- John Carlos, ex velocista statunitense (New York, n. 1945)
- John Ertzgaard, velocista norvegese (Nairobi, n. 1977)
- Jack Gregory, velocista britannico (Sea Mills, n. 1923 - Bristol, † 2003)
- John Howard, ex velocista micronesiano (Weno, n. 1981)
- John Johansen, velocista e giavellottista norvegese (n. 1883 - Trondheim, † 1947)
- Lam Jones, velocista e giocatore di football americano statunitense (Lawton, n. 1958 - Round Rock, † 2019)
- Jack London, velocista britannico (Georgetown, n. 1905 - Londra, † 1966)
- John Mark, velocista britannico (n. 1925 - † 1991)
- James Rector, velocista statunitense (Hot Springs, n. 1884 - Hot Springs, † 1949)
- John Regis, ex velocista britannico (Lewisham, n. 1966)
- John Salisbury, ex velocista britannico (Birmingham, n. 1934)
- John Smith, ex velocista statunitense (Los Angeles, n. 1950)
- John Steffensen, ex velocista australiano (n. 1982)
- John Taylor, velocista statunitense (Washington, n. 1882 - Filadelfia, † 1908)
- Walter Tewksbury, velocista e ostacolista statunitense (Ashley, n. 1876 - Tunkhannock, † 1968)
- John Wrighton, ex velocista britannico (n. 1933)
- Jack Yerman, ex velocista statunitense (Oroville, n. 1939)

## Vescovi anglicani(5)
- John Allin, vescovo anglicano statunitense (Helena, n. 1921 - † 1998)
- John Atherton, vescovo anglicano irlandese (Bridgwater, n. 1598 - Dublino, † 1640)
- John Earle, vescovo anglicano inglese (York, n. 1601 - Oxford, † 1665)
- John Moore, vescovo anglicano inglese (Market Harborough, n. 1646 - Ely, † 1714)
- John Spottiswoode, vescovo anglicano e storico scozzese (Lothian Occidentale, n. 1565 - Londra, † 1639)

## Vescovi vetero-cattolici(1)
- John Ekemenzie Okoro, vescovo vetero-cattolico nigeriano (Kano, n. 1949)

## Viaggiatori(1)
- John Carne, viaggiatore e scrittore inglese (Penzance, n. 1789 - Penzance, † 1844)

## Violinisti(5)
- Papa John Creach, violinista statunitense (Beaver Falls, n. 1917 - Los Angeles, † 1994)
- John Curro, violinista, violista e direttore d'orchestra australiano (Cairns, n. 1932 - † 2019)
- John Ella, violinista e direttore d'orchestra britannico (Thirsk, n. 1802 - Londra, † 1888)
- John Hartford, violinista, suonatore di banjo e compositore statunitense (New York, n. 1937 - Nashville, † 2001)
- John Storgårds, violinista e direttore d'orchestra finlandese (Helsinki, n. 1963)

## Virologi(1)
- John Oxford, virologo britannico (n. 1942)

## Wrestler(23)
- John Cena, wrestler, attore e rapper statunitense (West Newbury, n. 1977)
- Johnny Gargano, wrestler statunitense (Cleveland, n. 1987)
- Stan Hansen, ex wrestler statunitense (Knox City, n. 1949)
- Oliver Humperdink, wrestler statunitense (Minneapolis, n. 1949 - † 2011)
- Johnny Jeter, wrestler statunitense (San Diego, n. 1981)
- Blackjack Lanza, wrestler statunitense (Albuquerque, n. 1935 - † 2021)
- John Layfield, ex wrestler e imprenditore statunitense (Sweetwater, n. 1966)
- John Morrison, wrestler e attore statunitense (Los Angeles, n. 1979)
- Mr. Wrestling II, wrestler statunitense (Charleston, n. 1934 - Mililani Town, † 2020)
- Skull Murphy, wrestler canadese (Hamilton, n. 1930 - Charlotte, † 1970)
- John Nord, ex wrestler statunitense (Saint Cloud, n. 1959)
- John Parsonage, wrestler canadese (Merritt, n. 1974)
- Angelo Poffo, wrestler statunitense (Downers Grove, n. 1925 - Sarasota, † 2010)
- Johnny Rodz, ex wrestler statunitense (New York, n. 1938)
- Rocky Romero, wrestler cubano (L'Avana, n. 1982)
- Ian Rotten, wrestler statunitense (Baltimora, n. 1970)
- Big John Studd, wrestler statunitense (Contea di Butler, n. 1948 - Burke, † 1995)
- John Tatum, ex wrestler statunitense (Mobile, n. 1959)
- John Tenta, wrestler e lottatore di sumo canadese (Surrey, n. 1963 - Sanford, † 2006)
- John Tolos, wrestler statunitense (Hamilton, n. 1930 - Los Angeles, † 2009)
- Johnny Valentine, wrestler statunitense (Maple Valley, n. 1928 - River Oaks, † 2001)
- Johnny Valiant, wrestler statunitense (Pittsburgh, n. 1946 - Pittsburgh, † 2018)
- Xavier, wrestler statunitense (Queens, n. 1977 - † 2020)

## Zoologi(5)
- John Anderson, zoologo britannico (Edimburgo, n. 1833 - Buxton, † 1900)
- Guy Dollman, zoologo britannico (n. 1886 - † 1942)
- John Robertson Henderson, zoologo e antiquario britannico (Melrose, n. 1863 - Edimburgo, † 1925)
- John Edwards Hill, zoologo britannico (Colemans Hatch, n. 1928 - Kent, † 1997)
- John Zachary Young, zoologo e neurofisiologo inglese (Bristol, n. 1907 - Oxford, † 1997)

## Senza attività specificata(46)
- John Alcorn, grafico e illustratore statunitense (New York, n. 1935 - Lyme, † 1992)
- John Michael Beaumont, britannico (Egitto, n. 1927 - Guernsey, † 2016)
- Johnny Behan, statunitense (Kansas City, n. 1844 - Tucson, † 1912)
- John Boehner, ex politico statunitense (Reading, n. 1949)
- John Carl Buechler, effettista, regista cinematografico e attore statunitense (Belleville, n. 1952 - Los Angeles, † 2019)
- Jeb Bush, ex politico e imprenditore statunitense (Midland, n. 1953)
- John Casor, statunitense
- John Chandos, cavaliere medievale inglese († 1369)
- John Cooke, britannico (Leicestershire, n. 1608 - Tyburn, † 1660)
- John De la Mare, cavaliere medievale britannico († 1383)
- John Dodd, archettaio inglese (Londra, n. 1752 - Londra, † 1839)
- John Dykstra, effettista statunitense (Long Beach, n. 1947)
- John Esslemont, britannico (Aberdeen, n. 1874 - Haifa, † 1925)
- John Fitzgerald, ex pentatleta statunitense (Chicago, n. 1948)
- John Frazier, effettista statunitense (Richmond, n. 1944)
- John Freccero, italianista e saggista statunitense (New York, n. 1931 - Santa Cruz, † 2021)
- John P. Fulton, effettista statunitense (Beatrice, n. 1902 - Iver Heath, Buckinghamshire, Inghilterra, † 1966)
- John Gaeta, effettista statunitense (n. 1965)
- John Grey di Groby, cavaliere medievale inglese (n. 1432 - † 1461)
- John Wesley Hardin, pistolero statunitense (Bonham, n. 1853 - El Paso, † 1895)
- John C. Hartigan, effettista statunitense (n. 1957 - † 2024)
- Dennis Hastert, ex politico e criminale statunitense (Aurora, n. 1942)
- Jack Hinson, statunitense (n. 1807 - † 1874)
- John Holland, I duca di Exeter, conte britannico (n. 1352 - † 1400)
- Doc Holliday, pistolero statunitense (Griffin, n. 1851 - Glenwood Springs, † 1887)
- John Parke Custis, statunitense (Piantagione di White House, n. 1754 - Eltham, † 1781)
- John Joyce, irlandese (Cork, n. 1849 - Dublino, † 1931)
- John Keel, ufologo, giornalista e scrittore statunitense (New York, n. 1930 - New York, † 2009)
- John Knoll, effettista statunitense (Ann Arbor, n. 1962)
- John Part, ex giocatore di freccette e commentatore televisivo canadese (Toronto, n. 1966)
- John de la Pole, I conte di Lincoln, conte (Inghilterra, n. 1462 - East Stoke, † 1487)
- John Radcliffe, cavaliere medievale inglese (Attleborough - † 1441)
- John Rigby, inglese (Eccleston, n. 1570 - Londra, † 1600)
- Johnny Ringo, pistolero e criminale statunitense (Greens Fork, n. 1850 - Monti Chiricahua, † 1882)
- John Rogan, statunitense (Hendersonville, n. 1868 - Gallatin, † 1905)
- John Rolfe, agricoltore inglese (Heacham - † 1622)
- John Ross, nativo americano (Turkeytown, n. 1790 - Washington, † 1866)
- John Saul, irlandese (Dublino, n. 1857 - Dublino, † 1904)
- John Stephenson, effettista e regista britannico (Londra, n. 1952)
- Jack Thayer, statunitense (Filadelfia, n. 1894 - Filadelfia, † 1945)
- John Thurloe, britannico (n. 1616 - † 1668)
- John de Vere, XVI conte di Oxford, conte britannico (Crepping Hall, n. 1516 - Castello di Hedingham, † 1562)
- John Wells, allenatore di rugby a 15 e ex rugbista a 15 inglese (Driffield, n. 1963)
- John Williams, ex arciere statunitense (Cranesville, n. 1953)
- John Skinner Wilson, scozzese (n. 1888 - † 1969)
- John de la Pole, II duca di Suffolk, duca (n. 1442)